# Berlin
Berlin [bɛr'li:n] ⓘ ist die Hauptstadt und ein Land der Bundesrepublik Deutschland. Die Großstadt ist mit rund 3,7 Millionen Einwohnern die bevölkerungsreichste und mit 891 Quadratkilometern die flächengrößte Gemeinde Deutschlands sowie die bevölkerungsreichste Stadt der Europäischen Union. In der Agglomeration Berlin leben rund 4,8 Millionen Menschen, in der Metropolregion Berlin-Brandenburg rund 6,3 Millionen. Der Stadtstaat besteht aus zwölf Bezirken. Neben den Flüssen Spree, Havel und Dahme befinden sich im Stadtgebiet kleinere Fließgewässer sowie zahlreiche Seen und Wälder.
Berlin wurde im 13. Jahrhundert erstmals urkundlich erwähnt. Die Stadt war Hauptstadt der Mark Brandenburg, Preußens und Deutschlands. Im Laufe des 19. und frühen 20. Jahrhunderts entwickelte sich Berlin zur weltweit drittgrößten Stadt. Nach dem Ende des Zweiten Weltkriegs unterlag die Stadt 1945 dem Viermächtestatus; Ost-Berlin hatte ab 1949 die Funktion als Hauptstadt der Deutschen Demokratischen Republik, während West-Berlin de facto Teil der Bundesrepublik wurde. Mit dem Fall der Berliner Mauer 1989 und der deutschen Wiedervereinigung im Jahr 1990 wuchsen die beiden Stadthälften wieder zusammen und Berlin erhielt seine Rolle als gesamtdeutsche Hauptstadt zurück. Seit 1999 ist die Stadt Sitz der Bundesregierung, des Bundespräsidenten, des Deutschen Bundestages, des Bundesrates sowie der meisten Bundesministerien, zahlreicher Bundesbehörden und Botschaften.
Berlin zählt zu den ökonomischen Zentren in Europa. Unter den wichtigen Zweigen der städtischen Wirtschaft sind der Tourismus, die Kreativ- und Kulturwirtschaft, die Biotechnologie und Gesundheitswirtschaft mit Medizintechnik und pharmazeutischer Industrie, die Informations- und Kommunikationstechnik, die Bau- und Immobilienwirtschaft, die Finanzwirtschaft, der Handel, die Optoelektronik, die Energietechnik, die Logistik sowie das Messe- und Kongresswesen. Die Stadt ist ein europäischer Verkehrsknotenpunkt des Straßen-, Schienen- und Luftverkehrs. Berlin ist ein internationaler Standort für innovative Unternehmensgründer und verzeichnet seit 2010 hohe Zuwachsraten bei der Zahl der Erwerbstätigen.
Berlin gilt als Weltstadt der Kultur, Medien und Wissenschaften. Die Universitäten, Forschungseinrichtungen, Sportereignisse und Museen der Stadt genießen internationalen Ruf. Die Metropole trägt den UNESCO-Titel Stadt des Designs und ist eine der meistbesuchten Destinationen des Kontinents. Berlins Musik, Architektur, Festivals, Spitzengastronomie, Nachtleben und urbane Lebensqualität sind weltweit bekannt.

## Geographie

### Lage
Berlins Bezugspunkt, das Rote Rathaus (Rathausstraße 15 in 10178 Berlin), hat die geographische Lage: 52° 31′ 7″ nördliche Breite, 13° 24′ 30″ östliche Länge. Der Flächenschwerpunkt der Stadt liegt rund zwei Kilometer südlich davon in Kreuzberg (52° 30′ 10,4″ N, 13° 24′ 15,1″ O). Die größte Ausdehnung des Stadtgebiets in Ost-West-Richtung beträgt rund 45 km, in Nord-Süd-Richtung etwa 38 km. Die Fläche Berlins beträgt etwa 891 km². Die Stadt befindet sich im Nordosten der Bundesrepublik Deutschland und ist vollständig vom Land Brandenburg umgeben.

Lage Berlins in der EU

Das historische Zentrum liegt an der schmalsten und damit verkehrsgünstigsten Stelle des Warschau-Berliner Urstromtals, das Berlin vom Südosten zum Nordwesten hin durchquert und von der Spree in Ost-West-Richtung durchflossen wird. Der nordöstliche Teil Berlins liegt auf der Hochebene des Barnim, knapp die Hälfte der Stadtfläche im südwestlichen Bereich liegt auf der Hochebene des Teltow. Der westlichste Bezirk, Spandau, verteilt sich auf das Berliner Urstromtal, das Brandenburg-Potsdamer Havelgebiet und die Zehdenick-Spandauer Havelniederung. Die Landschaft Berlins entstand im Eiszeitalter während der letzten Vereisungsphase, der Weichsel-Eiszeit. Vor etwa 20.000 Jahren war das Gebiet Berlins vom mehrere hundert Meter mächtigen skandinavischen Eisschild (Gletscher) bedeckt. Beim Rückschmelzen des Gletschers entstand vor etwa 18.000 Jahren das Berliner Urstromtal.

### Gewässer und Erhebungen
Berlin hat zahlreiche Fließgewässer und Seen. Die Spree mündet in Spandau in die Havel, die den Westen Berlins in Nord-Süd-Richtung durchfließt. Berliner Nebenflüsse der Spree sind die Panke, die Dahme, die Wuhle und die Erpe. Der Flusslauf der Havel, eigentlich eine glaziale Rinne, ähnelt dabei oft einer Seenlandschaft; die größten Ausbuchtungen bilden der Tegeler See und der Große Wannsee. Jeweils zum Teil in Berlin liegen die der Havel zufließenden Bäche Tegeler Fließ und Bäke. Größter See Berlins ist der Große Müggelsee im Bezirk Treptow-Köpenick.

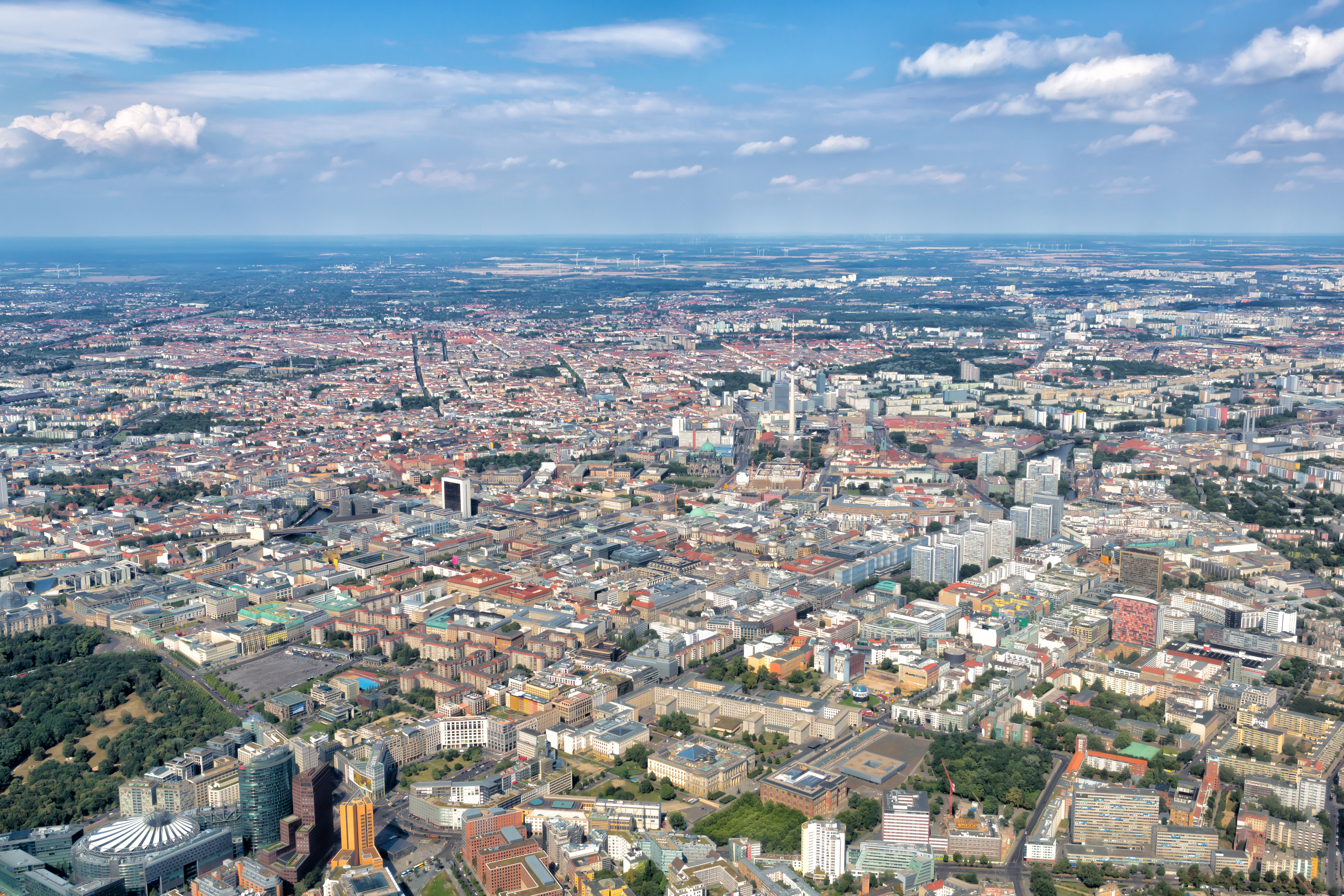
Der Stadtraum vom Zentrum nach Nordosten

In Berlin sind 13 Wasserschutzgebiete auf einer Fläche von rund 212 km² durch Wasserschutzgebietsverordnungen ausgewiesen. Im Verhältnis zur Gesamtstadtfläche von rund 890 km² sind damit etwa ein Viertel des Stadtgebietes als Wasserschutzgebiete ausgewiesen.
Die höchsten Erhebungen Berlins sind als höchste natürliche Bodenerhebung der Große Müggelberg (115 m ü. NHN) im Bezirk Treptow-Köpenick, die aus Bau-Abraum entstandenen Arkenberge (122 m ü. NHN) im Bezirk Pankow, der aus Trümmerschutt des Zweiten Weltkriegs aufgeschüttete Teufelsberg (120 m ü. NHN) im Bezirk Charlottenburg-Wilmersdorf und die Ahrensfelder Berge (114 m ü. NHN) im Landschaftspark Wuhletal im Bezirk Marzahn-Hellersdorf. Der tiefste Punkt Berlins liegt mit (28,1 m ü. NHN) am Spektesee im Bezirk Spandau.

### Wälder und Parkanlagen

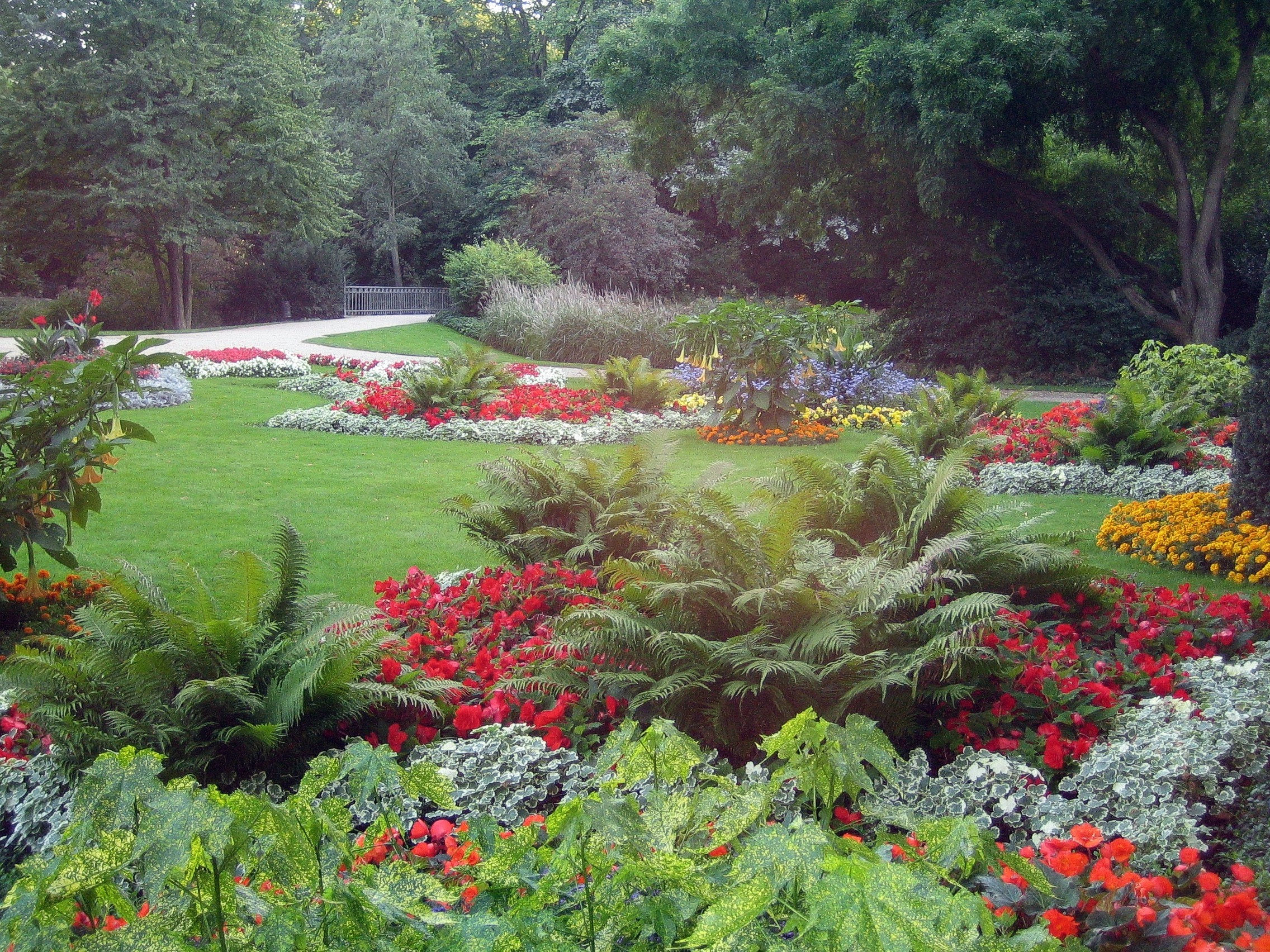
Luiseninsel im Großen Tiergarten

Berlin besitzt neben ausgedehnten Waldgebieten im Westen und Südosten des Stadtgebietes (Berliner Forsten) viele große Parkanlagen. Da auch fast alle Straßen von Bäumen gesäumt sind, gilt Berlin als besonders grüne Stadt. In Berlin gibt es insgesamt rund 440.000 Straßenbäume, darunter 153.000 Linden, 82.000 Ahornbäume, 35.000 Eichen, 25.000 Platanen und 21.000 Kastanien. Die über 2500 öffentlichen Grün-, Erholungs- und Parkanlagen haben eine Gesamtfläche von über 5500 Hektar und bieten vielfältige Freizeit- und Erholungsmöglichkeiten. Die größte heute als Park genutzte Anlage Berlins ist das Tempelhofer Feld, das aus dem ehemaligen Flughafen Tempelhof entstand.
Im Zentrum der Stadt liegt der Große Tiergarten. Er ist die älteste und mit 210 Hektar zweitgrößte und bedeutendste Parkanlage Berlins und wurde im Verlauf von mehr als 500 Jahren gestaltet. Ursprünglich ein ausgedehntes Waldareal vor den Toren der Stadt, genutzt von den preußischen Adeligen als Jagd- und Ausrittgebiet, wurde dieses nach und nach von der Stadtentwicklung umschlossen. Er erstreckt sich heute vom Bahnhof Zoo bis zum Brandenburger Tor und grenzt direkt an das Regierungsviertel. Einige große Straßen durchschneiden den Tiergarten, darunter die Straße des 17. Juni als Ost-West-Achse. Sie kreuzen sich am Großen Stern, in dessen Mitte seit 1939 die Siegessäule steht. Der Große Tiergarten hat die Gestalt einer naturnahen Parklandschaft: Charakteristisch sind die weiten, von kleinen Wasserläufen durchzogenen und mit Baumgruppen bestandenen Rasenflächen sowie die Seen mit kleinen Inseln und zahlreichen Brücken und Alleen. Anlagen wie der Englische Garten, die Luiseninsel und der Rosengarten setzen an einigen Stellen schmuckgärtnerische Akzente.

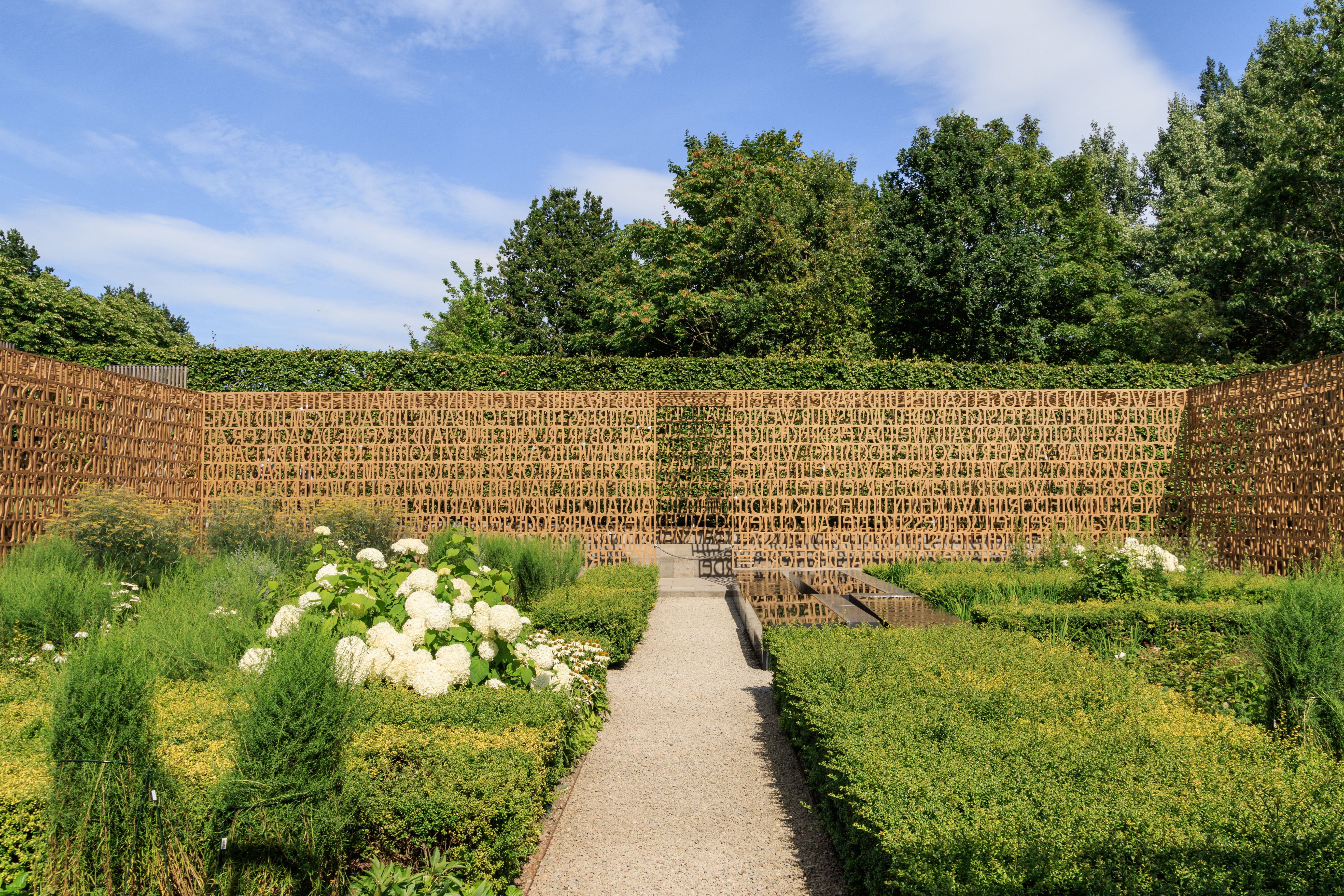
Gärten der Welt

Neben dem Tiergarten gehört der Treptower Park im Südosten Berlins zu den bedeutendsten Parks der Stadt. Er wurde von 1876 bis 1882 vom ersten Berliner Gartenbaudirektor Gustav Meyer angelegt. Die weite an der Spree sich hinziehende Gartenlandschaft ist eines der beliebtesten Ausflugsziele der Berliner, nicht zuletzt auch wegen der bereits 1821/1822 von Carl Ferdinand Langhans als Gasthaus an der Spree erbauten heutigen Gaststätte Zenner.
Eine Besonderheit unter den Parks ist der Botanische Garten im Südwesten der Stadt. Neben seiner wissenschaftlichen Bestimmung als Teil der Freien Universität Berlin, dient er vor allem auch als Erholungspark. Die Vorgängereinrichtung existierte bereits seit 1697 auf dem Gelände des heutigen Kleist-Parks in Schöneberg. Ab 1897 erfolgte der Bau der neuen Parkanlage in Dahlem und Lichterfelde. Diese beherbergt heute rund 22.000 verschiedene Pflanzenarten und ist mit einer Fläche von über 43 Hektar der viertgrößte Botanische Garten der Welt. Das 25 m hohe, 30 m breite und 60 m lange Große Tropenhaus ist das höchste Gewächshaus der Welt. Unweit davon, in östlicher Richtung, liegt der Stadtpark Steglitz im Ortsteil Steglitz.
Weitere Parkanlagen in Berlin sind die Schlossgärten in Charlottenburg, Glienicke und auf der Pfaueninsel (die letzten beiden gehören zum UNESCO-Welterbe), die historischen Parkanlagen Lustgarten, Viktoriapark, Rudolph-Wilde-Park und Schillerpark und die zahlreichen großen Volksgärten. Im Britzer Garten fand 1985 die Bundesgartenschau statt, in den heutigen Gärten der Welt 1987 die Berliner Gartenschau und 2017 die Internationale Gartenausstellung. Der Mauerpark auf dem früheren "Todesstreifen" der Berliner Mauer, das Naturschutzgebiet Schöneberger Südgelände, der Görlitzer Park und der Spreebogenpark gehören zu den jüngeren Parkanlagen Berlins.

### Zoos und Schutzgebiete
Berlin verfügt über mehrere zoologische Einrichtungen: den Zoologischen Garten nebst Aquarium und den Tierpark. Der bereits 1844 an der damaligen Stadtgrenze zu Charlottenburg eröffnete Zoologische Garten ist der älteste Zoo Deutschlands und zugleich der artenreichste der Welt (rund 15.000 Tiere in 1500 Arten). Der wesentlich jüngere Tierpark verdankt seine Entstehung der Teilung Deutschlands nach 1945: Weil der Zoologische Garten im Britischen Sektor der Stadt lag, fehlte der Hauptstadt der DDR eine eigene tiergärtnerische Einrichtung. 1954 wurde daher in Friedrichsfelde unter der Leitung von Heinrich Dathe ein Tierpark auf dem Gelände des Schlossparks Friedrichsfelde eröffnet. Er ist mit 160 Hektar der größte Landschaftstierpark Europas.
In Berlin gibt es 43 Naturschutzgebiete (Stand: 2018) mit einer Gesamtfläche von 2668 Hektar, das entspricht etwa 3,0 % der Landesfläche. Hinzu kommen 56 Landschaftsschutzgebiete, die weitere 14 % der Landesfläche einnehmen. Zudem haben die Bezirke Pankow und Reinickendorf einen Flächenanteil von 5,4 % am länderübergreifenden, 75.000 Hektar umfassenden Naturpark Barnim.

### Klima
Berlin befindet sich in der gemäßigten Klimazone am Übergang vom maritimen zum kontinentalen Klima. Die Stadt ist das im Jahresdurchschnitt wärmste Bundesland in Deutschland. Seit Beginn des 20. Jahrhunderts schwanken die Jahresmitteltemperaturen – mit steigender Tendenz – zwischen 7 °C und 11 °C. Die wärmsten Monate sind Juli und August, die kältesten Januar und Februar (Durchschnitt 1991–2021). Der bisherige Temperaturhöchstwert in Berlin wurde mit 38,9 °C am 7. August 2015 an der Station Kaniswall gemessen. Der meiste Niederschlag fällt im Juli, der geringste im Februar.
Hinsichtlich der Windgeschwindigkeiten und der Windrichtungsverteilung ist ein zweigeteiltes Maximum zu verzeichnen. Demnach wird in Berlin am häufigsten Nordwest- und Südwestwind beobachtet, der besonders im Winter mit höheren Geschwindigkeiten verbunden ist und meist maritime, gut durchmischte und saubere Meeresluft herantransportiert. Das zweite Maximum aus Südost und Ost ist oft kennzeichnend für Hochdruckwetterlagen kontinentaler Luftmassen, was je nach Jahreszeit zu verhältnismäßig heißen bzw. kalten Tagen führen kann.
|                       | Jan  | Feb  | Mär | Apr  | Mai  | Jun  | Jul  | Aug  | Sep  | Okt  | Nov | Dez |   |      |
| Mittl. Tagesmax. (°C) | 2,8  | 4,4  | 8,4 | 14,4 | 18,9 | 22,1 | 24,0 | 23,9 | 19,6 | 13,8 | 8,0 | 4,2 | ⌀ | 13,8 |
| Mittl. Tagesmin. (°C) | −1,9 | −1,4 | 0,6 | 4,6  | 9,4  | 12,9 | 15,2 | 14,9 | 11,4 | 7,3  | 3,2 | 0,1 | ⌀ | 6,4  |
|                       |      |      |     |      |      |      |      |      |      |      |     |     |   |      |
| Niederschlag (mm)     | 56   | 41   | 53  | 42   | 60   | 67   | 81   | 62   | 56   | 49   | 48  | 54  | Σ | 669  |
|                       |      |      |     |      |      |      |      |      |      |      |     |     |   |      |
| Regentage (d)         | 9    | 7    | 9   | 8    | 8    | 8    | 9    | 8    | 7    | 7    | 8   | 9   | Σ | 97   |

| −1,9 |

| −1,4 |

| 0,6 |

| 4,6 |

| 9,4 |

| 12,9 |

| 15,2 |

| 14,9 |

| 11,4 |

| 7,3 |

| 3,2 |

| 0,1 |

| −1,9 |

| −1,4 |

| 0,6 |

| 4,6 |

| 9,4 |

| 12,9 |

| 15,2 |

| 14,9 |

| 11,4 |

| 7,3 |

| 3,2 |

| 0,1 |

Die geringen Höhenunterschiede innerhalb der Stadt bewirken eigentlich ein eher homogenes Stadtklima, allerdings führt die dichte Bebauung in der Stadt zu teilweise deutlichen Temperaturunterschieden im Vergleich zu großen innerstädtischen Freiflächen und vor allem zu den ausgedehnten Landwirtschaftsflächen im Umland. Vor allem in Sommernächten werden Temperaturunterschiede von bis zu 10 °C gemessen. Insgesamt jedoch profitiert Berlin auch in diesem Zusammenhang von seinem großen Grünflächenanteil: etwa 39 Prozent des Stadtgebietes sind Grün- und Erholungsflächen. In Berlin stehen über 900.000 Straßenbäume und Bäume in öffentlichen Anlagen. Die meisten davon sind Laubbäume. Darüber hinaus gibt es zahlreiche Bäume auf privaten Flächen und in Wäldern. Die große Anzahl kleinerer Freiflächen, besonders auch die innerstädtischen Grünflächen wie Großer Tiergarten, Grunewald und der ehemalige Flughafen Tempelhof mit der benachbarten Hasenheide sorgen für eine innerstädtische Luftzirkulation.

### Stadtgliederung
Die Verwaltung des Landes Berlin wird vom Senat von Berlin (der Hauptverwaltung) und den zwölf Bezirksverwaltungen wahrgenommen. Die Hauptverwaltung nimmt die gesamtstädtischen Aufgaben wahr und umfasst die Senatsverwaltungen, die ihnen nachgeordneten Behörden (Sonderbehörden) und nichtrechtsfähigen Anstalten sowie die unter ihrer Aufsicht stehenden Eigenbetriebe.

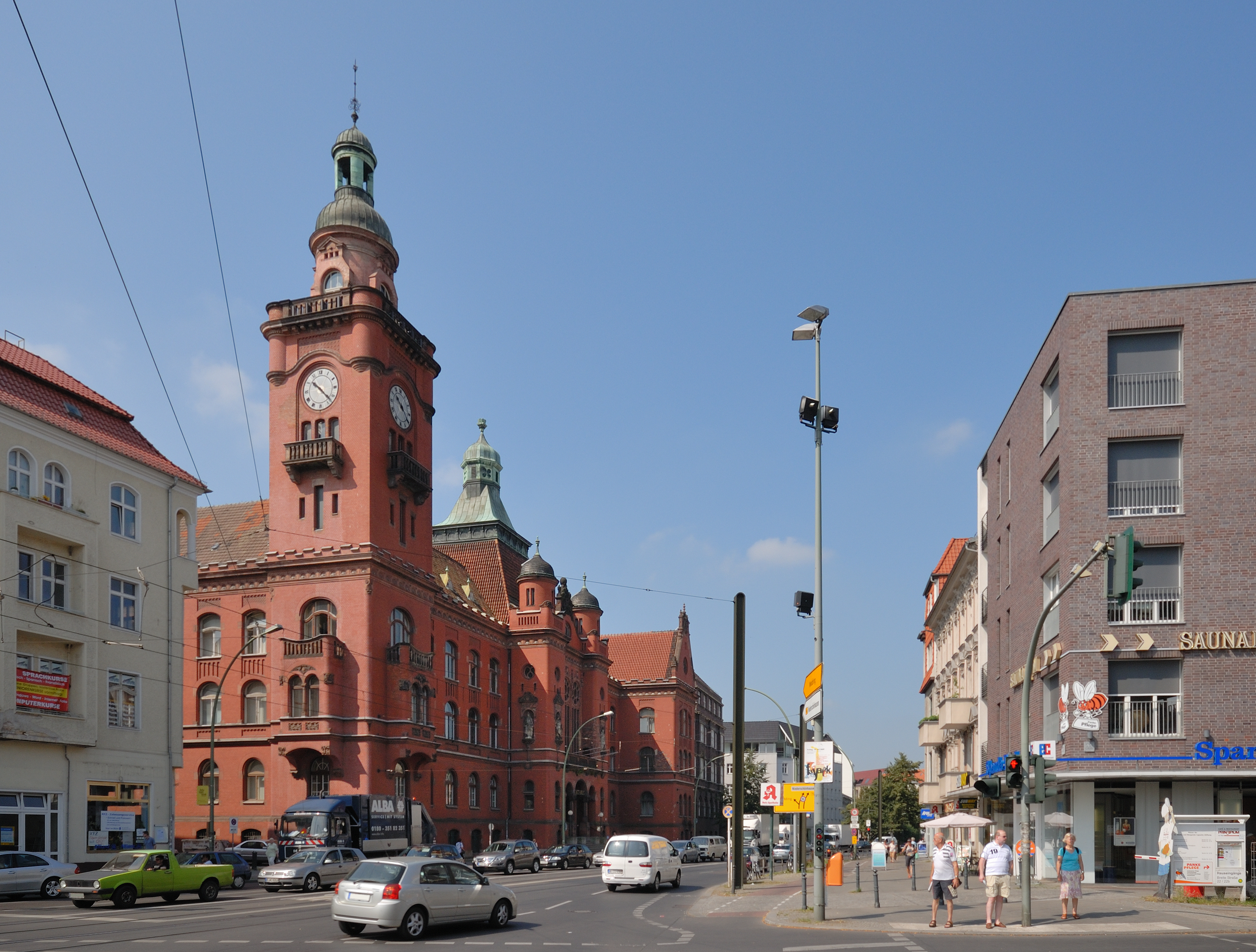
Das Rathaus Pankow (links) ist Sitz des Bürgermeisters des Bezirks Pankow und Verwaltungsbehörde des Bezirksamtes Pankow von Berlin

Da Berlin eine Einheitsgemeinde ist, stellen die Bezirke keine eigenständigen Gemeinden dar, gemessen an der Einwohnerzahl sind sie jedoch mit größeren Landkreisen in Flächenstaaten vergleichbar. Die Bezirke unterliegen der Bezirksaufsicht durch den Senat. In jedem Bezirk besteht eine Bezirksverordnetenversammlung (BVV). Diese wählt das Bezirksamt, bestehend aus Bezirksbürgermeister und vier Stadträten, nach Parteienproporz. Der Bezirksbürgermeister wird von der größten Fraktion oder einer größeren Zählgemeinschaft mehrerer Fraktionen gestellt. Bezirksbürgermeister und Stadträte haben trotz ihrer quasipolitischen Wahl den Status eines Wahlbeamten inne. Die Bürgermeister der Bezirke bilden unter Vorsitz des Regierenden Bürgermeisters den Rat der Bürgermeister, der den Senat berät.
Die Gliederung und Aufgaben der Berliner Verwaltung ergeben sich aus dem Allgemeinen Zuständigkeitsgesetz (AZG). Gliederung und Aufgaben der Berliner Bezirksverwaltung werden näher im Bezirksverwaltungsgesetz (BezVwG) festgelegt.
Berlin gliedert sich gemäß der Verfassung von Berlin in zwölf Bezirke. Diese unterteilen sich wiederum in 97 Ortsteile (Stand: 2021), wobei die Landesverfassung lediglich eine Einteilung in Bezirke vornimmt. Die Ortsteile stellen keine Verwaltungseinheiten dar, sondern bilden die Grundlage amtlicher Ortsangaben und haben daher administrative Grenzen.
Im Jahre 1920 wurden mit dem Groß-Berlin-Gesetz 8 Städte, 59 Landgemeinden sowie 27 Gutsbezirke zusammengefasst. Das neue Groß-Berlin umfasste ursprünglich 20 Bezirke mit damals 94 Ortsteilen, die mit unveränderten Grenzverläufen den vorherigen Gliederungen entsprachen.
Mit der Teilung Deutschlands und Berlins ab dem Jahre 1945 fanden sich von den 20 Berliner Bezirken 12 in West- und 8 in Ost-Berlin wieder.
Anlässlich der Schaffung von Neubaugebieten am östlichen Stadtrand wurde – ohne Eingemeindungen – die Zahl der Bezirke in Ost-Berlin durch Ausgründungen zwischen 1979 und 1986 auf elf erhöht. Die Aufteilung in West-Berlin blieb unverändert (bis auf einen Gebietsaustausch im Jahr 1945, als der Ostteil von Groß Glienicke im Austausch gegen West-Staaken zu Berlin kam und der 95. Ortsteil wurde).
Das wiedervereinte Berlin zählte 1990 somit zunächst 23 Bezirke, deren Zahl dann 2001 schließlich durch Bezirksfusionen im Rahmen einer Gebietsreform auf zwölf reduziert wurde. Zahl und Zuschnitt der Ortsteile wurden während der letzten Jahrzehnte ebenfalls mehrfach geändert.
| Bezirk von Berlin          | Einwohner   | Fläche in km² | Einwohner pro km² |
| -------------------------- | ----------- | ------------- | ----------------- |
| Mitte                      | 364.530     | 039,40        | 10.080            |
| Friedrichshain-Kreuzberg   | 266.583     | 020,40        | 14.385            |
| Pankow                     | 409.453     | 103,22        | 04.111            |
| Charlottenburg-Wilmersdorf | 323.507     | 064,69        | 05.303            |
| Spandau                    | 246.257     | 091,88        | 02.798            |
| Steglitz-Zehlendorf        | 295.786     | 102,56        | 03.027            |
| Tempelhof-Schöneberg       | 337.361     | 053,05        | 06.708            |
| Neukölln                   | 307.113     | 044,93        | 07.345            |
| Treptow-Köpenick           | 288.802     | 167,73        | 01.753            |
| Marzahn-Hellersdorf        | 282.847     | 061,82        | 04.723            |
| Lichtenberg                | 302.726     | 052,12        | 04.984            |
| Reinickendorf              | 260.300     | 089,32        | 03.009            |
| Land Berlin                | 3.685.2650. | 891,12        | 04.244            |

1. ↑  Die Einwohnerzahlen für Berlin und seine Bezirke stammen aus der Bevölkerungsfortschreibung auf Basis des Zensus 2022 (amtliche Einwohnerzahl).

## Geschichte

### Namensherkunft und erste Besiedlungen
Der Name der hochmittelalterlichen Gründungsstadt Berlin geht auf das altpolabische Wort Birlin, Berlin zurück, das ‚Ort in einem sumpfigen Gelände‘ bedeutet. Noch heute gibt es den See Berl in Berlin-Neu-Hohenschönhausen. Zugrunde liegt altpolabisch birl-, berl- ‚Sumpf, Morast‘, ergänzt um das ortsnamenbildende slawische Suffix -in. Die urkundliche Überlieferung mit dem Artikel („der Berlin“) spricht für einen Flurnamen, den die Stadtgründer aufgenommen hatten. Wie alle slawischstämmigen deutschen Ortsnamen im nordöstlichen Mitteleuropa, die auf -in enden (Schwerin, Stettin, Eutin, Templin, Küstrin usw.), wird auch Berlin auf der letzten Silbe betont.
Der Name Kölln ist vermutlich eine Namensübertragung von Köln am Rhein, der auf lateinisch colonia ‚Pflanzstadt in einem eroberten Land, Kolonie‘ zurückgeht. Nicht ganz auszuschließen ist jedoch auch eine Herleitung von einem altpolabischen Namen *kol’no, der zu kol ‚Pfahl‘ gebildet wäre.
Der Stadtname ist weder auf den angeblichen Gründer der Stadt, Albrecht den Bären, noch auf das Berliner Wappentier zurückzuführen. Hierbei handelt es sich um ein redendes Wappen, mit dem versucht wird, den Stadtnamen in deutscher Interpretation bildlich darzustellen. Das Wappentier leitet sich demnach vom Stadtnamen ab, nicht umgekehrt.

### Markgrafschaft und Kurfürstentum Brandenburg

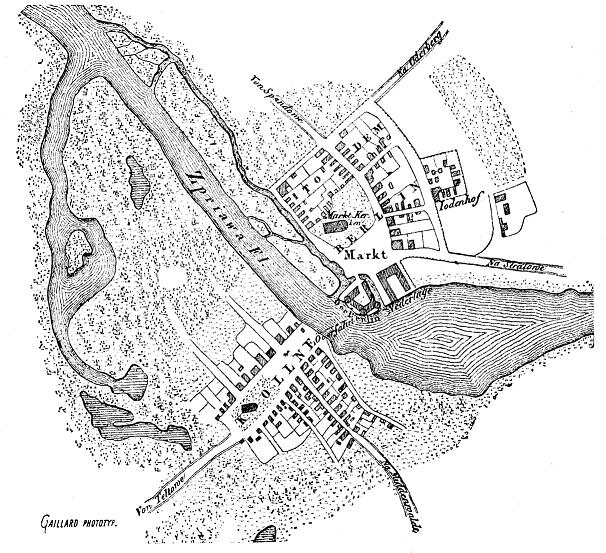
Rekonstruierter Plan der historischen Doppelstadt Alt-Berlin und Alt-Kölln um 1230 (erstellt von K. F. von Klöden im 19. Jahrhundert)

Die auf der Spreeinsel gelegene Stadt Kölln wurde 1237 erstmals urkundlich erwähnt. 1244 folgte dann die erste Erwähnung (Alt-)Berlins, das am nordöstlichen Ufer der Spree liegt. Neuere archäologische Funde belegen, dass es bereits in der zweiten Hälfte des 12. Jahrhunderts vorstädtische Siedlungen beiderseits der Spree gegeben hat. 1280 fand der erste nachweisbare märkische Landtag in Berlin statt. Dies deutet auf eine frühe Spitzenstellung, wie sie auch aus dem Landbuch Karls IV. (1375) erkennbar wird, als Berlin, Stendal, Prenzlau und Frankfurt (Oder) als die Städte mit dem höchsten Steueraufkommen nachgewiesen werden. Die beiden Städte Berlin und Kölln bekamen 1307 ein gemeinsames Rathaus.
Berlin teilte das Schicksal Brandenburgs unter den Askaniern (1157–1320), Wittelsbachern (1323–1373) und Luxemburgern (1373–1415). Im Jahr 1257 zählte der Markgraf von Brandenburg zum ersten Mal zum einzig zur Königswahl berechtigten Wahlkollegium. Die genauen Regeln wurden 1356 mit der Goldenen Bulle festgelegt; seitdem galt Brandenburg als Kurfürstentum. Nachdem der deutsche König Sigismund von Luxemburg 1415 Friedrich I. von Hohenzollern mit der Mark Brandenburg belehnt hatte, regierte diese Familie bis 1918 in Berlin als Markgrafen und Kurfürsten von Brandenburg und ab 1701 auch als Könige in bzw. von Preußen.
Ab dem 14. Jahrhundert war Berlin Mitglied des Handelsbundes der Hanse. 1518 trat Berlin formal aus der Hanse aus bzw. wurde von ihr ausgeschlossen.
Gegen Ende des 14. Jahrhunderts wurde die Berliner Bevölkerung durch die Folgen der Pest dezimiert.
1448 revoltierten Einwohner von Berlin im „Berliner Unwillen“ gegen den Schlossneubau des Kurfürsten Friedrich II. („Eisenzahn“). Dieser Protest war jedoch nicht von Erfolg gekrönt, und die Stadt büßte viele ihrer mittlerweile ersessenen politischen und ökonomischen Freiheiten ein. Kurfürst Johann Cicero erklärte 1486 Berlin zur Hauptresidenzstadt des brandenburgischen Kurfürstentums.

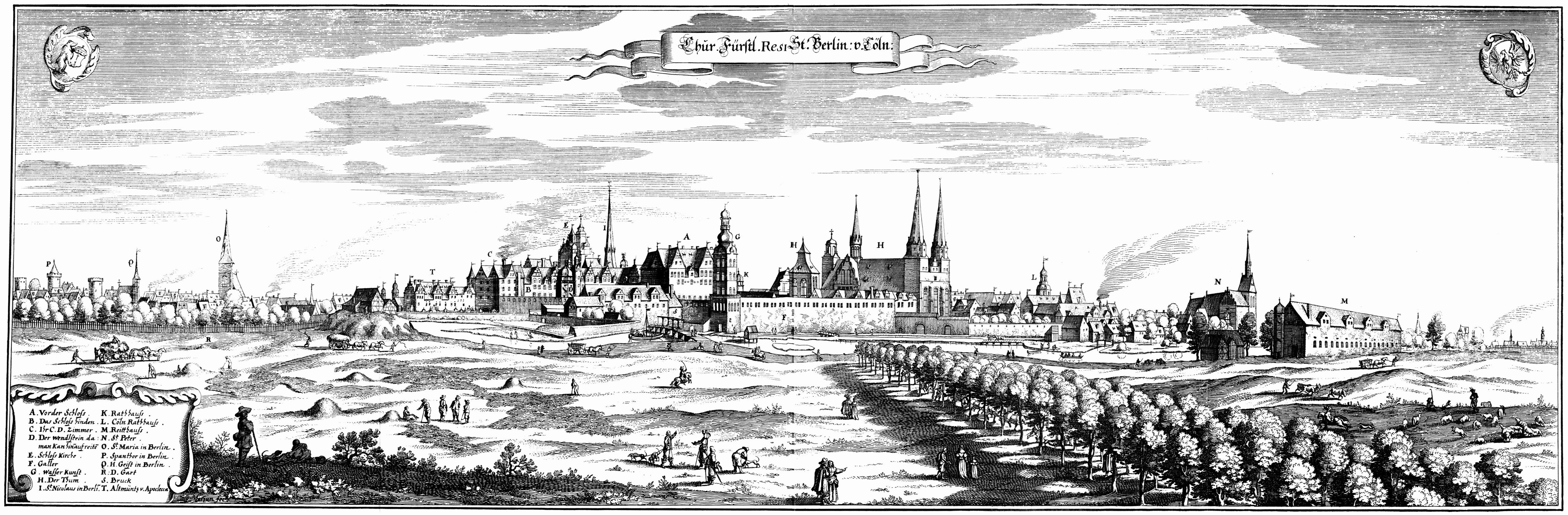
Churfürstliche Residenzstadt Berlin und Cöln, um 1645
(Kupferstich von Matthäus Merian)

Die älteste Ortsansicht von Berlin entstand im Jahr 1537 im Rahmen des Reisealbums des Pfalzgrafen Ottheinrich. Die Reformation wurde 1539 unter Kurfürst Joachim II. in Berlin und Kölln eingeführt, ohne dass es zu großen Auseinandersetzungen kam. Der Dreißigjährige Krieg zwischen 1618 und 1648 hatte für Berlin verheerende Folgen: Ein Drittel der Häuser wurde beschädigt, die Bevölkerungszahl halbierte sich. Friedrich Wilhelm, bekannt als der Große Kurfürst, übernahm 1640 die Regierungsgeschäfte von seinem Vater. Ab 1641 kam es zur Gründung der Vorstädte Friedrichswerder, Dorotheenstadt und Friedrichstadt.
Unter Friedrich Wilhelm wurde eine Politik der Einwanderung und der religiösen Toleranz gepflegt. 1671 wurde 50 jüdischen Familien aus Österreich ein Zuhause in Berlin gegeben. Mit dem Potsdamer Toleranzedikt 1685 lud der Kurfürst die französischen Hugenotten nach Brandenburg ein. Über 15.000 Franzosen kamen, von denen sich 6.000 in Berlin niederließen. Um 1700 waren 20 Prozent der Berliner Einwohner Franzosen, und ihr kultureller Einfluss war groß. Viele Einwanderer kamen außerdem aus Böhmen, Polen und dem Land Salzburg. Von 1658 bis 1683 wurde die Doppelstadt Berlin-Kölln zur Festung mit insgesamt 13 Bastionen ausgebaut.

### Preußen und Deutsches Kaiserreich

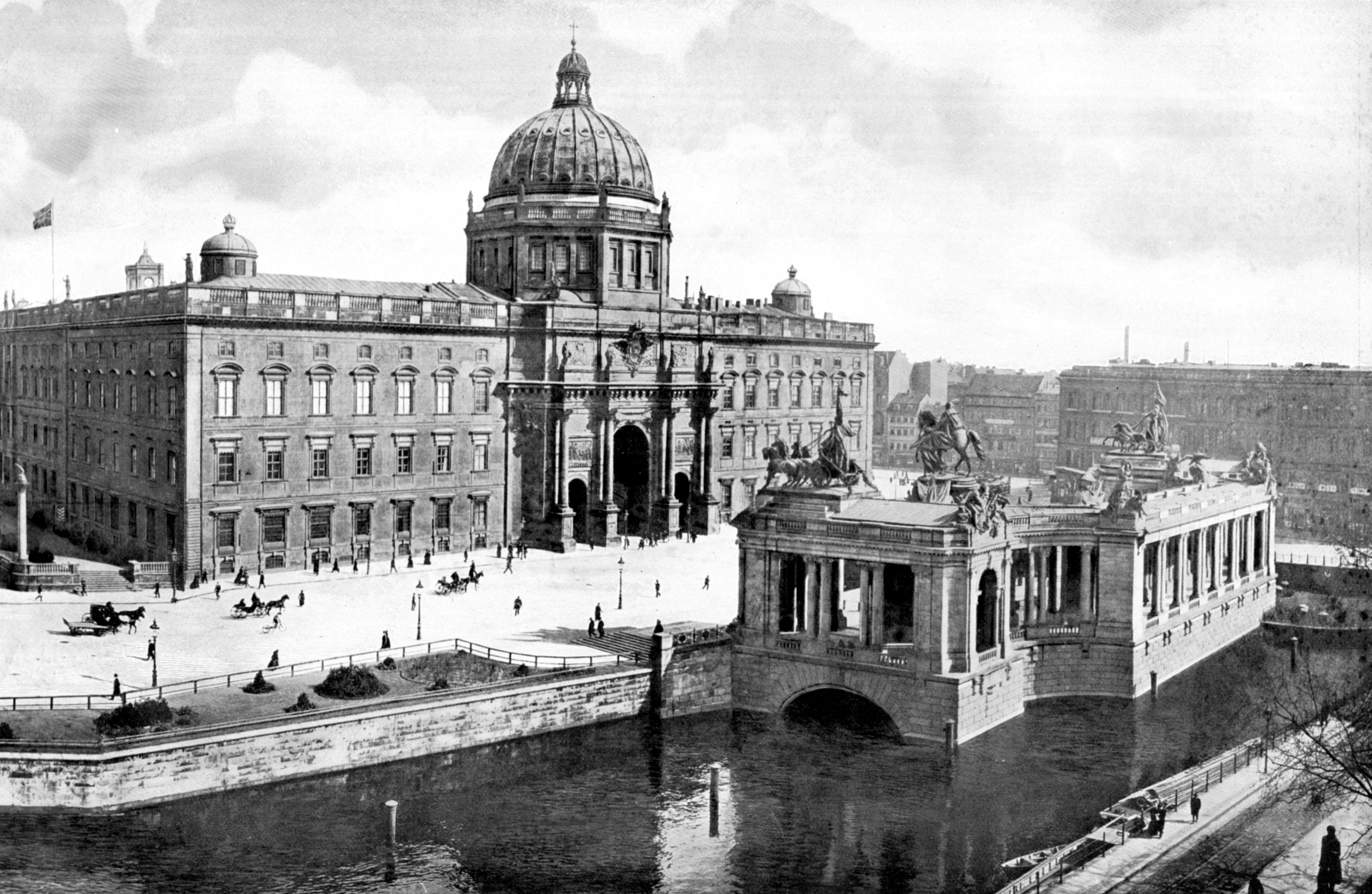
Das Berliner Schloss, seit 1701 die Hauptresidenz der preußischen Könige und seit 1871 der Deutschen Kaiser (Bild um 1900)

Berlin erlangte 1701 durch die Krönung Friedrichs I. zum König in Preußen die Stellung der preußischen Hauptstadt, was durch das Edikt zur Bildung der Königlichen Residenz Berlin durch Zusammenlegung der Städte Berlin, Kölln, Friedrichswerder, Dorotheenstadt und Friedrichstadt am 17. Januar 1709 amtlich wurde. Die Einwohnerzahl Berlins stieg dadurch auf etwa 55.000. Bald darauf entstanden neue Vorstädte, die Berlin vergrößerten. Um 1800 entwickelte sich die Stadt zu einem der Zentren der deutschen Kulturlandschaft, was in der als „Berliner Klassik“ bezeichneten großstädtischen Bürgerkultur zum Ausdruck kam. Die religiöse und gesellschaftliche Toleranz während dieser Zeit ließ Berlin zu einer der bedeutendsten Städte der Aufklärung in Europa werden.
Nach der Niederlage Preußens 1806 gegen die Armeen Napoleons verließ König Friedrich Wilhelm III. Berlin Richtung Königsberg. Behörden und wohlhabende Familien zogen aus Berlin fort. Französische Truppen besetzten die Stadt von 1806 bis 1808. Unter dem Reformer Freiherr vom und zum Stein wurde 1808 die neue Berliner Städteordnung beschlossen, was zur ersten frei gewählten Stadtverordnetenversammlung führte. An die Spitze der neuen Verwaltung wurde ein Oberbürgermeister gewählt. Die Vereidigung der neuen Stadtverwaltung, Magistrat genannt, erfolgte im Berliner Rathaus.
Bei den Reformen der Schulen und wissenschaftlichen Einrichtungen spielte die von Wilhelm von Humboldt vorgeschlagene Bildung einer Berliner Universität eine bedeutende Rolle. Die neue Universität (1810) entwickelte sich rasch zum geistigen Mittelpunkt von Berlin und wurde bald weithin berühmt. Weitere Reformen wie die Einführung einer Gewerbesteuer, das Gewerbe-Polizeigesetz (mit der Abschaffung der Zunftordnung), unter Staatskanzler Karl August von Hardenberg verabschiedet, die bürgerliche Gleichstellung der Juden und die Erneuerung des Heereswesens führten zu einem neuen Wachstumsschub in Berlin. Vor allem legten sie die Grundlage für die spätere Industrieentwicklung in der Stadt. Der König kehrte Ende 1809 nach Berlin zurück.
In den folgenden Jahrzehnten bis um 1850 siedelten sich außerhalb der Stadtmauern neue Fabriken an, in denen die Zuwanderer als Arbeiter oder Tagelöhner Beschäftigung fanden. Dadurch verdoppelte sich die Zahl der Einwohner durch Zuzug aus den östlichen Landesteilen. Bedeutende Unternehmen wie Borsig, Siemens oder die AEG entstanden und führten dazu, dass Berlin bald als Industriestadt galt. Damit einher ging auch der politische Aufstieg der Berliner Arbeiterbewegung, die sich zu einer der stärksten der Welt entwickelte.

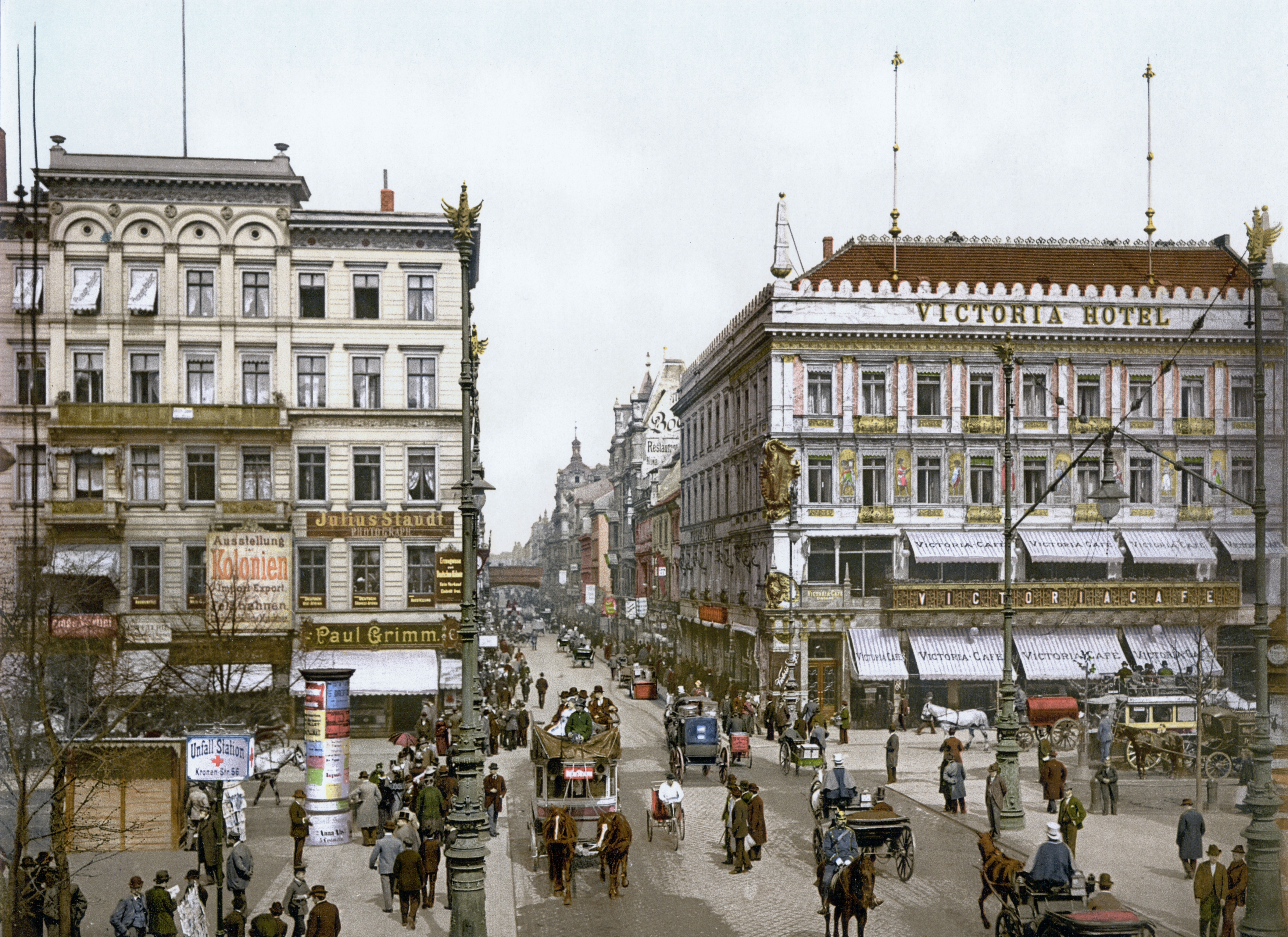
Unter den Linden / Ecke Friedrichstraße, um 1900

Im Ergebnis der Märzrevolution machte der König zahlreiche Zugeständnisse. 1850 wurde eine neue Stadtverfassung und Gemeindeordnung beschlossen, wonach die Presse- und Versammlungsfreiheit wieder aufgehoben, ein neues Dreiklassen-Wahlrecht eingeführt und die Befugnisse der Stadtverordneten stark eingeschränkt wurden. Die Rechte des Polizeipräsidenten Hinckeldey wurden dagegen gestärkt. In seiner Amtszeit bis 1856 sorgte er für den Aufbau der städtischen Infrastruktur (vor allem Stadtreinigung, Wasserwerke, Wasserleitungen, Errichtung von Bade- und Waschanlagen).
1861 wurden Moabit und der Wedding sowie die Tempelhofer, Schöneberger, Spandauer und weitere Vorstädte eingemeindet. Den Ausbau der Stadt regelte ab 1862 der Hobrecht-Plan. Die Blockbebauung mit einer Traufhöhe von 22 Metern prägt viele Berliner Stadtviertel. Durch den rasanten Bevölkerungsanstieg, Bauspekulation und Armut kam es zu prekären Wohnverhältnissen in den Mietskasernen der entstehenden Arbeiterwohnquartiere mit ihren für Berlin typischen mehrfach gestaffelten, engen Hinterhöfen.
Mit der Einigung zum kleindeutschen Nationalstaat durch den preußischen Ministerpräsidenten Otto von Bismarck am 18. Januar 1871 wurde Berlin Hauptstadt des Deutschen Reichs (bis 1945). Nach der Entstehung des Kaiserreichs folgte die Gründerzeit, in der Deutschland zur Weltmacht und Berlin zur Weltstadt aufstieg. Berlin wurde im Jahr 1877 zunächst Millionenstadt und überstieg die Zweimillionen-Einwohner-Grenze erstmals im Jahr 1905. Der vier Jahrzehnte währende Frieden endete mit dem Beginn des Ersten Weltkriegs 1914. Nach der Niederlage Deutschlands 1918 kehrte Kaiser Wilhelm II. nicht mehr nach Berlin zurück.

### Weimarer Republik und Groß-Berlin

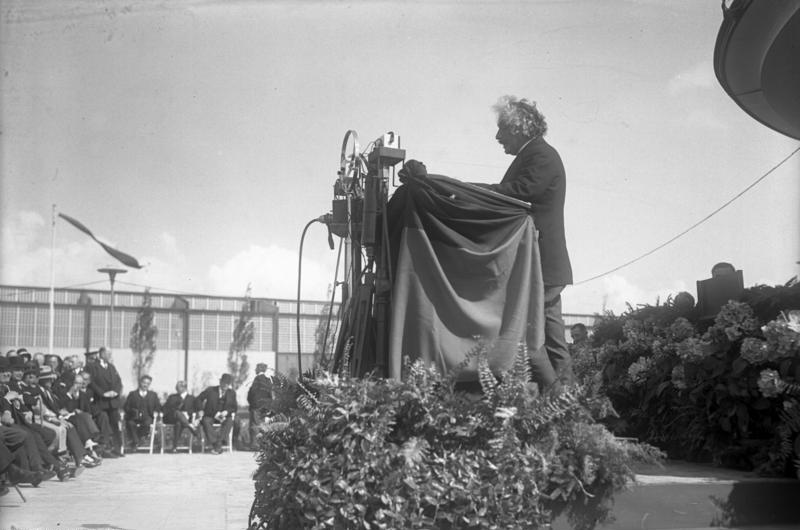
Einstein eröffnet die Funkausstellung 1930

Nach dem Ende des Ersten Weltkriegs wurde am 9. November 1918 in Berlin die Republik ausgerufen. In den Monaten nach der Novemberrevolution kam es mehrfach zu teils blutigen Auseinandersetzungen zwischen der Regierung und ihren Freikorps sowie revolutionären Arbeitern. Anfang 1919 erschütterte der Januaraufstand die Stadt, zwei Monate später ein Generalstreik. Bei den Berliner Märzkämpfen wurden auf Befehl des sozialdemokratischen Reichswehrministers Gustav Noske Feldgeschütze, Mörser und Flugzeuge mit Bomben gegen die Bevölkerung eingesetzt. In Lichtenberg starben vom 3. bis zum 16. März insgesamt 1200 Menschen.
1920 kam es zum Blutbad vor dem Reichstag und später zum Kapp-Putsch. In der zweiten Jahreshälfte folgte mit der Gründung Groß-Berlins die größte Eingemeindung der Stadtgeschichte, bei der sich das bis dahin bestehende Berlin mit mehreren umliegenden Städten und Landgemeinden sowie zahlreichen Gutsbezirken zu dem vereinigte, was heute unter „Berlin“ verstanden wird. Die so vergrößerte Stadt hatte rund vier Millionen Einwohner und war in den 1920er-Jahren die größte Stadt Kontinentaleuropas und nach London und New York die drittgrößte Stadt der Welt. Dies ging mit einem großen Zukunftsaufbruch einher. Die Stadt erlebte in den Folgejahren eine Blütezeit der Kunst, Kultur, Wissenschaft und Technik und wurde durch die Eingemeindung der industriereichen Vororte 1920 in der Statistik zur größten Industriestadt Europas. Diese Epoche wurde später auch als die „Goldenen Zwanziger“ bekannt, die dann mit der Weltwirtschaftskrise zum Ende des Jahrzehnts, auch in Berlin, ihr jähes Ende fand.

### Nationalsozialismus

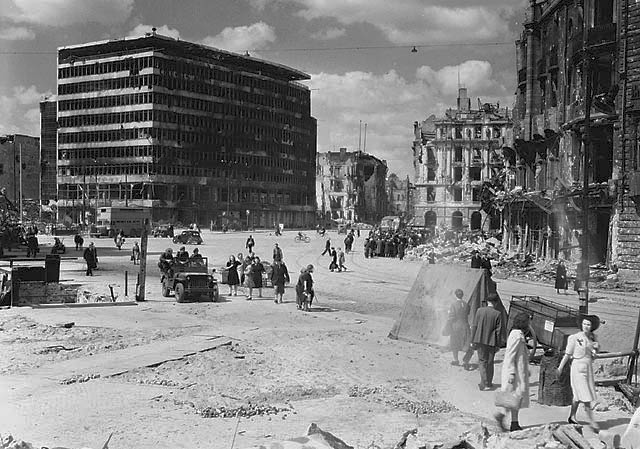
Potsdamer Platz, 1945

Nach der „Machtergreifung“ 1933 gewann Berlin in der Zeit des Nationalsozialismus als Hauptstadt des Dritten Reichs zunächst erneut an Bedeutung, vor allem durch die Zentralisierung, die mit der „Gleichschaltung“ der Landesregierungen verbunden war. Adolf Hitler und Albert Speer entwickelten architektonische Konzepte für den Umbau der Stadt zur „Welthauptstadt Germania“, die jedoch nie verwirklicht wurden.
Das NS-Regime zerstörte Berlins jüdische Gemeinde, die vor 1933 rund 160.000 Mitglieder zählte. Nach den Novemberpogromen von 1938 wurden tausende Berliner Juden ins nahe gelegene KZ Sachsenhausen deportiert. Rund 50.000 der noch in Berlin wohnhaften 66.000 Juden wurden von 1941 an in Ghettos und Arbeitslager nach Litzmannstadt, Minsk, Kaunas, Riga, Piaski oder Theresienstadt deportiert. Viele starben dort unter den widrigen Lebensbedingungen, andere wurden später während des Holocausts in Vernichtungslager wie Auschwitz verschleppt und ermordet.
Während des Zweiten Weltkriegs wurde Berlin erstmals am 25. August 1940 von britischen Bombern angegriffen. Die alliierten Luftangriffe steigerten sich massiv ab 1943, wobei große Teile Berlins zerstört wurden. 1945 führte die Schlacht um Berlin zu weiteren Zerstörungen. Fast die Hälfte aller Gebäude waren zerstört, nur ein Viertel aller Wohnungen waren unbeschädigt geblieben. Von 226 Brücken standen nur noch 98. Heute sind etwa 40 % aller Gebäude Berlins aus der Zeit vor dem Zweiten Weltkrieg.

### Geteilte Stadt

Karte der geteilten Stadt (1945–1990)

Nach der Einnahme der Stadt durch die Rote Armee und der bedingungslosen Kapitulation der Wehrmacht am 8. Mai 1945 wurde Berlin gemäß den Londoner Protokollen – der Gliederung ganz Deutschlands in Besatzungszonen entsprechend – im Juli 1945 in vier Sektoren aufgeteilt. Es entstanden die Sektoren der USA, des Vereinigten Königreichs, Frankreichs und der Sowjetunion. Weder in der Konferenz von Jalta noch im Potsdamer Abkommen war eine förmliche Teilung in Westsektoren und Ostsektor (West-Berlin und Ost-Berlin) vorgesehen. Diese Gruppierung ergab sich 1945/46 unter anderem durch das gemeinsame Interesse der West-Alliierten.
Die Sowjetische Militäradministration in Deutschland schuf schon am 19. Mai 1945 einen Magistrat für Berlin. Er bestand aus einem parteilosen Oberbürgermeister, vier Stellvertretern und 16 Stadträten. Für Groß-Berlin blieb allerdings eine Gesamtverantwortung aller vier Hauptsiegermächte bestehen. Es wurde versucht, nicht mehr gewollte Straßennamen der Vorkriegszeit in einem neuen Stadtplan umzubenennen, was nur teilweise erfolgte. Die zunehmenden politischen Differenzen zwischen den Westalliierten und der Sowjetunion führten nach einer Währungsreform in den West-Sektoren 1948/1949 zu einer wirtschaftlichen Blockade West-Berlins, welche die Westalliierten mit der „Berliner Luftbrücke“ überwanden.

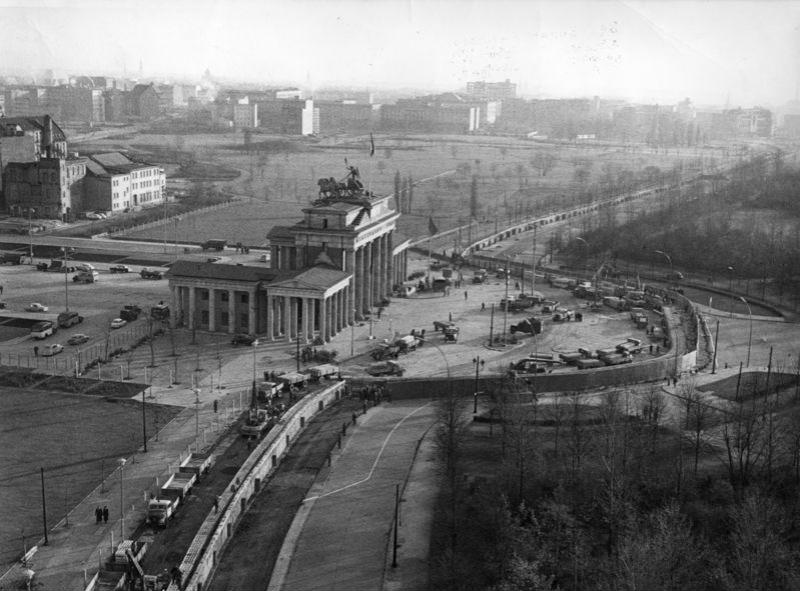
Bau der Mauer am Brandenburger Tor (1961)

Mit der Gründung der Bundesrepublik Deutschland im Westen Deutschlands und der Deutschen Demokratischen Republik (DDR) im Osten Deutschlands im Jahr 1949 verfestigte sich der Kalte Krieg auch in Berlin. Während die Bundesrepublik ihren Regierungssitz in Bonn einrichtete, proklamierte die DDR Berlin als Hauptstadt. West-Berlin war somit seit 1949 de facto ein Land der Bundesrepublik mit rechtlicher Sonderstellung und Ost-Berlin de facto ein Teil der DDR.
Der Ost-West-Konflikt gipfelte in der Berlin-Krise und führte zum Bau der Berliner Mauer durch die DDR am 13. August 1961. Der Osten und Westen der Stadt waren seitdem voneinander getrennt. Der Übergang war nur an bestimmten Kontrollpunkten möglich, allerdings nicht mehr für die Bewohner der DDR und Ost-Berlins und bis 1972 nur in Ausnahmefällen für Bewohner West-Berlins, jene die nicht nur im Besitz des Berliner Personalausweises waren. 1972 trat das Viermächteabkommen über Berlin in Kraft. Während die Sowjetunion den Viermächte-Status nur auf West-Berlin bezog, unterstrichen die Westmächte 1975 in einer Note an die Vereinten Nationen ihre Auffassung vom Viermächte-Status über Gesamt-Berlin. Die Problematik des umstrittenen Status Berlins wird auch als Berlin-Frage bezeichnet.
Am 26. Juni 1963 besuchte der amerikanische Präsident John F. Kennedy West-Berlin und hielt seine vielbeachtete „Ich bin ein Berliner“-Rede vor dem Rathaus Schöneberg.
In der DDR kam es 1989 zur politischen Wende, die Mauer wurde am 9. November geöffnet.

### Wiedervereinte Stadt

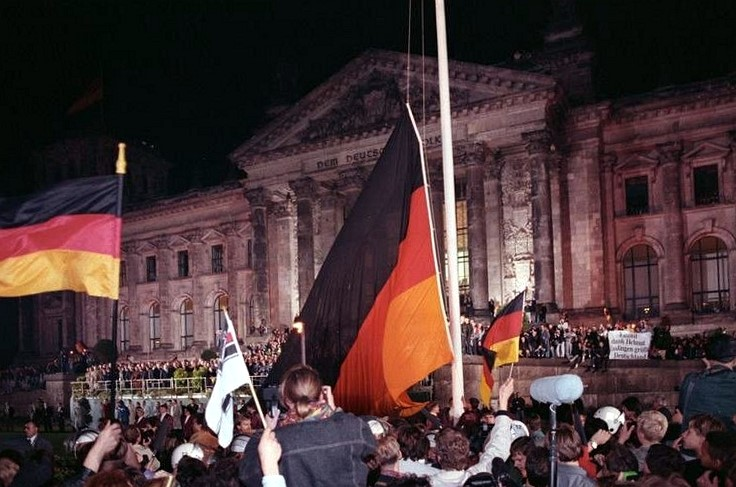
Wiedervereinigung Deutschlands und Berlins (1990)

Am 3. Oktober 1990 wurden die beiden deutschen Staaten durch den Beitritt der DDR zum Geltungsbereich des Grundgesetzes für die Bundesrepublik Deutschland vereint und Berlin per Einigungsvertrag Bundeshauptstadt. Im Jahr 1994 zogen sich dann schließlich auch die Truppen der früheren Besatzungsmächte aus Berlin zurück.
Am 20. Juni 1991 beschloss der Bundestag mit dem Hauptstadtbeschluss nach kontroverser öffentlicher Diskussion, dass die Stadt Sitz der deutschen Bundesregierung und des Bundestages sein solle. 1994 wurde das Schloss Bellevue auf Initiative Richard von Weizsäckers zum ersten Amtssitz des Bundespräsidenten. In der Folgezeit wurde das Bundespräsidialamt in unmittelbarer Nähe errichtet. Im Jahr 1999 nahmen dann Regierung und Parlament wieder ihre Arbeit in Berlin auf. 2001 wurde das neue Bundeskanzleramt eingeweiht und vom damaligen Bundeskanzler Gerhard Schröder bezogen. Die überwiegende Zahl der Auslandsvertretungen in Deutschland verlegten in den folgenden Jahren ihren Sitz nach Berlin.
Zum 1. Januar 2001 wurde die Zahl der Bezirke von 23 auf 12 reduziert, um eine effizientere Verwaltung und Planung zu ermöglichen.

## Bevölkerung

### Einwohnerentwicklung
Berlin hatte am 31. Dezember 2024 insgesamt 3.685.265 Einwohner und ist damit die bevölkerungsreichste Stadt Deutschlands. Beim Zensus 2022, dessen Ergebnisse am 25. Juni 2024 veröffentlicht wurden, wurde dann jedoch zum Stichtag 30. Juni 2022 ein Stand von 3.598.006 Einwohnern festgestellt gegenüber 3.725.650 nach der vorherigen, auf Basis des Zensus 2011 beruhenden Bevölkerungsfortschreibung, und damit eine Überhöhung um 128.651 Personen. Berlin ist innerhalb der Verwaltungsgrenzen bevölkerungsreichste Stadt der Europäischen Union. Die Agglomeration Berlin zählt 4,8 Millionen Einwohner (31. Dezember 2022), die Hauptstadtregion Berlin-Brandenburg, die beide Länder umfasst, etwa 6,3 Millionen Einwohner.
Bis Mitte des 17. Jahrhunderts war die Berliner Gegend nur spärlich bevölkert, der Dreißigjährige Krieg hatte die Bevölkerung Berlins noch einmal etwa halbiert. Doch nachdem Kurfürst Friedrich Wilhelm 1640 die Regierungsgeschäfte von seinem Vater übernommen hatte, holte er unter anderem viele Hugenotten aus Frankreich in die Region. So stieg die Bevölkerung von rund 6.000 um 1648 auf rund 57.000 im Jahr 1709. Die Einwohnerzahl wuchs stetig, sodass Berlin 1747 zur Großstadt und 1877 zur Millionenstadt wurde.
Der Bevölkerungsanstieg im Berliner Raum hatte infolge der nach den Preußischen Reformen einsetzenden Industrialisierung eine Beschleunigung erfahren. Die Berliner im letzten Viertel des 19. Jahrhunderts waren nur noch zu 40 % in Berlin geboren. Im Jahre 1900 stammten von den 1,9 Millionen Berlinern aus den preußischen Provinzen Brandenburg über 20 %, Ost- und Westpreußen 9 %, Schlesien 7 %, Pommern 6 %, Posen 5 Prozent und Sachsen 4 %. Eher gering war mit drei bis vier Prozent die Zuwanderung aus anderen Regionen Deutschlands und mit gut 1,5 % aus dem Ausland. Der Anteil der Berliner mit deutscher Muttersprache lag 1895 bei über 98 %. Mit dem Groß-Berlin-Gesetz von 1920 stieg die Bevölkerungszahl durch Eingemeindung bisher unabhängiger Städte und Dörfer auf fast vier Millionen an. Berlin war damit in den 1920er und 1930er Jahren die flächenmäßig zweitgrößte Stadtgemeinde der Welt nach Los Angeles und nach New York City und London die bevölkerungsmäßig drittgrößte Stadt der Erde. Die Einwohnerzahl überschritt in den 1920er Jahren die Viermillionengrenze und erreichte 1942 mit 4,48 Millionen ihren Höchststand (damals hingegen ein theoretischer Wert).
Durch den Zweiten Weltkrieg fiel die Zahl wieder und lag seitdem konstant zwischen drei und dreieinhalb Millionen Einwohnern. Jungen Männern aus dem Bundesgebiet bot zwischen 1957 und 1990 eine Übersiedlung nach West-Berlin die Möglichkeit, sich der Wehrpflicht zur Bundeswehr zu entziehen, weil dort die Wehrgesetzgebung der Bundesrepublik nicht galt. 

Berlin hat seit dem 21. Jahrhundert eine in Deutschland und Europa weit überdurchschnittliche räumliche Bevölkerungsbewegung. So lag die Zahl der Zuzüge wie der Fortzüge von 1991 und 2011 jährlich zwischen 100.000 und 145.000. Im Jahr 2014 zogen 317.151 Menschen nach Berlin, zugleich zogen 275.259 Einwohner aus der Stadt, was eine positive Wanderungsbilanz von 41.892 ergab.

### Bevölkerungsgruppen
| Nationalität                         | Staatsangehörigkeit der Einwohner | Deutsche Staatsbürger nach Herkunft |
| ------------------------------------ | --------------------------------- | ----------------------------------- |
| Deutschland                          | 2.925.267                         | 2.295.280                           |
| Türkei                               | 0109.585                          | 0.087.689                           |
| Ukraine                              | 0.070.501                         | 0.012.066                           |
| Polen                                | 0.052.018                         | 0.057.007                           |
| Syrien                               | 0.046.564                         | 0.019.308                           |
| Indien                               | 0.041.472                         | 0.00 1)                             |
| Russland                             | 0.037.976                         | 0.035.166                           |
| Italien                              | 0.033.707                         | 0.010.727                           |
| Bulgarien                            | 0.031.897                         | 0.006.064                           |
| Rumänien                             | 0.030.229                         | 0.006.402                           |
| Vietnam                              | 0.028.440                         | 0.013.850                           |
| Afghanistan                          | 0.024.400                         | 0.00 1)                             |
| Vereinigte Staaten                   | 0.021.753                         | 0.012.997                           |
| Serbien                              | 0.021.411                         | 0.009.518                           |
| Frankreich                           | 0.018.862                         | 0.010.838                           |
| 1) nicht ausgewiesene Statistikwerte |                                   |                                     |

Berlin ist spätestens seit dem Ende des 17. Jahrhunderts Zuzugsgebiet für Deutsche aus dem deutschsprachigen Raum. Im Jahr 2023 leben Bürger aus rund 170 Staaten in Stadt. Laut Einwohnerregisterstatistik waren im selben Jahr von den Einwohnern 60,3 % Deutsche ohne Migrationshintergrund, 15,3 % Deutsche mit Migrationshintergrund und 24,4 % Ausländer. Es gibt mehr als 25 Gruppen mit jeweils mehr als 10.000 Menschen, die einen Migrationshintergrund haben.
In den Jahrzehnten nach 1945 kamen viele Gastarbeiter aus Südeuropa und der Türkei nach West- und Vertragsarbeiter vor allem aus Vietnam nach Ost-Berlin. Seit den 1980er-Jahren machten sich viele russlanddeutsche Spätaussiedler und seit der deutschen Wiedervereinigung schließlich Juden aus dem Osten Europas, vor allem der Ukraine und Russland sowie später aus Israel auf den Weg. 
Unter den zahlreich in die Stadt zuwandernden Europäern gibt es einer Studie von 2015 zufolge mit 24,3 % einen besonders hohen Anteil junger Akademiker, vor allem bei Franzosen, Spaniern und Italienern.
Kreuzberg und Neukölln bilden Schwerpunkte der deutsch-türkischen Bevölkerung. Mit etwa 180.000 türkischstämmigen Bürgern gilt Berlin als eine der größten türkischen Gemeinden außerhalb der Türkei. Zusätzlich leben rund 70.000 Afrodeutsche in Berlin.
Berlin nimmt über die gesetzliche Quote hinaus zusätzliche Geflüchtete auf und organisiert sich zu diesem Zweck mit anderen Kommunen in Städtenetzwerken wie Solidarity Cities und Städte sicherer Häfen.
Im Jahr 2009 lebten nach einer Schätzung des Hamburgischen Weltwirtschaftsinstituts zwischen 100.000 und 250.000 nicht registrierte Immigranten in Berlin.

### Sprache
Amtssprache in Berlin ist Deutsch. Berlinisch (umgangssprachlich auch: Berlinerisch) ist eine sogenannte Ausgleichsmundart, die in Berlin als städtischem Zentrum im Laufe der Jahrhunderte aus verschiedenen sprachlichen Einflüssen entstand. Sprachwissenschaftlich handelt es sich beim Berlinischen tatsächlich um einen Metrolekt, eine städtische Sprachmischung, die nicht nur regionalen Ursprungs ist, sondern durch Mischung von Dialekten unterschiedlicher Herkunft entstanden ist. Als Substrat dient dabei das Niederdeutsche, das durch Zuwanderung aus anderen Regionen und den Einfluss des Ostmitteldeutschen allmählich überlagert wurde.
Das Berlinische nahm einige Wörter und Redewendungen aus anderen Sprachen und Dialekten wie dem Französischen (Ansiedlung von Hugenotten nach dem Dreißigjährigen Krieg), dem Jiddischen (jüdische Flüchtlinge seit dem 16., vor allem im 19. und 20. Jahrhundert) und dem Schlesischen/Polnischen (nach der Eroberung Schlesiens und den polnischen Teilungen Ende des 18. Jahrhunderts) auf. Berlinisch wird in Berlin und im Berliner Umland gesprochen, und es enthält auch nur dort übliche (Sprich-)Worte oder geprägte ironische Redewendungen, die sogenannten „Berolinismen“.
Seit Ende des 19. Jahrhunderts strahlte Berlin als wachsende Metropole auch sprachlich zunehmend auf die Umgebung aus und die berlinerische Umgangssprache verdrängte die dortigen Dialekte oder veränderte sie zumindest erheblich. Das heutige Brandenburgische ist eine Varietät des Berliner Metrolekts.
In der Geschichte war das Berlinische die Sprache der einfachen Leute, die Bildungsschicht pflegte zumeist ein einwandfreies Hochdeutsch. Einige Neu-Berliner nahmen zwar Teile des Berlinischen an, aber die ständige Verwendung wurde als eher „unfein“ betrachtet. Das Berlinische findet heute eher Verwendung in den östlichen Bezirken, den alten westlichen Arbeiterbezirken und dem Umland. Unverändert wird die Sprache in Berlin von Zuwandererwellen und medial geprägten Sprachgewohnheiten beeinflusst, wodurch die verwendete Umgangssprache sich stetig weiterentwickelt.

### Religionen und Weltanschauungen

Religionen in Berlin (Stand: 2017)

Von den rund 3,9 Millionen Berlinern waren Juni 2023 12,3 % evangelisch, 7,2 % katholisch und 80,5 % gehörten anderen Glaubensgemeinschaften oder keiner an. Am Stichtag 31. Dezember 2023 waren nach Recherchen der Forschungsgruppe Weltanschauungen in Deutschland 12,0 % der Einwohner der Stadt evangelisch, 7,1 % römisch-katholisch und 80,9 % waren konfessionsfrei oder gehörten einer sonstigen Religionsgemeinschaft an.
Beim Zensus 2011 wurde ermittelt, dass 21,6 % der Berliner Bevölkerung der evangelischen Landeskirche angehörten, 9,6 % der katholischen Kirche, 1,5 % einer orthodoxen Kirche und 0,7 % einer evangelischen Freikirche. Nach einer Berechnung aus den Zensuszahlen für die Personen mit Migrationshintergrund lag der Bevölkerungsanteil der Muslime in Berlin im Jahr 2011 bei 7,6 % (rund 249.200 Personen). Islamischen Glaubensrichtungen wurden 2018 nach Untersuchungen 250.000 bis 300.000 Personen (7–9 %) zugerechnet. Der alevitischen Gemeinde gehören ca. 70.000 Menschen an.
In Berlin sind mehrere humanistische und andere Vereinigungen nichtreligiöser Menschen vertreten. So haben der Humanistische Verband Deutschlands, dessen Berliner Landesverband rund 7.800 Mitglieder im Jahr 2012 zählte, und die Humanistische Akademie Deutschland ihren Sitz in Berlin. 1982 erfolgte im Westteil Berlins die Einführung des Schulfaches Humanistische Lebenskunde, dessen Teilnehmerzahl sich 2017 auf knapp 62.650 Schüler beläuft.

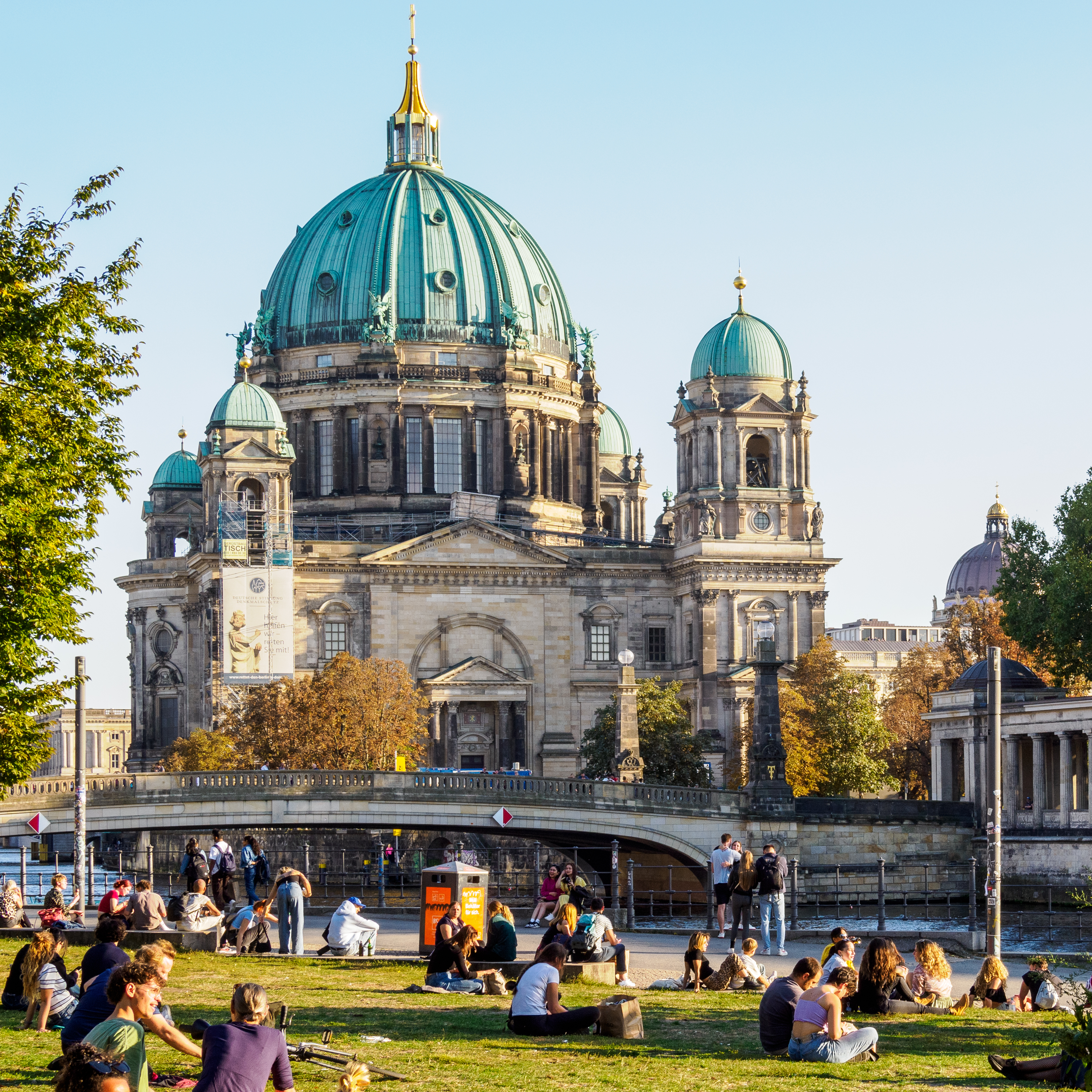
Berliner Dom (evangelisch)
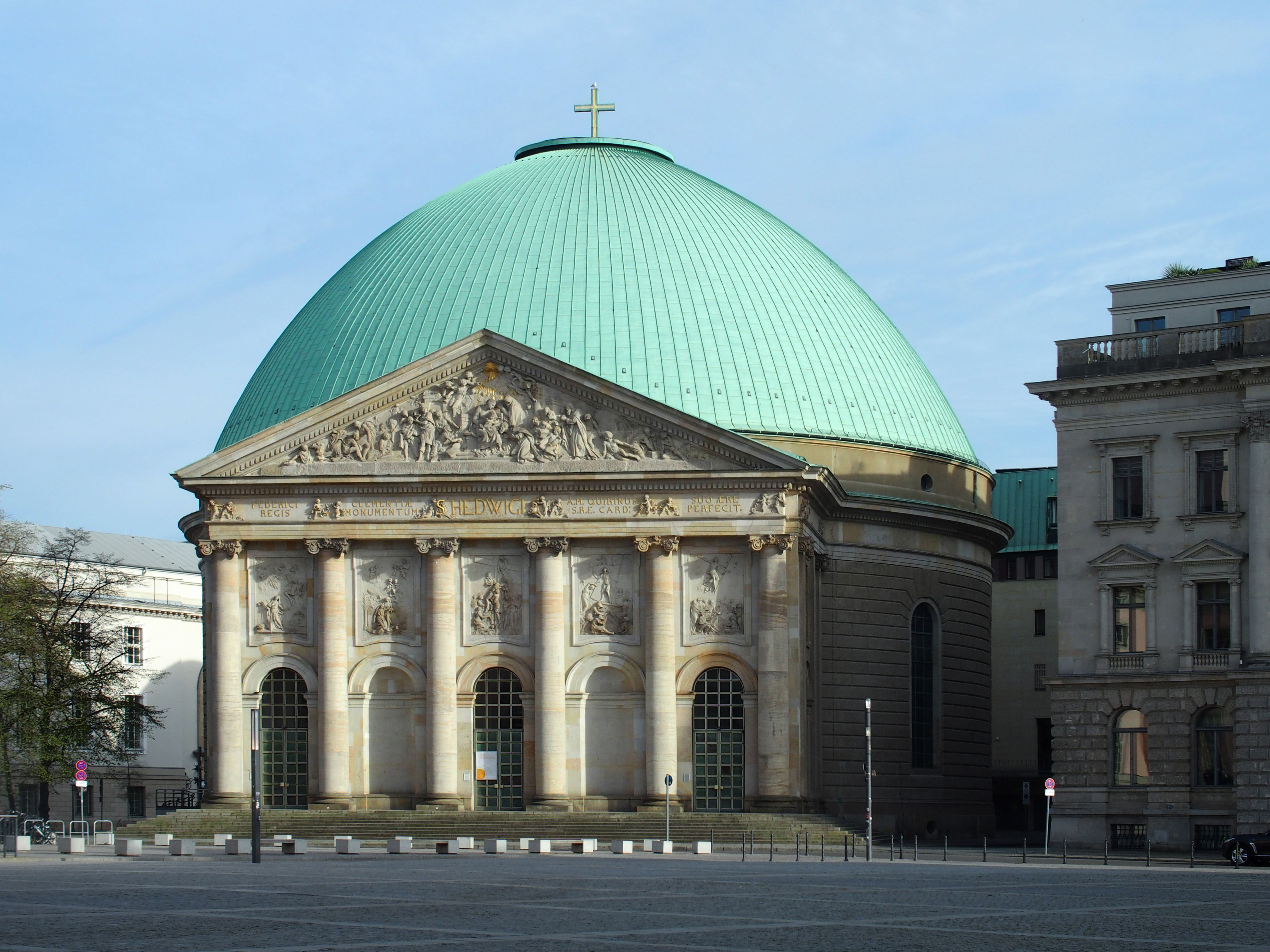
St.-Hedwigs-Kathedrale (katholisch)
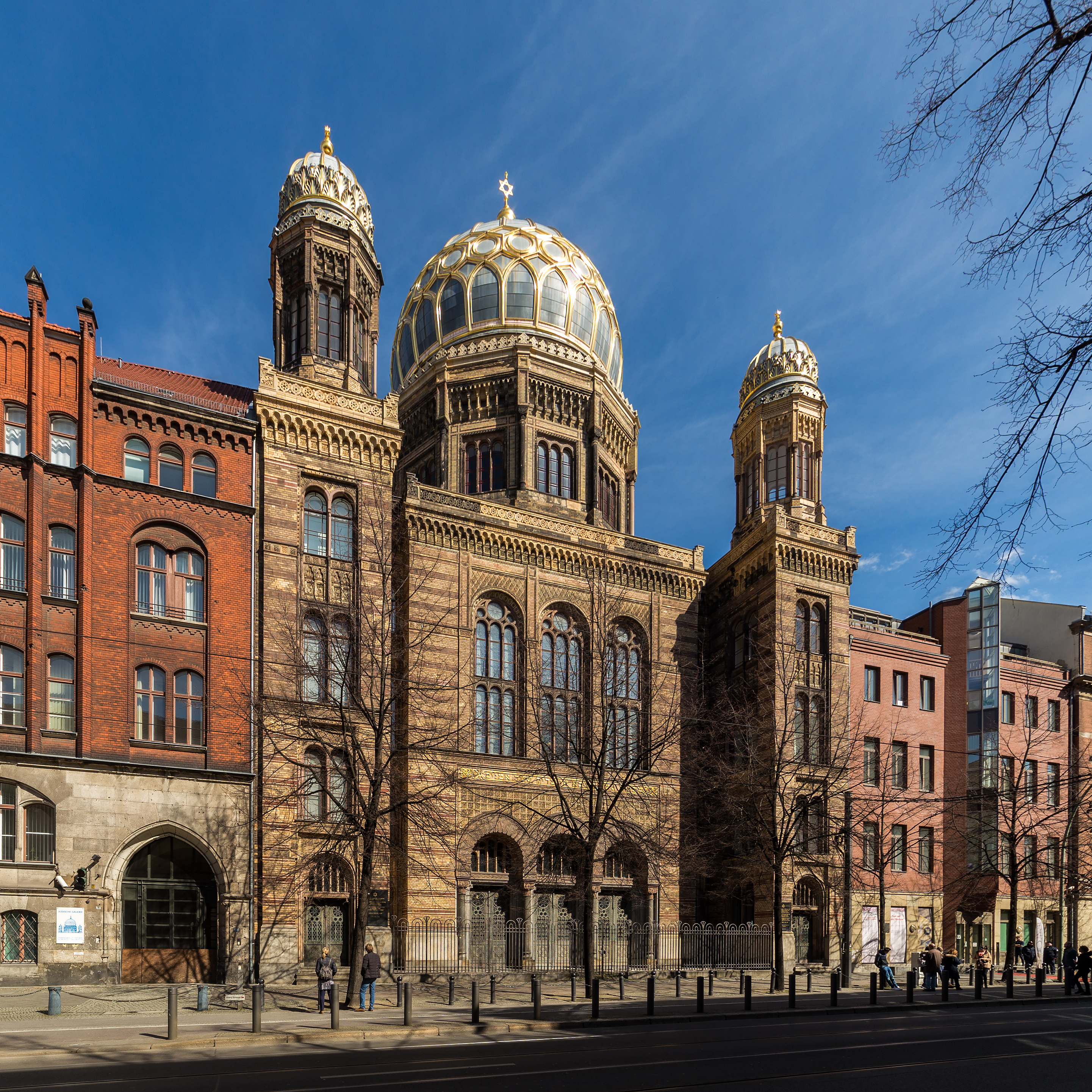
Neue Synagoge (jüdisch)
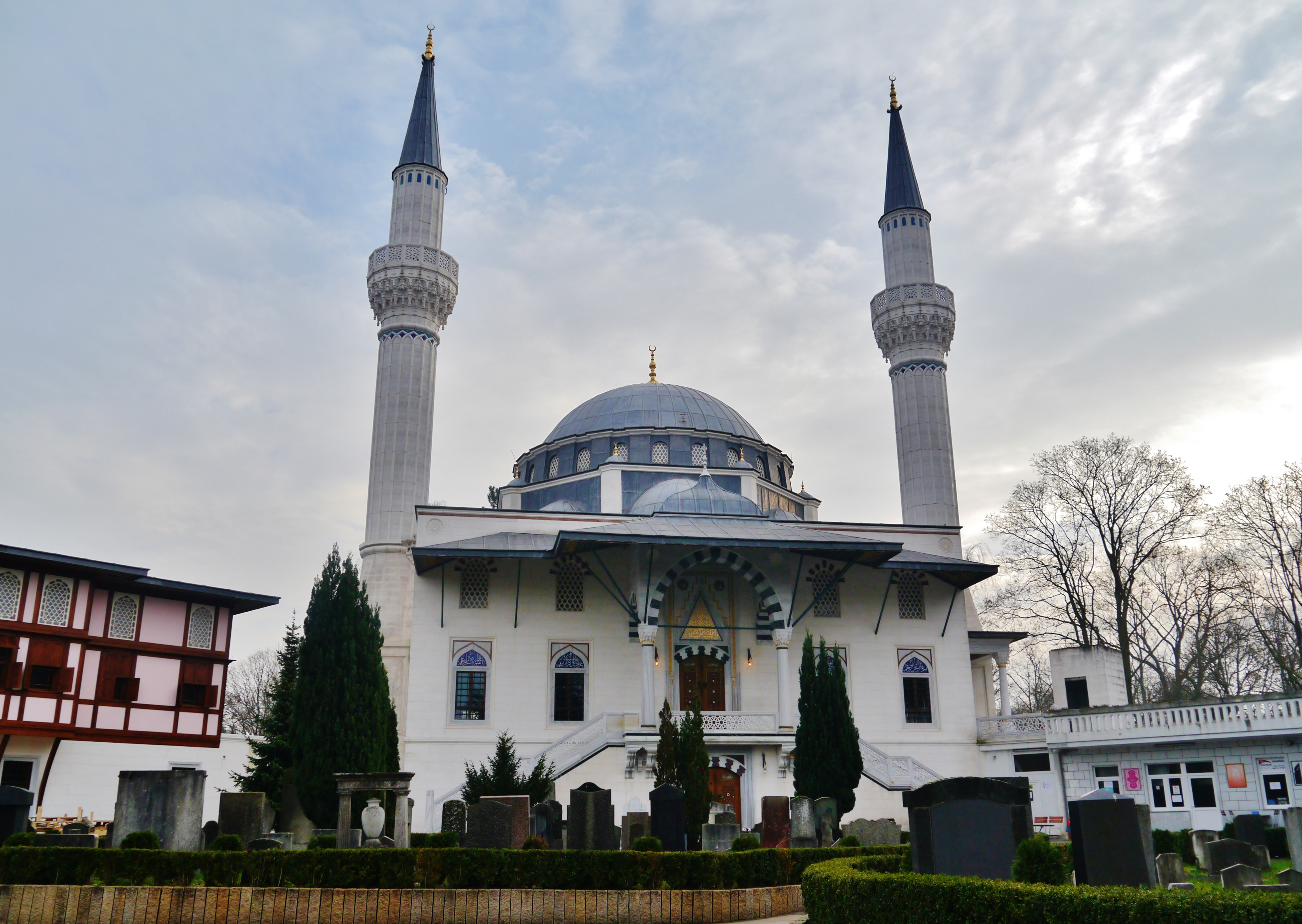
Şehitlik-Moschee (muslimisch)

Die Selbständige Evangelisch-Lutherische Kirche, die im Stadtgebiet mit sieben Kirchengemeinden vertreten ist, ging zumeist aus der 1830 entstandenen Evangelisch-lutherischen Kirche hervor. Diese Kirchengemeinden gehören zum Kirchenbezirk Berlin-Brandenburg.
Ebenfalls in Berlin ansässig sind ein russisch-orthodoxer und ein bulgarisch-orthodoxer Bischof, die meisten anderen orthodoxen und altorientalischen Nationalkirchen sind ebenfalls mit Gemeinden vertreten.
Die Anglikanische Gemeinschaft bzw. die Church of England hat eine sogenannte „Chaplaincy“ (Gemeinde), St. George’s Anglican/Episcopal Church. Ferner existiert eine altkatholische Gemeinde, die in der Alt-Schöneberger Dorfkirche zu Gast ist. Die alt-katholische und anglikanische Gemeinden stehen in Kirchengemeinschaft und feiern gemeinsame Gottesdienste in der Marienkirche.
Baptisten gibt es in Berlin seit der Mitte des 19. Jahrhunderts, mit ihren 36 Gemeinden bilden sie die größte Freikirche der Stadt. Unter anderem gibt es auch 29 Gemeinden der Neuapostolischen Kirche. Es gibt sechs Gemeinden der Kirche Jesu Christi der Heiligen der Letzten Tage. Die älteste Berliner Mennonitengemeinde besteht seit 1887.
Berlin ist seit 1999 Sitz des Zentralrats der Juden in Deutschland. Der Jüdischen Gemeinde zu Berlin, der größten Gemeinde jüdischen Glaubens in Deutschland, werden über 12.000 Mitglieder zugerechnet. Zudem leben geschätzte rund 12.000 Hindus in Berlin. Seit 1907 gibt es Bahai in Berlin, die regelmäßig am interreligiösen Dialog in Berlin teilnehmen.
Es befinden sich über elf Synagogen, mehrere buddhistische Tempel, zwei hinduistische Tempel und sieben Moscheebauten sowie 91 islamische Gebetsräume in der Stadt. Die älteste Moschee Berlins ist die 1928 eröffnete Wilmersdorfer Moschee, die größte die 2005 eröffnete Şehitlik-Moschee.

### Persönlichkeiten
Ehrenbürger sind in der Liste der Ehrenbürger von Berlin aufgeführt, in der Stadt geborene Persönlichkeiten in der Liste von Söhnen und Töchtern Berlins, Biografien von Menschen mit deutlichem Bezug zu Berlin werden in der Kategorie Person (Berlin) gesammelt. Die Mitglieder der Berliner Landesregierungen seit 1948 finden sich in den Auflistungen Liste der Bürgermeister von Berlin und Liste der Senatoren von Berlin. Verschiedene Stadtoriginale sind unter Berliner Originale zusammengefasst.

## Politik

### Deutsche Hauptstadt

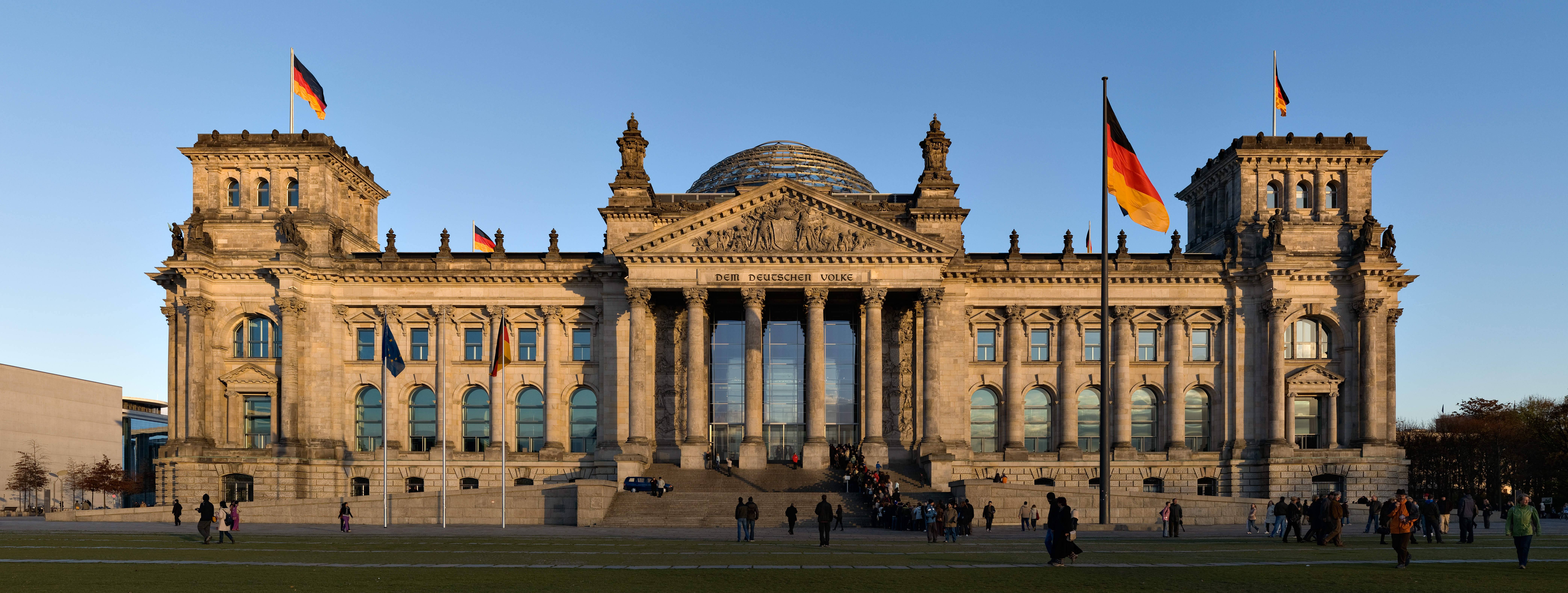
Reichstagsgebäude, Sitz des Deutschen Bundestags

Der Deutsche Bundestag entschied 1991 nach der Wiedervereinigung im sogenannten „Hauptstadtbeschluss“, dass Berlin als Bundeshauptstadt auch Sitz des Bundestages und der Bundesregierung werden sollte. Das Berlin/Bonn-Gesetz ist eine Folge des Hauptstadtbeschlusses vom 20. Juni 1991, in dem Berlin auch zum Regierungssitz bestimmt wurde.

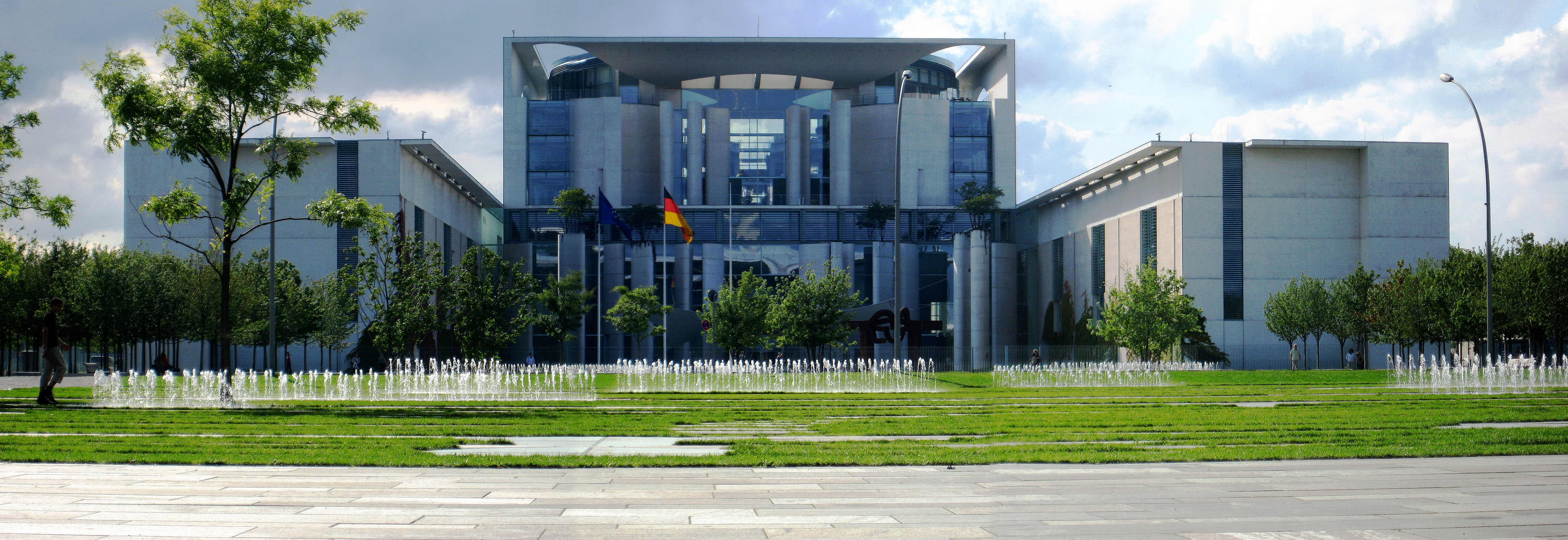
Bundeskanzleramt

Seit 1994 befindet sich der Erste Amtssitz des Bundespräsidenten im Schloss Bellevue in Berlin. 1999 zog der größte Teil der Bundesregierung von Bonn nach Berlin um. Bundestag (im Reichstagsgebäude), Bundesrat und Bundesregierung haben seitdem ihren Betrieb in der Bundeshauptstadt aufgenommen. Im Jahr 2001 wurde das Bundeskanzleramt eingeweiht und erstmals von Bundeskanzler Gerhard Schröder bezogen. Die Zentrale des Bundesnachrichtendienstes wurde 2018 bezogen. Die Julius-Leber-Kaserne ist der größte Standort der Bundeswehr in der Stadt.

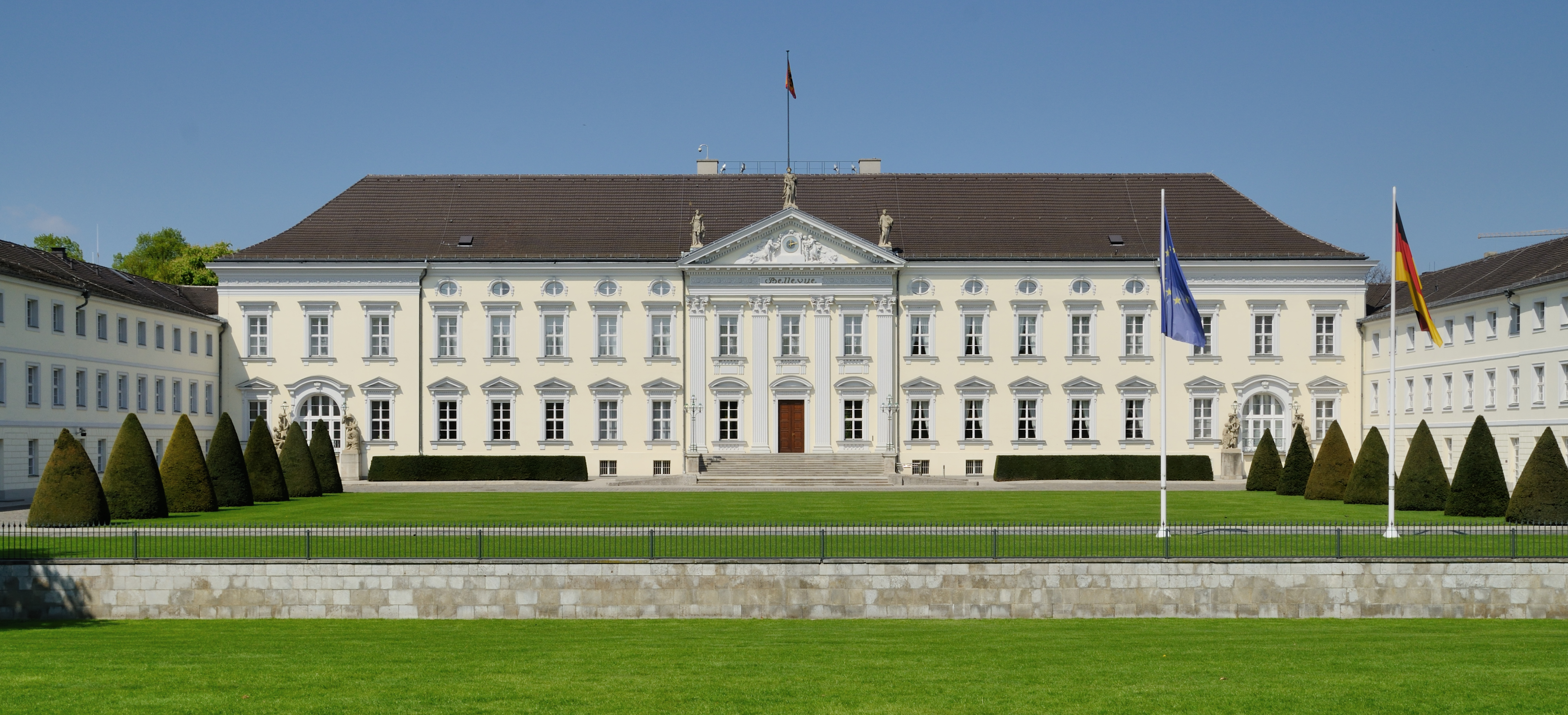
Schloss Bellevue, Sitz des Bundespräsidenten

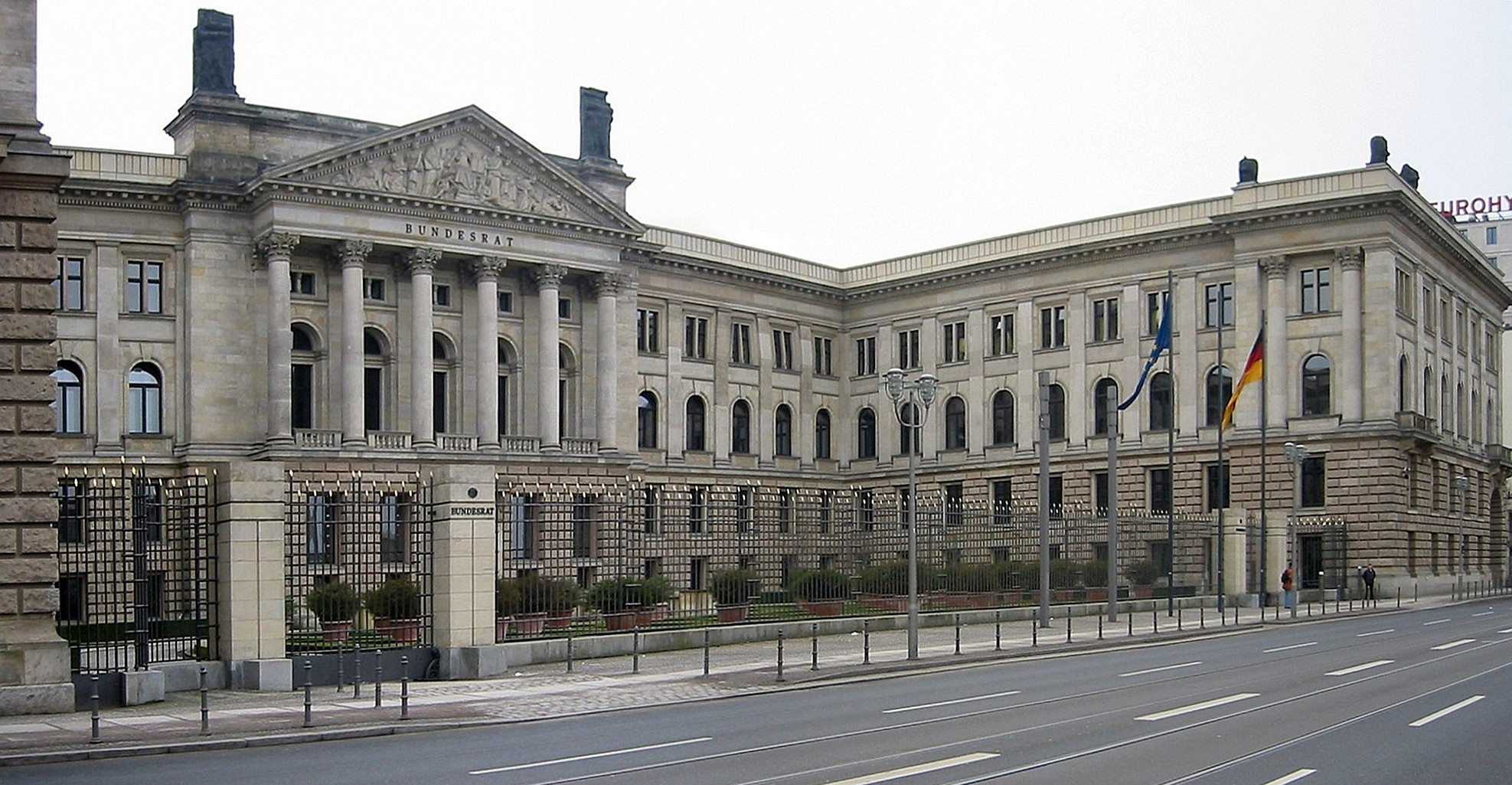
Sitz des Bundesrats

Von den derzeit 16 Bundesministerien des 20. deutschen Bundeskabinetts haben zehn ihren Hauptsitz in Berlin. Darunter sind das Auswärtige Amt sowie die Bundesministerien für Wirtschaft und Klimaschutz; für Finanzen; für Familie, Senioren, Frauen und Jugend; für Arbeit und Soziales; des Innern; der Justiz; für Digitales und Verkehr. Die übrigen sechs Bundesministerien haben ihren Hauptsitz in der Bundesstadt Bonn. Alle Ministerien, auch die in der Hauptstadt ansässigen, haben einen Zweitsitz in der jeweils anderen Stadt.
In Berlin sind die Bundesministerien für Bildung und Forschung; für Ernährung und Landwirtschaft; für Gesundheit; für Umwelt, Naturschutz, nukleare Sicherheit und Verbraucherschutz; der Verteidigung und für wirtschaftliche Zusammenarbeit und Entwicklung mit einem Zweitsitz vertreten. Etwa zwei Drittel der Ministeriumsbeschäftigten, rund 12.600 Beamte und Tarifbeschäftigte (Stand: 2018), arbeiten in Berlin.
In Berlin haben im Jahr 2023 insgesamt 158 Staaten ihren deutschen Botschaftssitz, während die 16 Bundesländer mit Landesvertretungen repräsentiert sind. Eine Vielzahl der diplomatischen Vertretungen sind im Tiergartenviertel niedergelassen.
Als Regierungssitz des Staates mit der größten Volkswirtschaft Europas zählt Berlin zu den einflussreichen und gesuchten Zentren der europäischen Politik. Parteizentralen, Gewerkschaften, Stiftungen, Verbände und Lobbyvertretungen von Unternehmen haben dort ihren Sitz, um vor Ort ihren Einfluss auf Entscheidungsprozesse in Parlament und Regierung geltend machen zu können. Staatsbesuche und Empfänge auf allen politischen Ebenen sowie Staatsakte und gesellschaftlich bedeutende Feierlichkeiten prägen den politischen Jahreskalender Berlins.

### Land Berlin

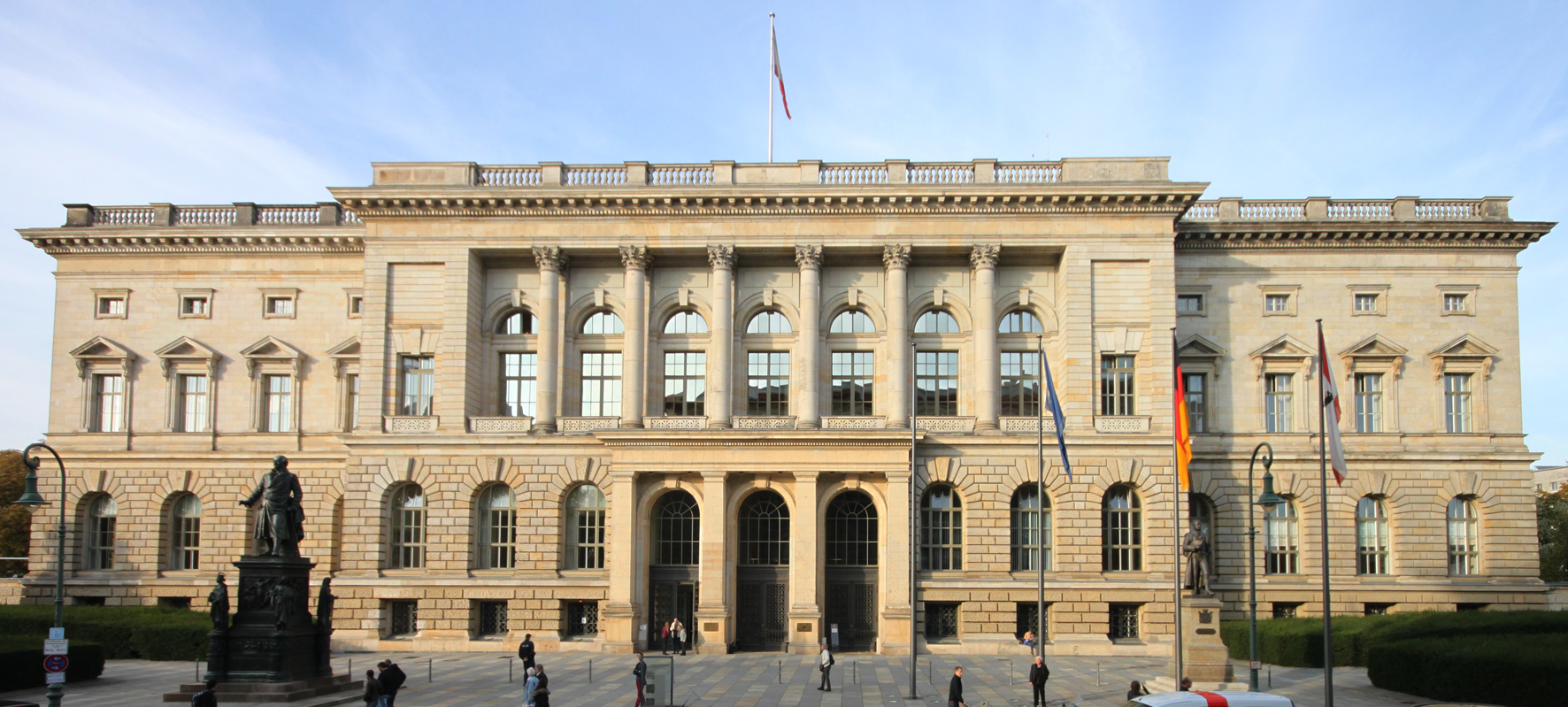
Abgeordnetenhaus von Berlin

Von 1808 bis 1935 und von 1945 bis 1948 wurde die preußische Landeshauptstadt Berlin von einem Magistrat verwaltet, an dessen Spitze ein Oberbürgermeister stand. In der Zeit von 1935 bis 1945 gab es gemäß der Deutschen Gemeindeordnung keinen Magistrat. Von 1948 bis zur Wiedervereinigung 1990 bestanden in der geteilten Stadt ein Magistrat in Ost-Berlin und ein Senat in West-Berlin.
Das heutige Berlin (Länderanhangscode BE) ist im staatsrechtlichen Sinne erst seit der Wiedervereinigung 1990 auch ein deutsches Land. Dieses umfasst exakt die Stadt Berlin. Zwar erklärte neben der Berliner Landesverfassung von 1950 auch das deutsche Grundgesetz das Land Berlin zum Gliedstaat der Bundesrepublik Deutschland, wegen der Vorbehalte der Alliierten war dies bis dahin jedoch völkerrechtlich unwirksam. Faktisch war West-Berlin seit 1949 mit einigen Einschränkungen Teil der Bundesrepublik Deutschland, während dasselbe für das formal miteinbezogene Ost-Berlin keine faktische Wirksamkeit hatte. Im Einigungsvertrag von 1990 ist die ständige Rechtsauffassung der Bundesrepublik, dass das Grundgesetz in West-Berlin bereits vor der Wiedervereinigung gegolten hat, festgeschrieben.
Die Verfassung von Berlin ist die Landesverfassung des deutschen Landes Berlin und trat am 23. November 1995 in Kraft. Sie löste die Verfassung von 1950 ab.
Legislative
Das Landesparlament des Landes, die gesetzgebende Gewalt, ist nach der Verfassung von Berlin das Abgeordnetenhaus von Berlin. In ihm sind seit 2023 Abgeordnete aus CDU, SPD, Bündnis 90/Die Grünen, Die Linke und AfD vertreten.
Exekutive
Der Senat von Berlin, bestehend aus dem Regierenden Bürgermeister und zehn Senatoren, bildet die Landesregierung. Der Regierende Bürgermeister ist zugleich das Oberhaupt des Landes und der Stadt.

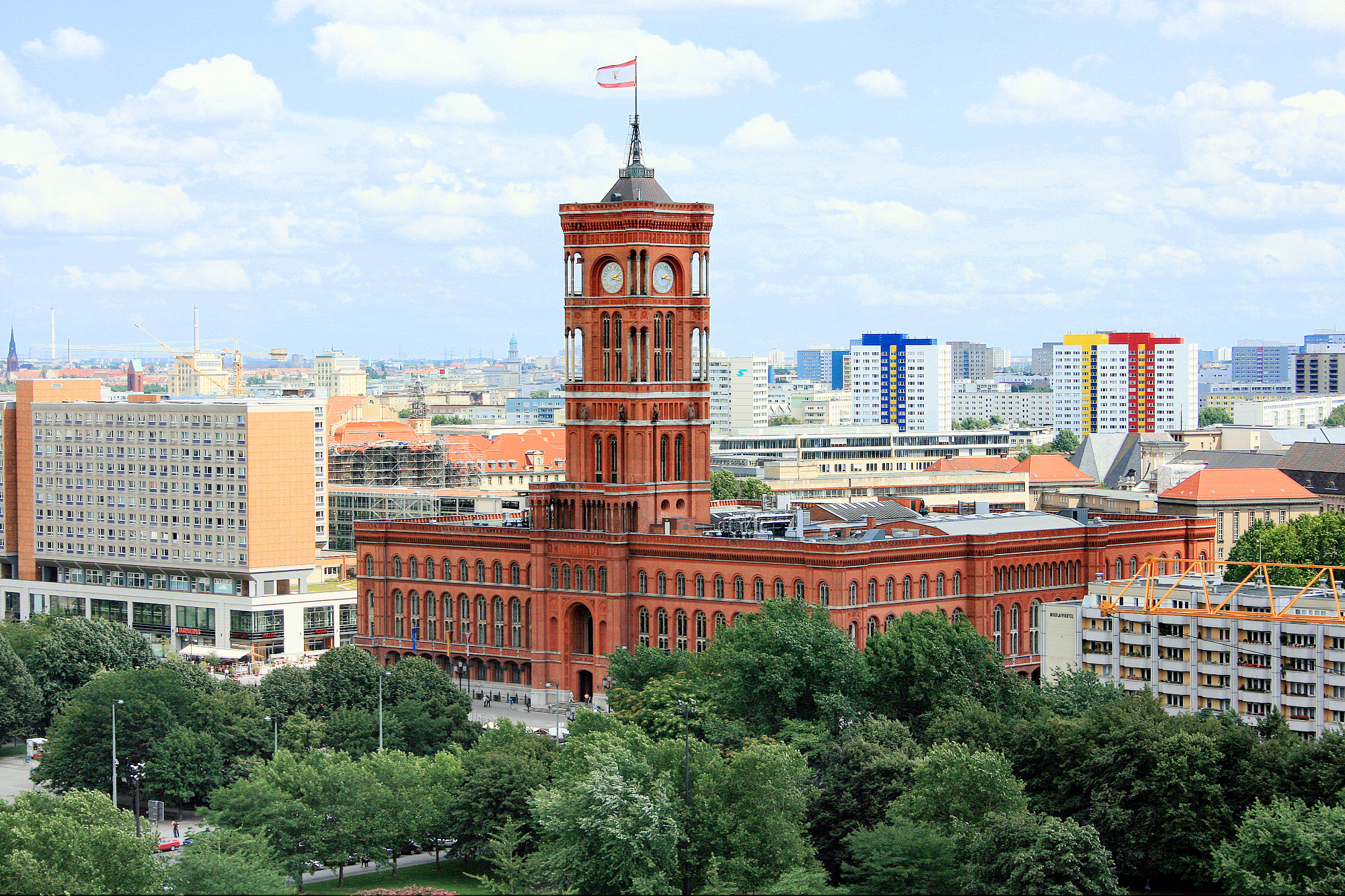
Rotes Rathaus, Sitz des Senates von Berlin

Die Senatsverwaltungen entsprechen den Ministerien in Flächenländern und konstituieren sich gegenwärtig wie folgt: Senatsverwaltung für Finanzen, Senatsverwaltung für Arbeit, Soziales, Gleichstellung, Integration, Vielfalt und Antidiskriminierung, Senatsverwaltung für Bildung, Jugend und Familie, Senatsverwaltung für Wissenschaft, Gesundheit und Pflege, Senatsverwaltung für Inneres und Sport, Senatsverwaltung für Justiz und Verbraucherschutz, Senatsverwaltung für Stadtentwicklung, Bauen und Wohnen, Senatsverwaltung für Wirtschaft, Energie und Betriebe, Senatsverwaltung für Kultur und Gesellschaftlichen Zusammenhalt, sowie die Senatsverwaltung für Mobilität, Verkehr, Klimaschutz und Umwelt.
Der Berliner Senat wird seit 2023 von der CDU angeführt. An der Regierung war seit 1991 stets die SPD beteiligt, zumeist auch die Partei Die Linke, teilweise aber auch die CDU und Bündnis 90/Die Grünen. Nach der Wahl zum Abgeordnetenhaus vom 12. Februar 2023 wurde der Senat von CDU und SPD unter Führung von Kai Wegner (CDU) als Regierendem Bürgermeister gebildet.
Judikative

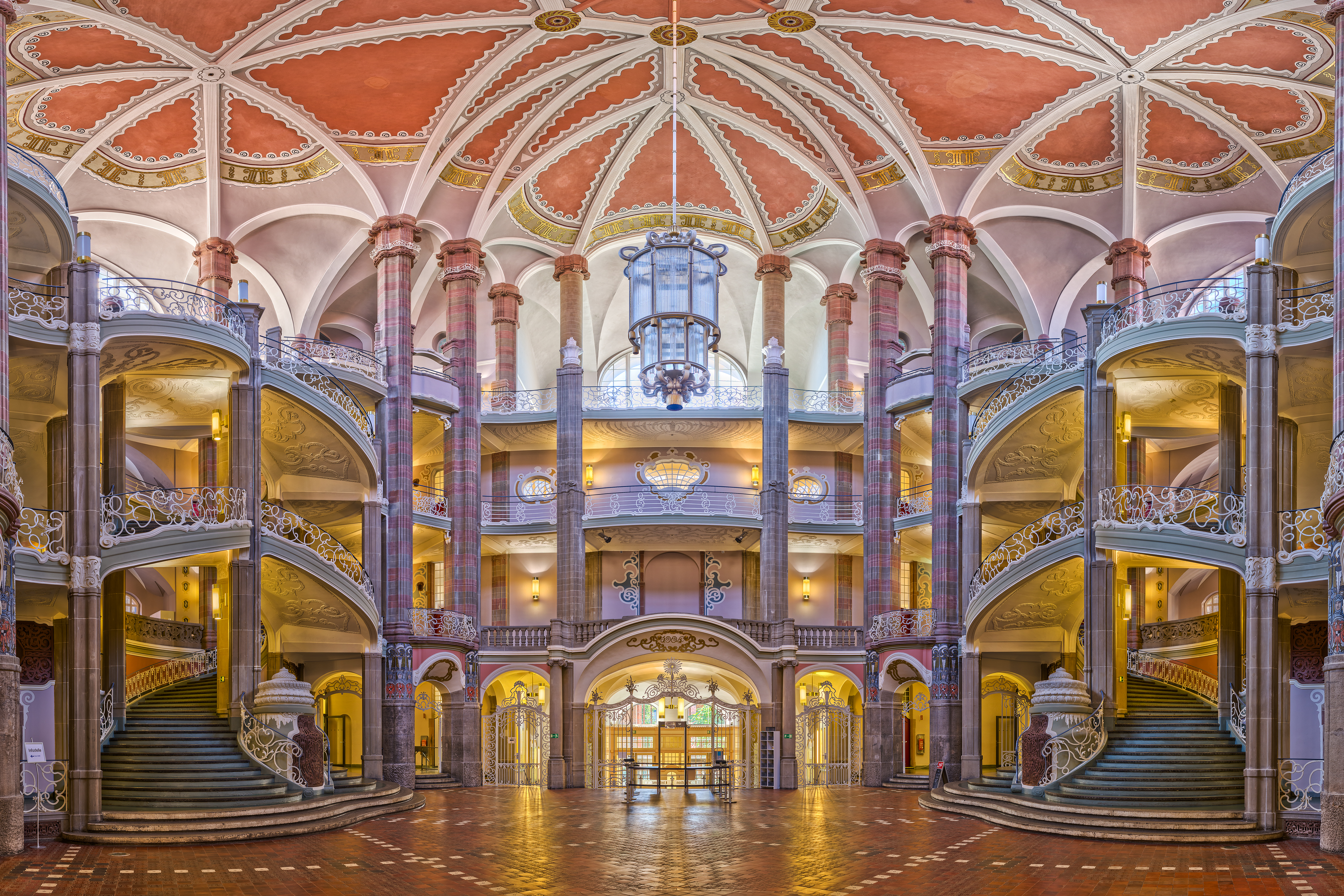
Eingangshalle des Landgerichts Berlin

Im Gerichtsbezirk Berlin gibt es 15 Untere Landesgerichte und vier Obere Landesgerichte. Von den vier Standorten der Oberverwaltungsgerichte in Berlin gehören zwei zum Gerichtsbezirk der Länder Berlin und Brandenburg.
Der Verfassungsgerichtshof des Landes Berlin besteht seit 1990. Im Jahr 2020 verfügte das Land über acht Justizvollzugsanstalten.
Finanzen & Beschäftigte
Im Berliner Landesdienst, der aus Haupt- und Bezirksverwaltung besteht, waren im Jahr 2015 insgesamt 127.035 Beschäftigte tätig. Im öffentlichen Dienst in Berlin waren 193.110 Personen beschäftigt. Hierzu zählen auch die Beschäftigten der Berliner Landesbetriebe.
Die bereinigten Einnahmen des Landes Berlin betrugen im Jahr 2019 rund 29,8 Mrd. Euro. Die bereinigten Ausgaben betrugen im selben Jahr etwa 28,2 Mrd. Euro. Die Gesamtverschuldung des Landes Berlin betrug 2020 etwa 63,7 Milliarden Euro.
Die Europäische Union steuerte während der Periode 2014–2020 rund 850 Millionen Euro zum Haushalt hinzu. Das Land erhielt 2022 etwa 3,6 Milliarden Euro aus dem Finanzkraftausgleich (ehemals Länderfinanzausgleich) und lag damit an der Spitze aller Bundesländer. Etwa 1,7 Milliarden Euro wurden 2021 durch Bundesergänzungszuweisungen eingenommen.

### Wappen und Flaggen

Das einfache Landessymbol

Das Berliner Wappen zeigt im silbernen (weißen) Schild einen rot bewehrten und rot gezungten, aufrecht schreitenden schwarzen Bären, den sogenannten Berliner Bären. Auf dem Schild ruht eine goldene fünfblättrige Laubkrone, deren Stirnreif als Mauerwerk mit geschlossenem Tor in der Mitte ausgelegt ist. Die Herkunft des Bären als Wappentier ist ungeklärt, Dokument oder Unterlagen fehlen hierzu. Es gibt mehrere Theorien, warum sich die Stadtvertreter für den Bären entschieden. Eine davon besagt, dass die Berliner an Albrecht den Bären, den Begründer der Mark Brandenburg dachten. Eine andere geht von der lautmalerischen Interpretation des Stadtnamens aus. Der Bär ist erstmals auf einem Siegel von 1280 zu sehen. Über mehrere Jahrhunderte musste sich der Bär die Siegel- und Wappenbilder mit dem brandenburgischen und preußischen Adler teilen. Erst im 20. Jahrhundert konnte sich der Berliner Bär endgültig gegen die Adler als Hoheitszeichen der Stadt durchsetzen.
| Standardbeflaggung (Sichtrichtung auf die Landesdienstgebäude):                                         |  | |  | |
| Die Europaflagge besteht aus zwölf gelben Sternen, die kreisförmig auf dunkelblauem Hintergrund liegen. |  | Die Deutschlandflagge besteht aus drei Querstreifen, die von oben nach unten schwarz, rot, gelb sind. |  | Die Landesflagge von Berlin besteht aus zwei äußeren roten Querstreifen und einem breiteren weißen Querstreifen im Innern. In der Mitte des weißen Querstreifens befindet sich ein nach links stehender schwarzer Bär, dessen rote Tatzen und Zunge ausgestreckt sind. |

Die Berliner Landesflagge zeigt den Berliner Bären vor weißem Hintergrund, mit einem roten Streifen am oberen und unteren Rand der Flagge. Sie wird mit geringfügigen stilistischen Änderungen seit 1911 von Berlin geführt und wehte das erste Mal 1913 über dem Roten Rathaus. Vorher führte Berlin eine Flagge in den Farben Schwarz-Rot-Weiß, die wegen ständiger Verwechslungen mit der später entstandenen Flagge des Deutschen Kaiserreichs gegen die Bärenflagge getauscht wurde. Das Landessymbol ist der Bärenschild ohne Laubkrone in drei Farbausführungen. Es wird von der Senatsverwaltung für Inneres und Sport bereitgestellt, um Privatpersonen, Unternehmen und nichthoheitlichen Einrichtungen zu ermöglichen, die Verbundenheit mit Berlin mit einem Symbol zu dokumentieren. Die Berliner Bezirke besitzen eigene Wappen. Als verbindendes Element aller Berliner Bezirke mit der Stadt Berlin, aber auch untereinander, ruht auf den Schilden eine dreitürmige Mauerkrone, deren mittleren Turm mit dem Berliner Wappenschild (silber) belegt ist.

### Städtepartnerschaften
Das Land Berlin unterhält folgende Gemeindepartnerschaften.
 Los Angeles, Vereinigte Staaten (1967)

 Paris, Frankreich (1987)

 Madrid, Spanien (1988)

 Istanbul, Türkei (1989)

 Warschau, Polen (1991)

 Moskau, Russland (1991)

 Budapest, Ungarn (1991)

 Brüssel, Belgien (1992)

 Jakarta, Indonesien (1993)

 Taschkent, Usbekistan (1993)

 Mexiko-Stadt, Mexiko (1993)

 Peking, Volksrepublik China (1994)

 Tokio, Japan (1994)

 Buenos Aires, Argentinien (1994)

 Prag, Tschechien (1995)

 Windhoek, Namibia (2000)

 London, Vereinigtes Königreich (2000)

 Kiew, Ukraine (2023)

 Tel Aviv, Israel (2025)
Die einzelnen Berliner Bezirke unterhalten weitere Partnerschaften, häufig auch mit einem einzelnen Stadtteil anderer Großstädte.

### Polizei und Feuerwehr

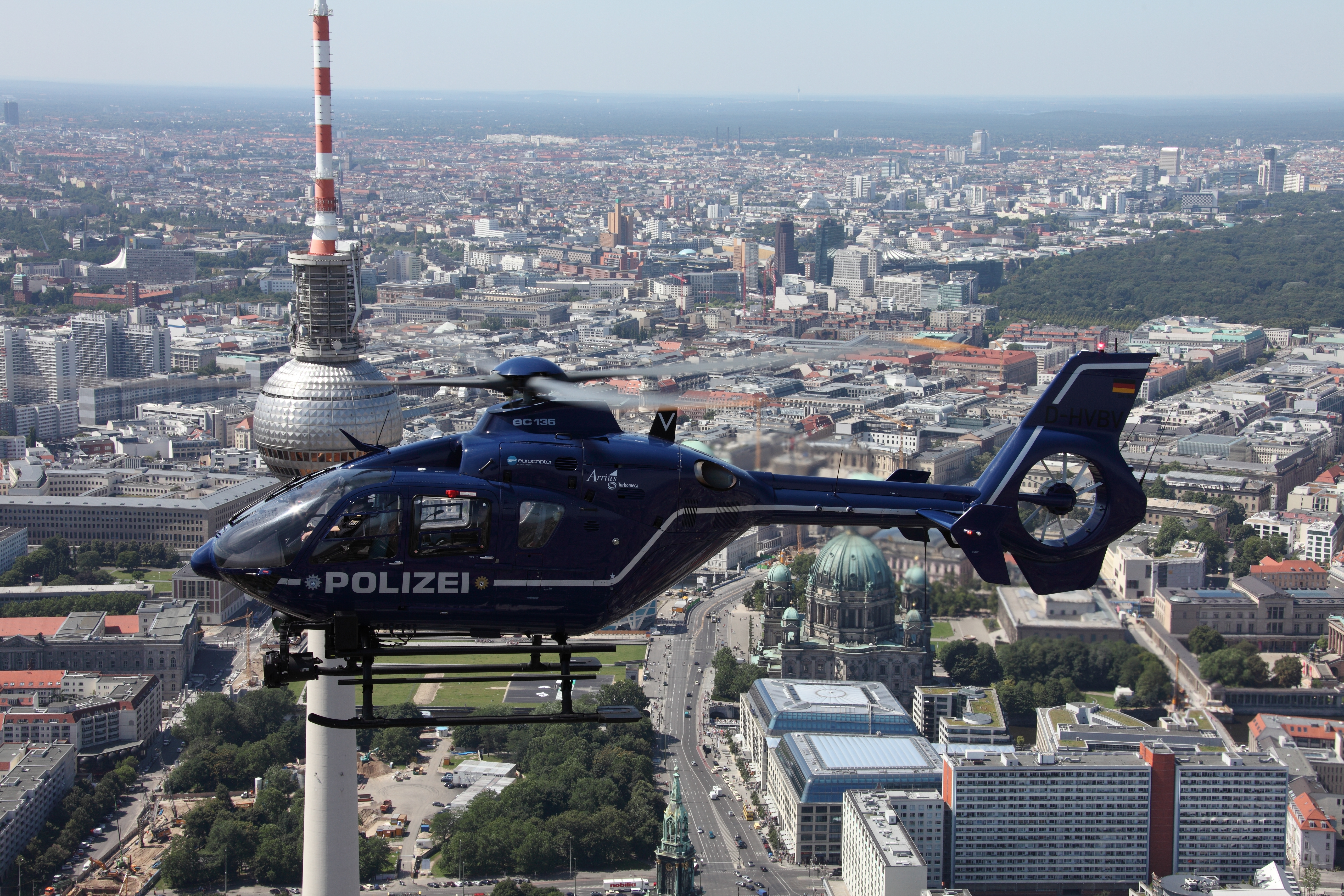
Polizeihubschrauber Pirol Berlin

Die Polizei Berlin (bis 2021 „Der Polizeipräsident in Berlin“) ist die Polizei des Landes Berlin. Die Landespolizei ist in fünf örtliche und eine überörtliche Direktion sowie das Landeskriminalamt unterteilt.
Die Polizei Berlin beschäftigt 2023 über 27.000 Bedienstete, davon rund 18.500 im Polizeivollzugsdienst und ca. 3.000 in der Verwaltung. Die Gesamtausgaben für die Polizei in Berlin belaufen sich auf etwa 1,9 Milliarden Euro pro Jahr.
Dem Bundesinnenministerium untersteht der Dienststab der Bundespolizeidirektion Berlin mit Sitz in Oberschöneweide. Der Stab ist für die Länder Berlin und Brandenburg zuständig und mit rund 3.700 Mitarbeitern besetzt (Stand: 2017).
Die Berliner Feuerwehr wurde im Jahr 1851 gegründet und ist damit die erste Berufsfeuerwehr Deutschlands. Mit ihren rund 4.050 Mitarbeitern (Stand: 2016) und 34 Berufsfeuerwachen ist sie auch die größte städtische Feuerwehr in Deutschland. Unterstützt wird sie durch 58 Freiwillige Feuerwehren mit rund 1.400 aktiven ehrenamtlichen Mitgliedern und ggf. durch die Hilfsorganisationen und das Technische Hilfswerk (THW).

## Wirtschaft

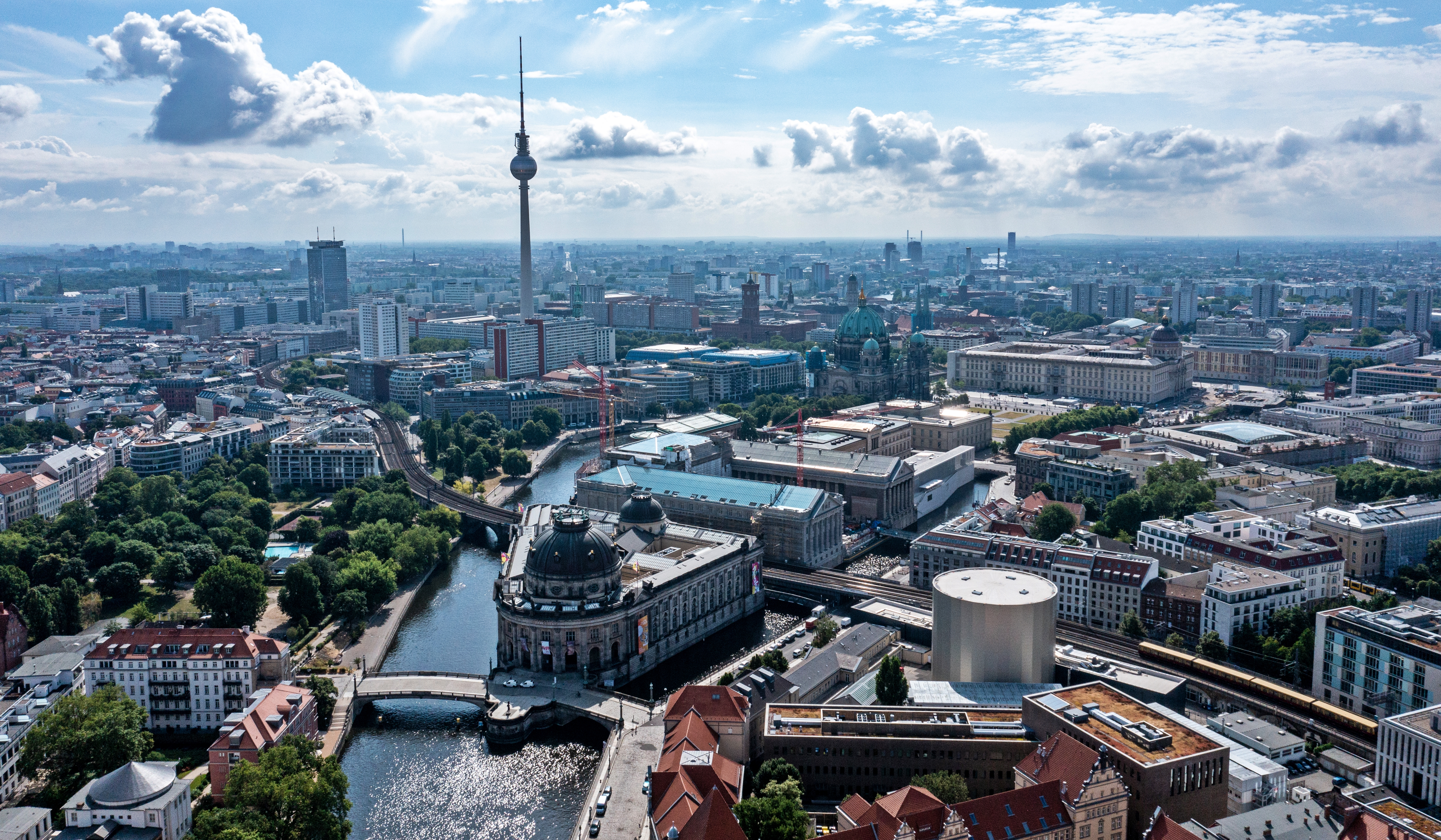
Berlin ist ein internationaler Dienstleistungsstandort und gilt als Weltstadt mit hoher Lebensqualität

2022 betrug das nominale Bruttoinlandsprodukt (BIP) des Landes Berlin 179,4 Milliarden Euro. Gemessen am nominalen BIP ist Berlin die größte städtische Wirtschaft in Deutschland sowie die zweitgrößte innerhalb der Europäischen Union.
Zwischen 2009 und 2019 stieg das Bruttoinlandsprodukt um jahresdurchschnittlich 4,5 %, gegenüber bundesweit 3,5 %. 2019 betrug das BIP pro Kopf im Land Berlin 41.967 Euro und lag erstmals seit 1990 über dem bundesdeutschen Durchschnitt. Die Zahl der Erwerbstätigen in Berlin lag im selben Jahr bei rund 2,064 Millionen Personen. Das waren 2,4 % mehr als im Vorjahr.
Laut dem Sozialbericht 2019 des Amtes für Statistik waren in Berlin 16,5 % der Bevölkerung armutsgefährdet. Dagegen lebten 9,1 % der Bevölkerung über der Reichtumsgrenze in Einkommensreichtum. Im Jahr 2016 lebten 489 Einkommensmillionäre in Berlin. Bis 2019 stieg diese Anzahl in ganz Berlin um mehr als 50 % auf 749 Einkommensmillionäre.

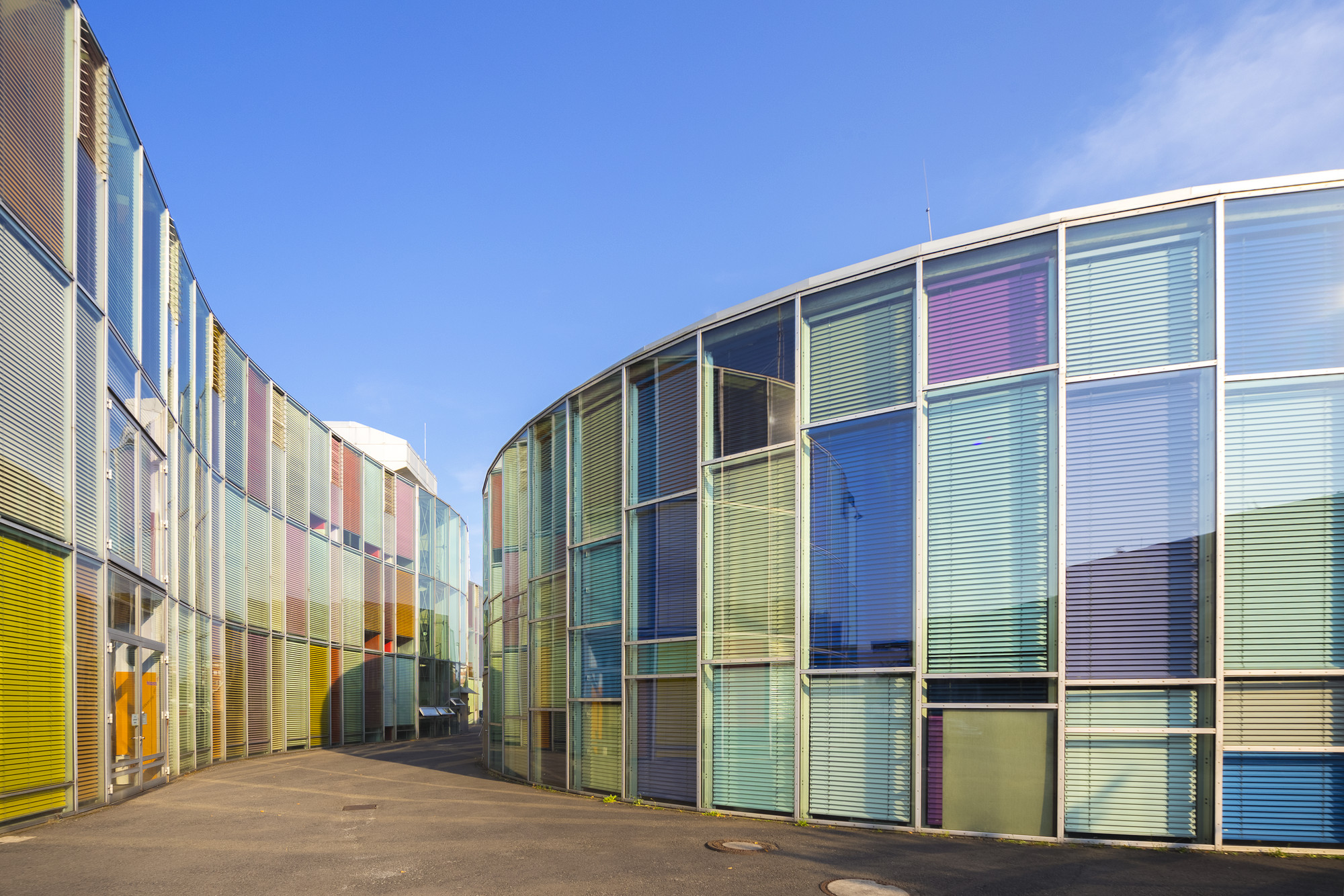
Institut im Technologie- und Gründerzentrum WISTA in Adlershof

Die bedeutendsten Wirtschaftszweige Berlins sind die Kreativ- und Kulturwirtschaft, Tourismus, Biotechnologie, Medizintechnik, pharmazeutische Industrie, Medien/Informations- und Kommunikationstechnologie, Bauwirtschaft, Einzelhandel, Verkehrssystemtechnik, Optik sowie die Energietechnik. Die Gesamtwirtschaftsleistung Berlins wird zu über 80 % durch den Dienstleistungssektor erbracht.
Zu den wesentlichen Standortfaktoren der Hauptstadtregion Berlin-Brandenburg zählen unter anderem die renommierte Universitäts- und Forschungslandschaft, die kulturelle Attraktivität der Metropole, eine Vielzahl von akademisch ausgebildeten Arbeitnehmern, die Nähe zum Regierungssitz der Bundesrepublik Deutschland, die internationale Bekanntheit der Metropole, der Zugang zu Wagniskapitalgebern sowie die hochausdifferenzierte lokale Verkehrsinfrastruktur und medizinische Versorgung. In verschiedenen international angelegten Studien und Ranglisten wird die Lebensqualität Berlins zudem als sehr überdurchschnittlich bewertet.
Zu den größten Problemfeldern der Berliner Wirtschaft zählt die im internationalen Vergleich niedrige Geburtenrate und der hohe Grad an Kinderlosigkeit sowie der damit einhergehende Fachkräftemangel. Seit 2015 sind der Wohnraummangel in der Stadt und die langsam arbeitenden administrativen Strukturen auf Bundes- und Länderebene ein wesentliches Hemmnis. Nach dem Abbruch zahlreicher innereuropäischer Handelsbeziehungen nach 2022 haben die Berliner Haushalte und Unternehmen die höchsten Energiepreise in Europa zu tragen. In der Bestandsplatzierung des Zukunftsatlas 2019 belegte die Stadt Berlin Platz 93 von 402 Landkreisen, Kommunalverbänden und kreisfreien Städten in Deutschland. Berlins größte Stärke ist, laut dem Report, die hohe Dynamik der Stadt, während das im Bundesvergleich niedrige Wertschöpfungsniveau die größte Schwäche darstellt. Es wird – unter anderem durch Wissenschaftler – eine erhebliche Erhöhung der Investitionen in die städtische Infrastruktur Berlins für elementar erachtet, um im globalen Wettbewerb um Talente bestehen zu können und den gegenwärtigen und zukünftigen sozio-ökologisch-ökonomischen Herausforderungen und Anforderungen gerecht zu werden.

### Unternehmen
Von den 40 deutschen im DAX gelisteten Konzernen hatten 2023 die Siemens AG (geteilt mit München) und Zalando einen nominellen Hauptsitz in Berlin. Unter den umsatzstärksten Unternehmen der Welt (Fortune Global 500) ist die Deutsche Bahn AG mit ihrem Berliner Hauptsitz im Jahr 2020 auf Rang 232 verzeichnet. Von den 50 MDAX-Unternehmen hat Delivery Hero und HelloFresh einen Sitz in Berlin. Drei weitere Berliner Unternehmen sind im SDAX gelistet. Das umsatzstärkste Berliner Familienunternehmen ist der Süßwarenhersteller August Storck.
Nach dem Jahr 2000 verzeichnete Berlin ein im deutschen und europäischen Vergleich sehr überdurchschnittliches Gründungsgeschehen. In einer Vielzahl von Branchen wurden neue Unternehmen aufgebaut. Sowohl Deutsche als auch internationale Jungunternehmer verwirklichten ihre Geschäftsmodelle in Berlin. 2015 wurden 41.400 Unternehmen geschaffen. Bezogen auf 10.000 Einwohner gab es in Berlin 29 neue Gewerbe (Bundesdurchschnitt: vier). Aufgrund der Dynamik bei neugeschaffenen Unternehmen wird Berlin weltweit zu den zehn herausragenden Gründerstandorten gezählt. 2019 wurden 60 Prozent des investierten Kapitals in Deutschland in Berliner Unternehmen investiert.
Innerhalb von Deutschland fließt das meiste Kapital in Firmengründungen aus Berlin, dort landen ca. 50 % aller Risikokapital-Investitionen (3,25 Mrd. Euro im ersten Halbjahr 2022). Im Jahr 2019 floss in die Berliner Start-up-Unternehmen mit 3,5 Milliarden Euro vergleichsweise das meiste Wagniskapital deutschlandweit.

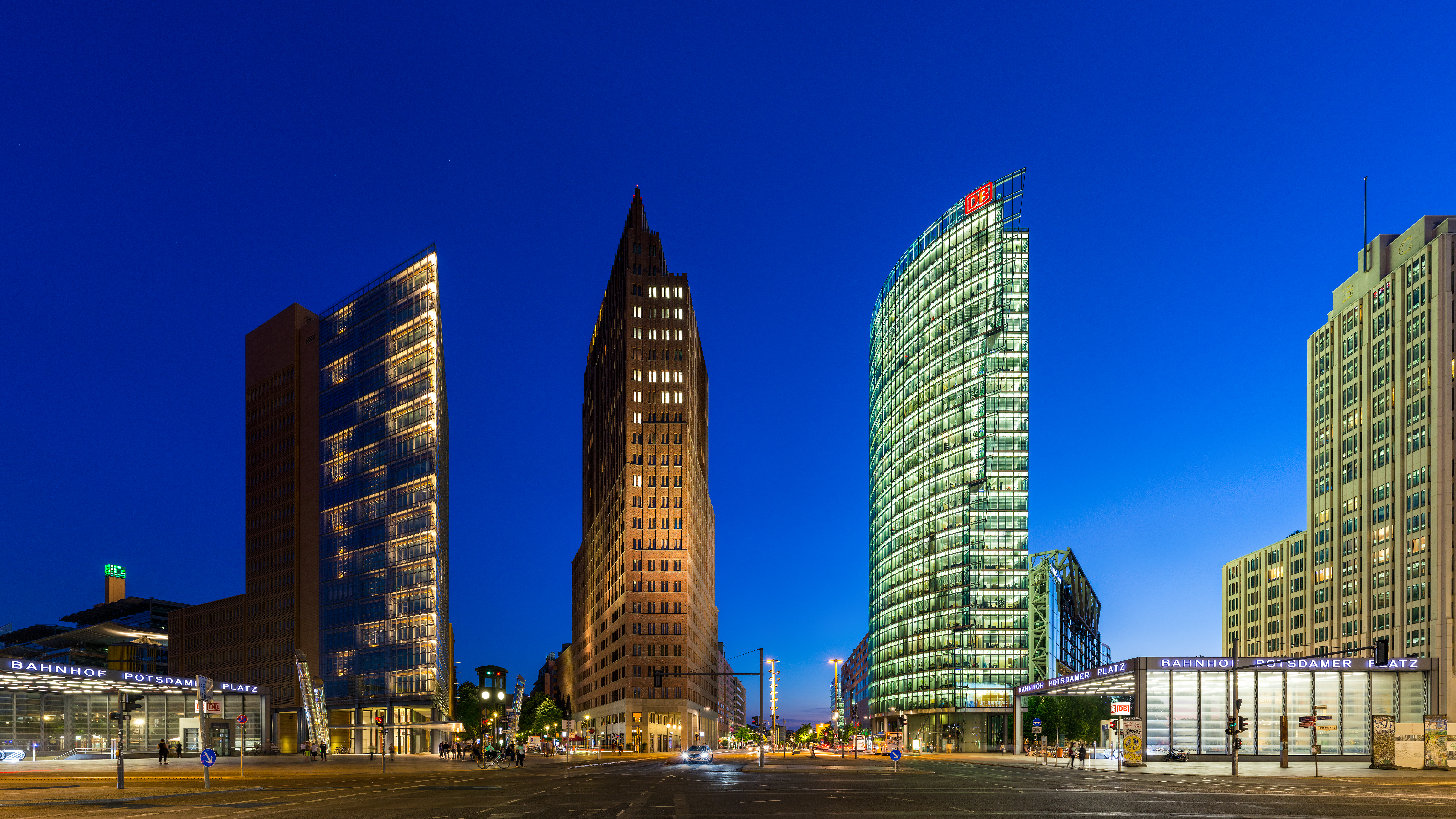
Der Bahntower am Potsdamer Platz (drittes Hochhaus v. l.) ist Sitz der Deutschen Bahn AG

| Rang | Name                      | Hauptsitz      | Mitarbeiter in Berlin | Wirtschaftszweig  |
| ---- | ------------------------- | -------------- | --------------------- | ----------------- |
| 01.  | Deutsche Bahn             | Berlin         | 20.770                | Verkehr/Logistik  |
| 02.  | Charité                   | Berlin         | 17.527                | Gesundheit        |
| 03.  | Vivantes                  | Berlin         | 16.136                | Gesundheit        |
| 04.  | Berliner Verkehrsbetriebe | Berlin         | 14.589                | Verkehr           |
| 05.  | Siemens                   | Berlin/München | 11.600                | Elektrotechnik    |
| 06.  | Edeka                     | Hamburg        | 10.625                | Handel            |
| 07.  | Daimler                   | Stuttgart      | 10.200                | Automobil         |
| 08.  | Deutsche Post DHL         | Bonn           | 10.000                | Logistik          |
| 09.  | Deutsche Telekom          | Bonn           | 08.000                | Telekommunikation |
| 10.  | Zalando                   | Berlin         | 07.300                | Digitalwirtschaft |

### Tourismus

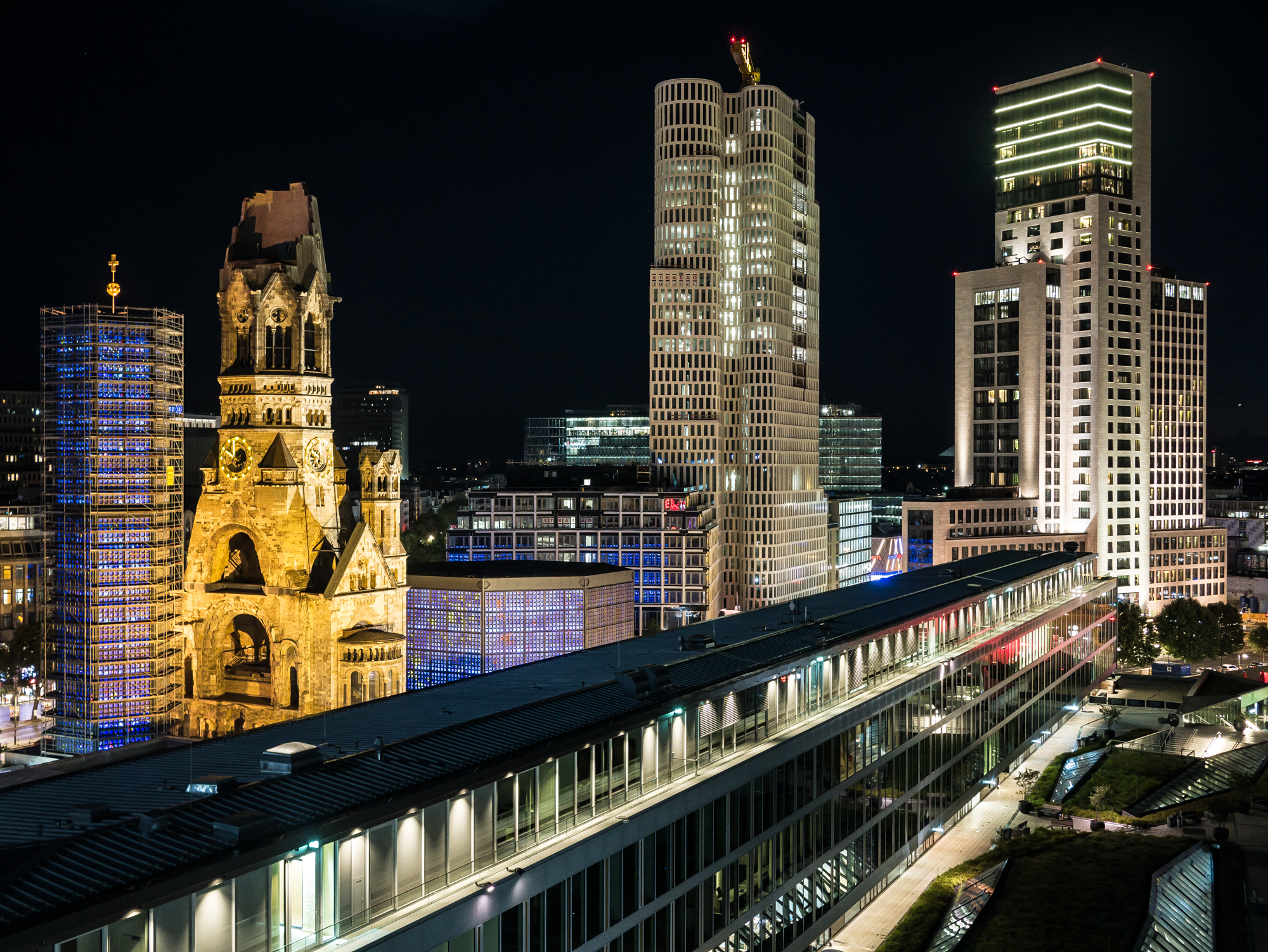
Bikini-Haus in Charlottenburg, im Hintergrund die Kaiser-Wilhelm-Gedächtniskirche und das Zoofenster

Berlin ist eines der meistbesuchten Zentren des nationalen und internationalen Städtetourismus. Im Jahr 2024 wurden bei über 12,7 Millionen Gästen etwa 30,5 Millionen Übernachtungen in Berliner Beherbergungsbetrieben gezählt. Die Stadt ist damit nach London und Paris ein bevorzugtes Reiseziel innerhalb Europas.
Die Berliner Beherbergungslandschaft bestand 2024 aus 725 Unterkünften mit einer Bettenkapazität von rund 150.000 und einer Durchschnittsauslastung von 57 %. Die Verweildauer der Hotelgäste beträgt im Durchschnitt 2,4 Tage. Internationale Gäste machen etwa 40 % der Besucherzahlen aus. Hierbei liegen Besucher aus dem Vereinigten Königreich, Italien, den Niederlanden, Spanien, den Vereinigten Staaten, Polen und Frankreich in der Spitzengruppe. Hauptanziehungspunkte sind Architektur, Restaurants, historische Stätten, Museen, Festlichkeiten, Einkaufsmöglichkeiten, das Nachtleben sowie Großveranstaltungen, die jährlich mehrere hunderttausend Besucher zählen.
Die Tourismusbranche in Berlin ist eine der wichtigen Säule der regionalen Wirtschaft. Im Jahr 2019 führte der touristische Konsum durch Berlin-Besucher in Höhe von 16,9 Milliarden Euro zu einer Bruttowertschöpfung von 9,4 Milliarden Euro. Das entspricht einem Anteil in Höhe von 6,6 Prozent an der gesamten Wirtschaftsleistung Berlins. Neben der Hotellerie und Gastronomie profitiert auch der Einzelhandel, der Flugverkehr und die Kultureinrichtungen in großem Maße von den Berlintouristen.

### Gesundheitswirtschaft

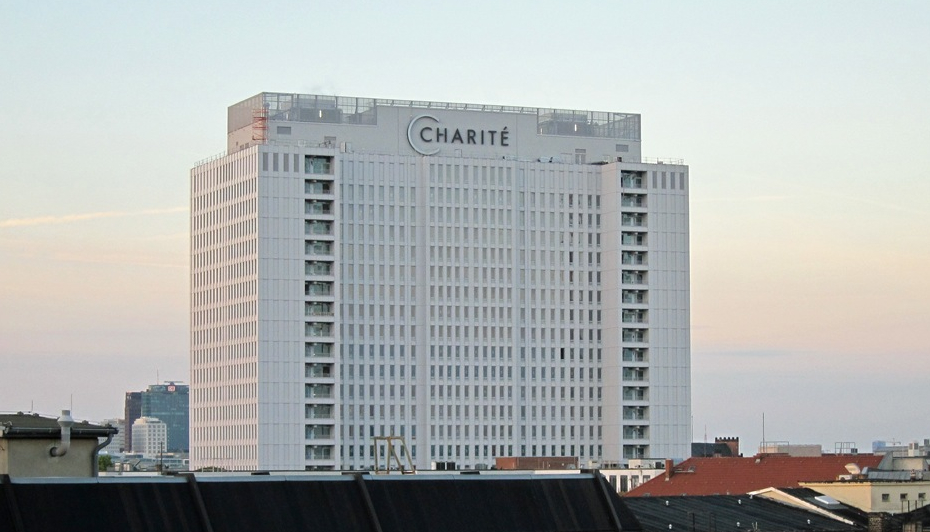
Klinikhochhaus der Charité

Die Gesundheitswirtschaft gilt mit einer Bruttowertschöpfung von 10,7 Milliarden Euro im Jahr 2009 oder einem Wertschöpfungsanteil von über 13 % an der städtischen Gesamtwirtschaft als einer der Wachstumsmotoren Berlins. Es umfasst dabei das Gesundheits- und Sozialwesen, die Pharmaindustrie, den Fach-, Einzel- und Großhandel und die Medizintechnik. Dabei hat mit Abstand das Gesundheits- und Sozialwesen den größten Anteil (66 %) an der Bruttowertschöpfung.

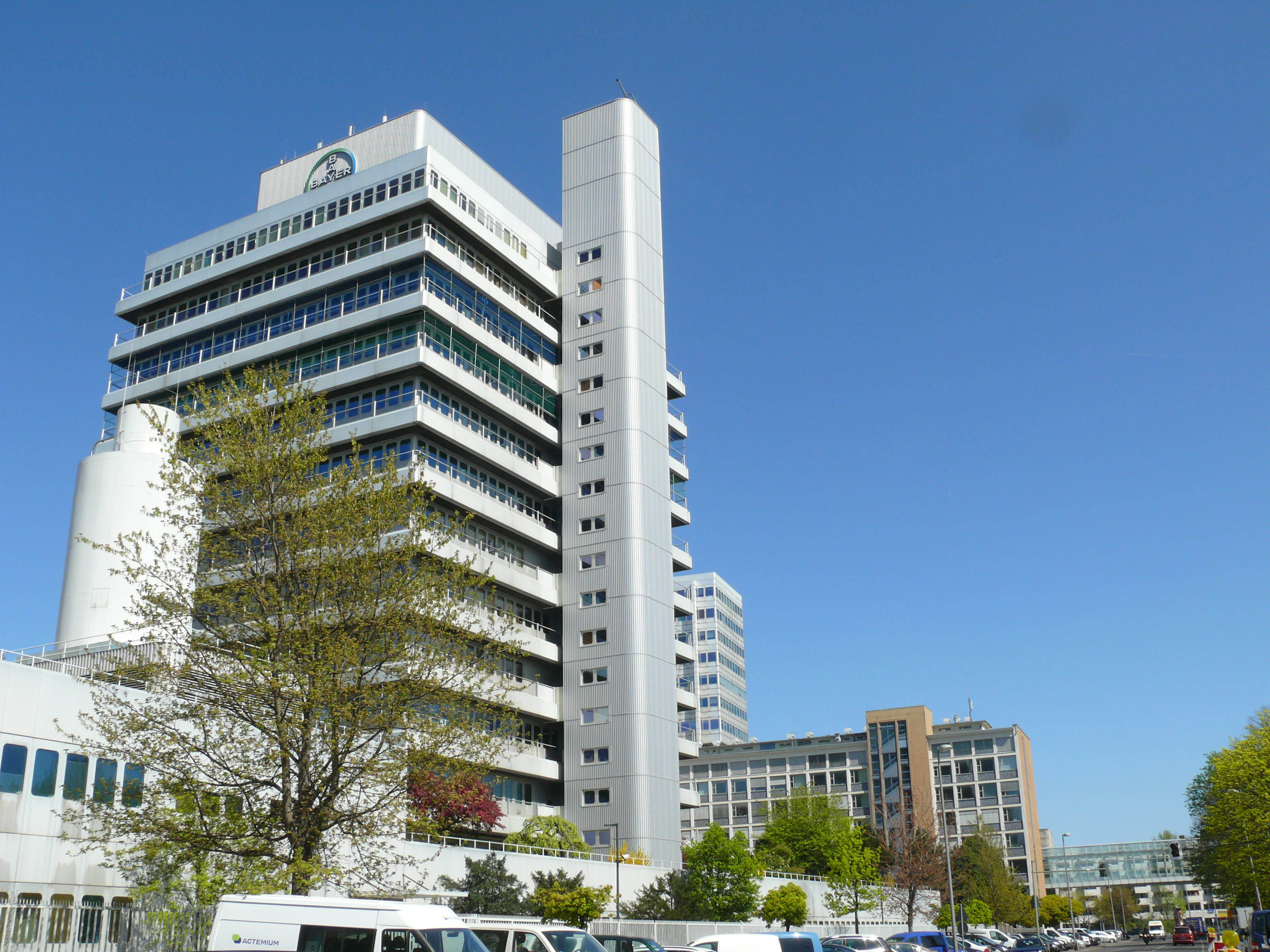
Sitz von Bayer Pharmaceuticals in Wedding

Insgesamt waren 2011 über 252.000 Personen, das waren 15 % der Berliner Erwerbstätigen, in der Gesundheitswirtschaft beschäftigt. Davon waren 79 % im Gesundheits- und Sozialwesen tätig und jeweils knapp 6 % im verarbeitenden Gewerbe sowie im Handel. Im Jahr 2022 arbeiteten der Senatsverwaltung für Wirtschaft, Technologie und Forschung zufolge ca. 360.000 Personen in der Berlin-Brandenburger Gesundheitswirtschaft.
Die Hauptstadtregion Berlin-Brandenburg zählt in Europa zu den führenden Standorten der Biotechnologie. In Berlin-Brandenburg sind rund 200 kleine und mittlere Biotechnologieunternehmen – mit allein rund 3700 Beschäftigten in Produktion, Forschung und Entwicklung – tätig und darüber hinaus über 20 zumeist größere Pharmaunternehmen.
Das Pharmaunternehmen Schering wurde 1871 in Berlin gegründet. Es ging 2006 in der Bayer Schering Pharma AG auf. Die Bayer AG betreibt in Berlin-Wedding ihren größten Forschungsstandort und einen wesentlichen Produktionsstandort für patentgeschützte Spezialpharmaka und beschäftigt in Berlin rund 5000 Mitarbeiter. Die Berlin-Chemie AG wurde 1890 in Adlershof gegründet. Seit 1992 stellt sie die größte Auslandsaktivität der italienischen Menarini-Group dar. Der forschungsintensive Pharmakonzern zählt rund 2000 Mitarbeiter in seinem Berliner Stammwerk.

### Messe- und Kongresswirtschaft

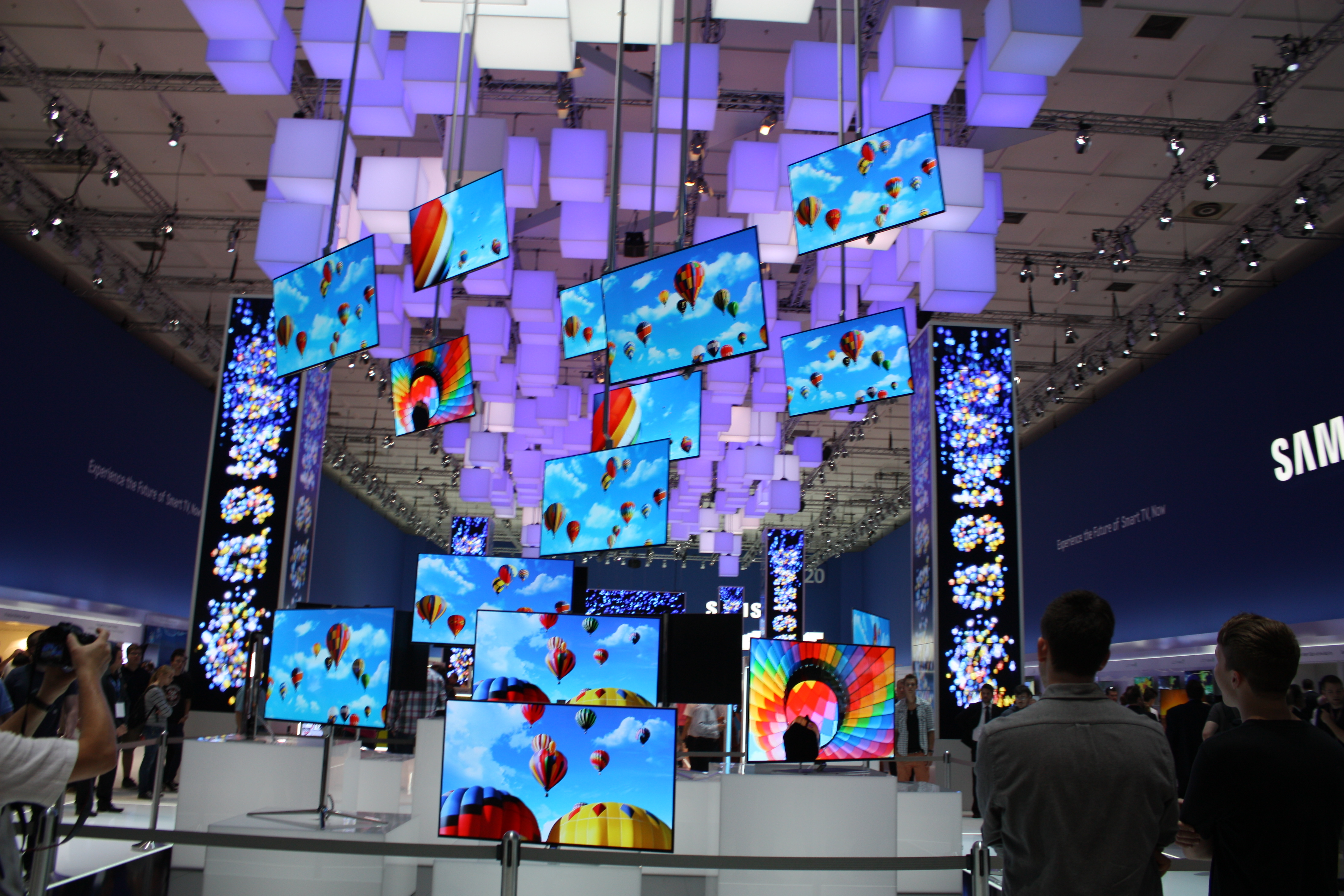
Elektronik-Messe IFA auf dem Berliner Messegelände in Westend

Berlin ist einer der besucher- und umsatzstärksten Messe- und Kongressstandorte der Welt. Im Jahr 2022 wurden etwa 65.800 Veranstaltungen und Tagungen mit rund 5,9 Millionen Teilnehmern durchgeführt. Laut ICCA Statistik ist Berlin, gemessen an der Anzahl von Kongressen mit internationaler Beteiligung im Jahr 2015, auf Rang 1 aller Kongressstädte gelistet.
Das Messegelände im Ortsteil Westend des Bezirks Charlottenburg-Wilmersdorf rund um den Funkturm wurde 1921 mit einer Automobilausstellung, damals in einer einzigen Ausstellungshalle, eröffnet und weist eine Hallenausstellungsfläche von 160.000 Quadratmetern und eine Freifläche von etwa 100.000 Quadratmetern aus. Betreiber ist der zu 99 % stadteigene Veranstaltungsträger Messe Berlin.
Eine Vielzahl international relevanter Leitmessen sind auf dem Berliner Messegelände und in Brandenburg etabliert. Hierzu gehören u. a. die Konsumelektronikmesse IFA, die Tourismusbörse ITB, die Luft- und Raumfahrtschau ILA Berlin Air Show, die Schienenverkehrsmesse InnoTrans, die Landwirtschaftsschau Grüne Woche, die Ernährungsmesse Fruit Logistica sowie die Fachmesse für Erotik & Erwachsenenunterhaltung Venus Berlin. Der European Film Market findet während der Berlinale im Martin-Gropius-Bau statt.

### IT & Kreativwirtschaft

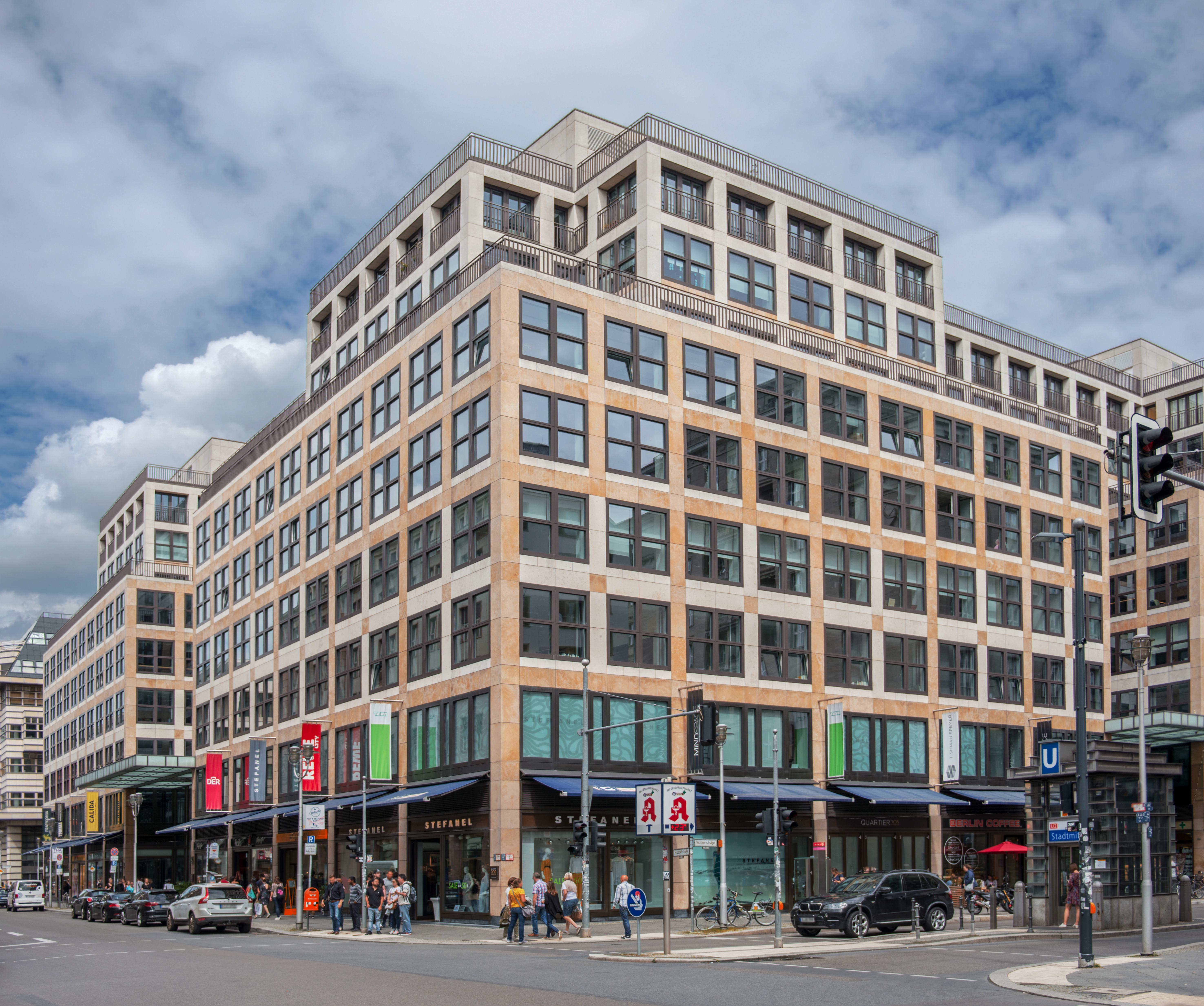
Sitz von BMG Rights Management im Quartier 205

Berlin gehört zu den führenden Standorten der Informations- und Kreativwirtschaft in Europa. Der Wirtschaftsbereich umfasst den Buch- und Pressemarkt, Softwareentwicklung, Telekommunikationsleistungen, den Werbemarkt, Marktforschung, die Film- und Rundfunkwirtschaft, den Kunstmarkt, die Musikwirtschaft, die Architektenbranche, die Designwirtschaft und den Markt für Darstellende Künste.
Die Kreativ- und Kulturwirtschaft ist ein wichtiger Standort- und Wirtschaftsfaktor in Berlin und wächst kontinuierlich. Im Jahr 2017 erwirtschafteten über 41.000 meist kleine und mittelständische Unternehmen mit etwa 202.000 Beschäftigten einen Umsatz von 25,7 Milliarden Euro und erreichten damit einen Anteil von über 15 % am Gesamtumsatz der Berliner Wirtschaft. Die größten Umsatzträger stellten dabei die Software/Spiele/Informations- und Kommunikationstechnik-Branche, der Buch- und Pressemarkt und die Film- und Rundfunkwirtschaft dar.
Die Textil- und Modeindustrie hat in Berlin ebenfalls einen wichtigen Standort. Insgesamt gibt es in Berlin über 2.500 Unternehmen mit mehr als 22.000 Beschäftigten in der Modebranche (Stand: 2017). Ihre Leitveranstaltung ist die jährlich im Januar und Juli stattfindende Berlin Fashion Week samt einer Vielzahl von begleitenden Modemessen.
In Europa gehört Berlin zu den aufstrebenden Zentren der Internetwirtschaft. Im europäischen Städte-Ranking belegte die Metropole 2015 gemessen an den Investitionen in die Branche den ersten Platz.

### Medien
Eine Vielzahl von Fernsehsendern, Radiostationen, Verlagen, Filmgesellschaften, Musiklabels, Printmedien, Werbeagenturen, Produzenten von Computerspielen, Pressediensten, sozialen Netzwerken und Internetmedien haben ihren Sitz in Berlin.
Mehr als 20 Nachrichtenagenturen aus aller Welt sind in der Stadt mit Niederlassungen vertreten, u. a. dpa, Thomson Reuters, AFP und ANSA. Der öffentlich-rechtliche Sender rbb und die privaten Sender TV Berlin und Welt sind in Berlin ansässig. Die meisten deutschen überregionalen Sender wie Das Erste, ZDF oder RTL betreiben Studios und Redaktionsgebäude. Fernsehproduzenten wie die Deutsche Welle haben Dependancen in der Stadt. Mehr als 30 Radiostationen mit lokaler und nationaler Reichweite verbreiten ihr Programm aus Berlin.

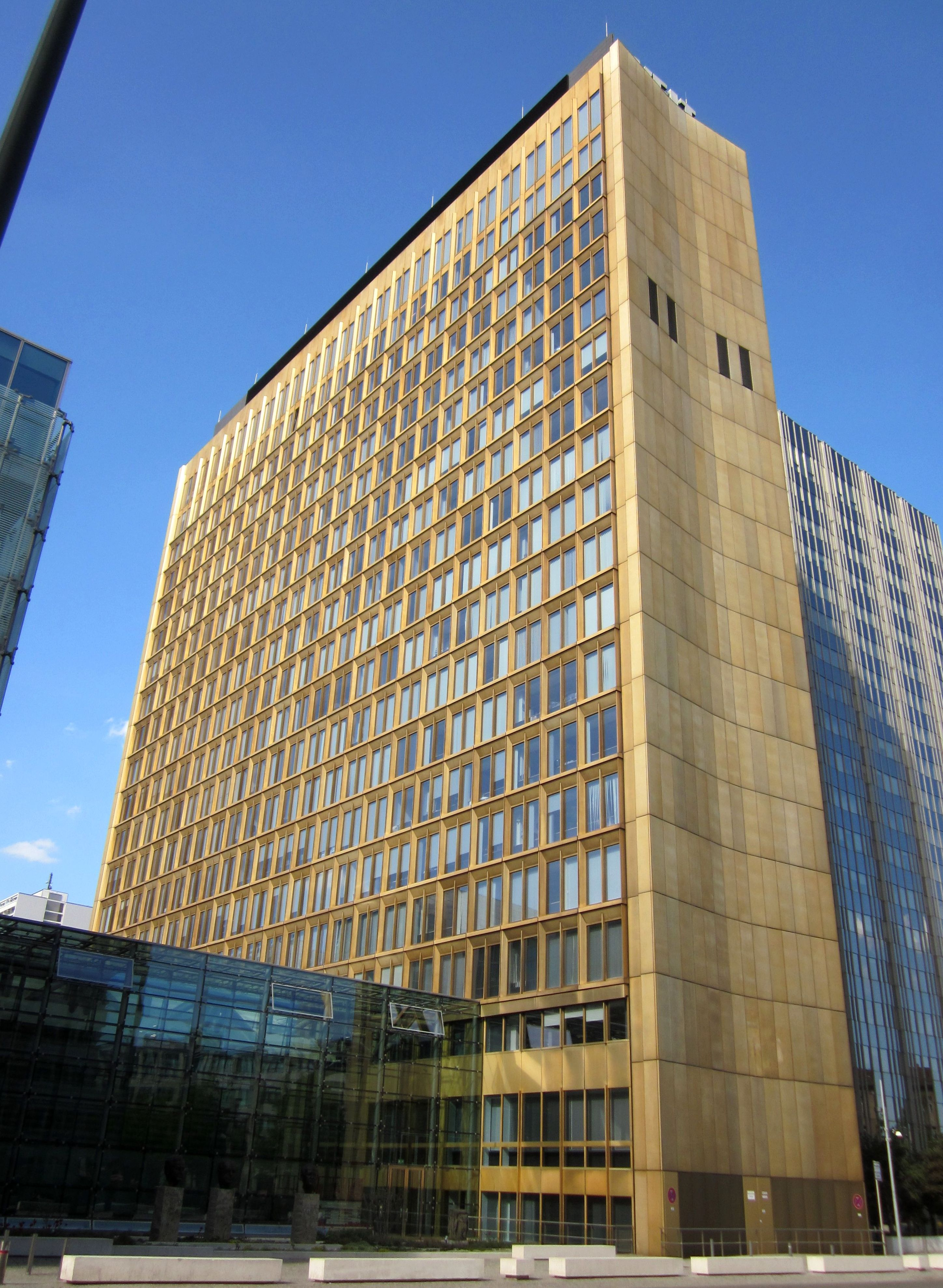
Sitz der Axel Springer SE in Kreuzberg

Berlin ist mit 151 Verlagen im Jahr 2016 einer der bedeutendsten Verlagsstandorte in Europa. Zu den umsatzgrößten europäischen Medienkonzernen zählt die Axel Springer SE. Die Bildungs- und Wissenschaftsverlage Walter de Gruyter, Cornelsen Verlag sowie die international tätige Springer Nature Gruppe haben ihren Sitz in der Stadt. Zu den wichtigen Publikumsverlagen zählen u. a. der Berliner Verlag, der Aufbau-Verlag und der Suhrkamp Verlag.
In keiner anderen deutschsprachigen Stadt erscheinen mehr Tageszeitungen und deren Internetportale. Zu den meistrezipierten überregionalen Medienangeboten zählen die Bild und die Welt.Täglich erscheinende lokale Zeitungen und deren Internetableger sind die Berliner Zeitung, die Berliner Morgenpost, Tagesspiegel und die taz. Außerdem gibt es in Berlin die lokalen Boulevardzeitungen B.Z. und den Berliner Kurier und Stadtmagazine wie der tip Berlin und den englischsprachigen The Berliner. Zu den in Berlin produzierten Magazinen zählen u. a. der Focus, Cicero, Stiftung Warentest Finanzen und Capital.
Zu den größten sozialen Netzwerken, die in Berlin entwickelt wurden gehören ResearchGate, nebenan.de und Mastodon.
Durch die hohe Konzentration von Produzenten der Medien- und Unterhaltungsbranche in der Stadt zählte Berlin 2014 zu zehn umsatzstärksten Medienstandorten der Welt.

### Industrie und Technologie

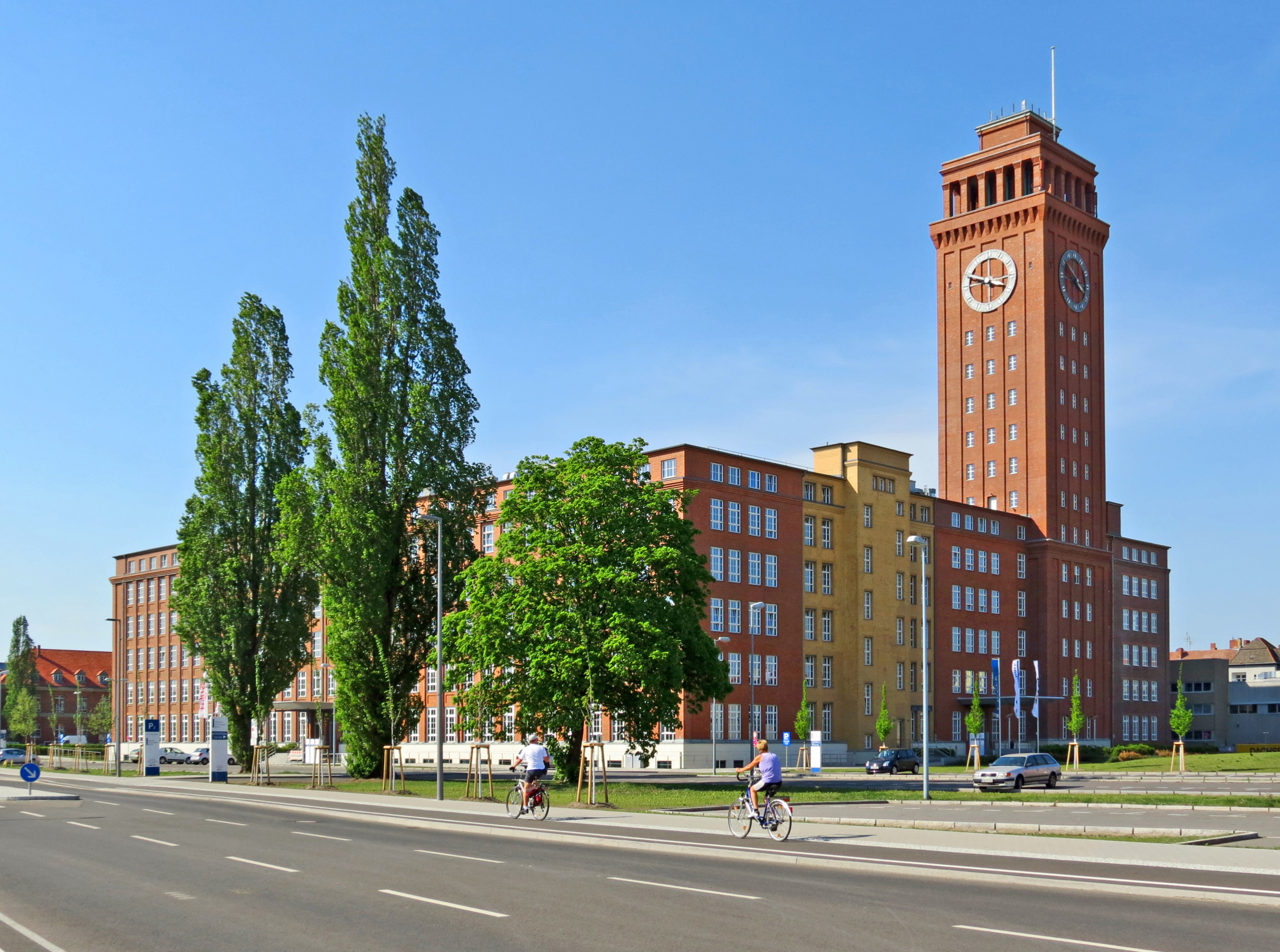
Siemens Standort in Berlin-Siemensstadt

Der Industriesektor, zu dem 333 Betriebe mit rund 79.300 Beschäftigten zählen, erwirtschaftete 2017 einen Umsatz von 23,5 Milliarden Euro. Die umsatzstärksten Produzenten im verarbeitenden Gewerbe sind Hersteller von chemischen – insbesondere pharmazeutischen – Erzeugnissen (8,2 Milliarden Euro), Ernährungsindustrie (2,3 Milliarden Euro), Maschinen- und Anlagenbauunternehmen (2,1 Milliarden Euro) und elektrotechnische Industrie (4,5 Milliarden Euro). Die Exportquote im verarbeitenden Gewerbe liegt bei mehr als 55 %. Die wichtigsten Exportmärkte für Berliner Produkte sind die USA, Frankreich, China, Polen und das Vereinigte Königreich. Exportiert werden insbesondere Pharmazeutika, Maschinen, Datenverarbeitungsgeräte, elektrische Ausrüstungen und Fahrzeuge.
Das 1847 in Berlin gegründete Unternehmen Siemens betreibt einen wichtigen Standort in Siemensstadt und produziert im Bezirk Mitte Gasturbinen für den internationalen Markt mit einer Exportquote von 90 %. Siemens, Siemens Energy, Siemens Healthineers und Osram beschäftigen in Berlin zusammen mehr als 13.000 Mitarbeiter. Im Bereich des weltweit größten Siemens-Produktionsstandortes in Siemensstadt wird zudem etappenweise ein Forschungs- und Innovationscampus realisiert.

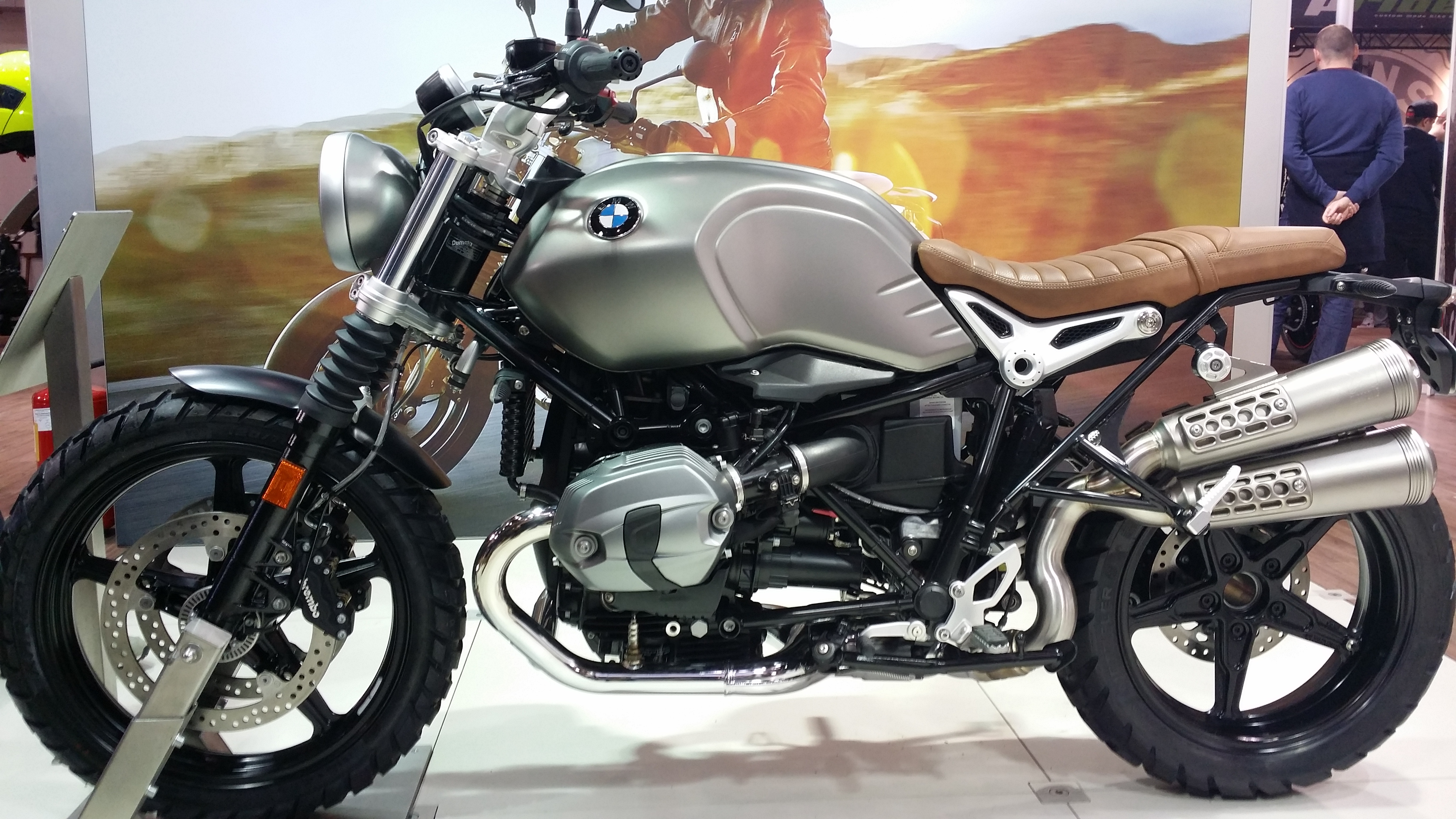
Motorrad aus dem BMW-Werk Berlin

Das 1902 gegründete Mercedes-Benz-Werk Berlin der Mercedes-Benz Group ist mit etwa 2500 Mitarbeitern einer der größten industriellen Arbeitgeber in Berlin. In dem Werk in Marienfelde werden verschiedenste Fahrzeuge hergestellt. Dort ist die Produktion des ersten eigenen Mercedes-Elektromotors für AMG-Hochleistungsmodelle vorgesehen. Auf dem Areal des Werks entsteht das „Kompetenzzentrum für Digitalisierung“ der Mercedes-Benz Group (Stand: 2022).
Das 1969 eröffnete BMW-Werk Berlin in Haselhorst beschäftigt etwa 2200 Mitarbeiter. In dem Werk werden täglich rund 700 Motorräder für den Weltmarkt hergestellt.
Stadler Rail, ein Schweizer Hersteller von Schienenfahrzeugen, betreibt im Pankower Ortsteil Wilhelmsruh seinen Deutschlandsitz und ein Werk, in dem unter anderem die neuen Berliner S-Bahn-Wagen und die neuen Züge für die Berliner U-Bahn montiert werden.
Ebenfalls in Reinickendorf stellt Storck vorwiegend Schokoladenspezialitäten, wie das Schokoladen-Konfekt Merci, her. In Marienfelde wird die Stollwerck-Tafelschokolade hergestellt und im Werksverkauf Sarotti-Schokolade vertrieben. Berlin ist seit mehr als 150 Jahren ein Hauptproduktionsort für Schokolade.

### Handel und Finanzwirtschaft

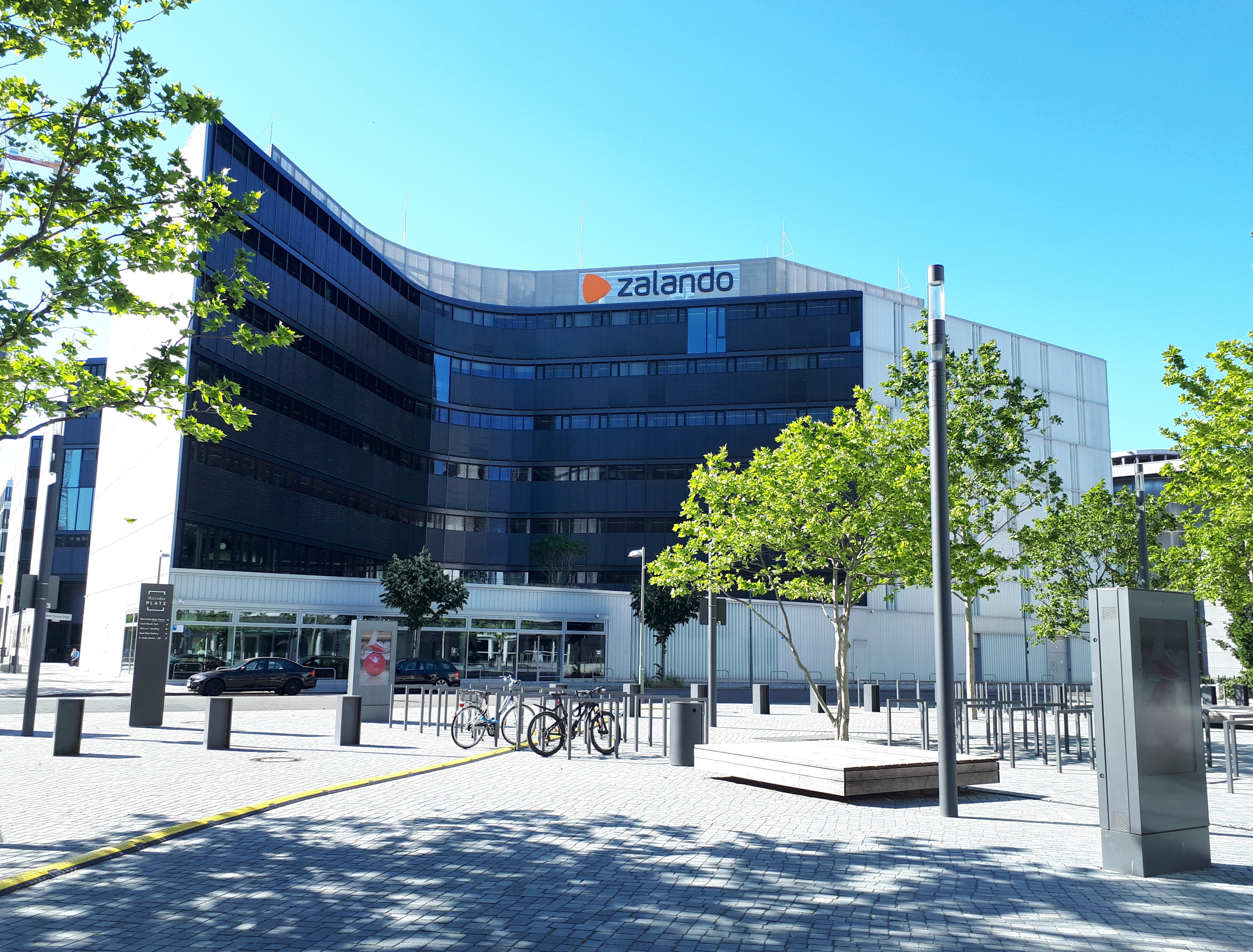
Zalando-Hauptquartier

Berlin ist einer der umsatzstärksten Standorte des stationären Einzelhandels in Europa. Von internationalen Handelsketten, die in Berlin repräsentative Vorzeigeläden betreiben, über eine große Anzahl von Einkaufszentren, bis hin zu individuellen Ladenkonzepten in belebten Kiezen sind alle Formen des Einzelhandels in der Stadt vertreten. 2014 gab es in Berlin 65 Einkaufszentren. Zu den bekanntesten Einzelhandelsbetrieben zählt das KaDeWe.
Nach dem Jahr 2000 hat sich Berlin zu einem wichtigen Standort für Unternehmen des elektronischen Handels entwickelt. Zu den erfolgreichsten Händlern gehören u. a. Zalando und kfzteile24.
Eine wachsende Skyline hat sich dadurch im Bereich des ehemaligen Anschutz-Areals in Friedrichshain gebildet. Dort befinden sich Unternehmen wie Amazon (Edge Tower), Zalando, der LUX-Tower mit den neueröffneten Büros von World of Games, sowie weitere Türme der New Work Generation. Außerdem entstanden zahlreiche kleinere Hochhäuser wie das Living Levels (Wohnen), der Mercedes-Turm und der Spree-Tower. Aktuell werden bis 2027 die Arbeiten an Upside Berlin fertiggestellt, zwei weitere Luxus-Wohntürme. Geplant sind außerdem ein weiterer Turm gegenüber des Edge-Towers und ein 100 Meter hoher Büroturm am RAW-Gelände.

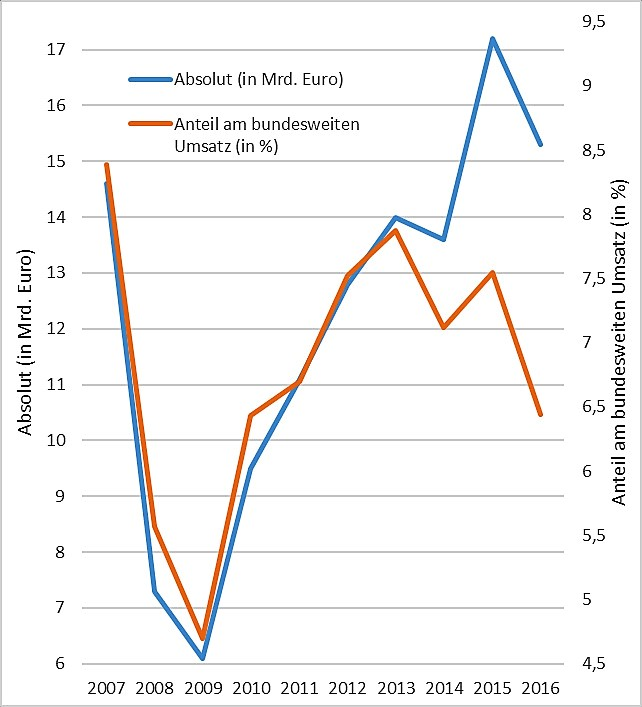
Umsätze der Immobiliengeschäfte in Berlin

Berlin ist Deutschlands umsatzstärkster Standort für den Immobilienhandel. Der jährlich durch Immobiliengeschäfte erzielte Umsatz lag in Berlin von 2007 bis 2021 zwischen 6 und 24 Milliarden Euro.
Die 1695 gegründete Börse Berlin ist eine Regionalbörse und hat ihren Sitz im Ludwig-Erhard-Haus. Der Jahresumsatz der Börse betrug im Jahr 2021 etwa 80 Milliarden Euro. Die Tradegate Exchange ist eine 2009 gegründete, auf die Ausführung von Privatanleger‐Aufträgen spezialisierte Wertpapierbörse. Der Jahresumsatz der Börse betrug im Jahr 2021 etwa 377,8 Milliarden Euro.
Zu den wesentlichen in Berlin, ansässigen Banken zählen u. a. die Deutsche Kreditbank (DKB) und die Berliner Sparkasse, ein öffentlich-rechtliches Kreditinstitut. Die Sparkassen-Finanzgruppe, die mehr als 600 dezentral arbeitende Unternehmen in Deutschland im Bereich der Finanzdienstleistungen umfasst, hat ihren Sitz ebenfalls in der Stadt. Die Investitionsbank Berlin (IBB) ist das zentrale Förderinstitut des Landes Berlin. Zu den größten privaten Bankinstituten gehören die Berlin Hyp, die Weberbank, die Quirin Privatbank, Trade Republic und N26. Berlin ist (Stand: 2021) mit rund 30.000 Bankbeschäftigten einer der großen Bankenplätze in Deutschland. Mit mehr als 10.000 Versicherungsbeschäftigten (Stand: 2020) stellt Berlin einen der großen Versicherungsstandorte im Land dar.
Seit etwa 2015 ist Berlin die Stadt mit der größten Anzahl an privaten Wagniskapitalgesellschaften in Deutschland. Rund ein Viertel aller Investmentunternehmen im Land haben dort ihren Sitz. 

## Infrastruktur
Die Millionenmetropole Berlin hat ein hochausdifferenziertes Netz an infrastrukturellen Anlagen ausgebildet. Die städtebaulichen Grundlagen hierzu wurden über mehr als zwei Jahrhunderte entwickelt. Anfang der 1950er-Jahre fuhren die meisten Berliner noch mit Fahrrad, Bus, Tram und Bahn. Zunehmend wurden Motorräder populär und in den 1960er-Jahren stiegen die Verkaufszahlen der nun massenhaft produzierten Automobile stark an. Im Neu- und Wiederaufbau orientierte man sich in West-Berlin wie im Rest der Bundesrepublik überwiegend an der Charta von Athen (CIAM) von 1933, in Ost-Berlin wurden die 16 Grundsätze des Städtebaus verbindlich. Im Ergebnis folgte der Wiederaufbau in beiden Teilen dem Leitbild der autogerechten Stadt. Wohnen und Gewerbe wurden damit häufig voneinander getrennt. Fortan wurden auch zahlreiche suburbane Satellitenstädte geplant. Diese Art der Verkehrs- und Stadtentwicklung wurde bereits früh als Missstand erkannt, jedoch über Jahrzehnte beibehalten.

### Öffentlicher Verkehr

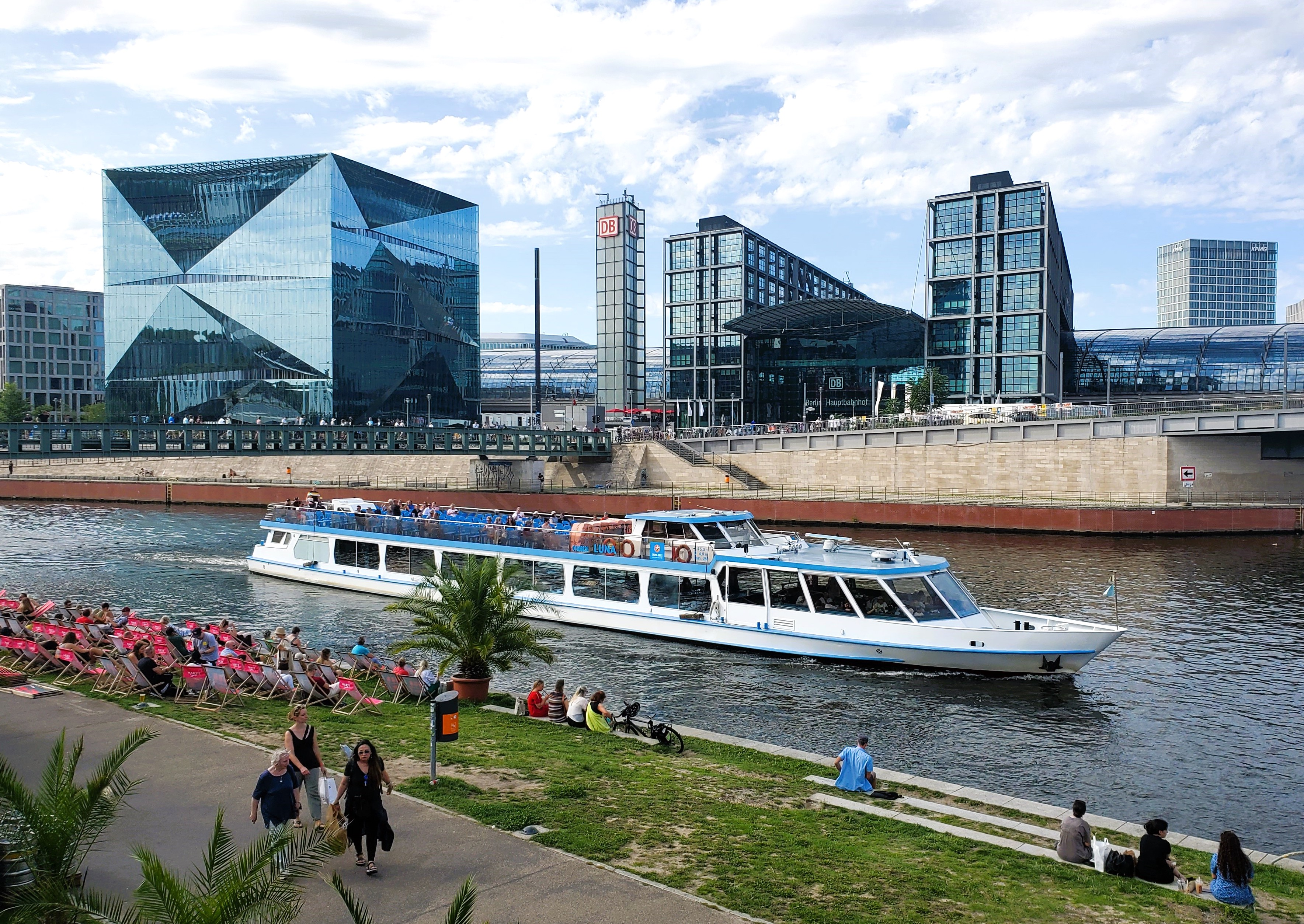
Hauptbahnhof in Moabit (Bezirk Mitte), 2023

Berlin ist im internationalen Fernverkehr ein wichtiger Knotenpunkt insbesondere für Züge zwischen West- und Osteuropa. 2006 wurden der Hauptbahnhof als zentrale Bahnstation und im Zusammenhang damit der Tunnel Nord-Süd-Fernbahn, die Fernbahnhöfe Gesundbrunnen und Südkreuz sowie die Regionalbahnhöfe Potsdamer Platz (unterirdisch), Jungfernheide und Lichterfelde Ost in Betrieb genommen. Damit erhielt der Regional- und Fernverkehr der Bahn gemäß dem sogenannten Pilzkonzept zusätzlich zu der in Ost-West-Richtung angelegten Stadtbahn eine unterirdische Regional- und Fernverkehrsverbindung in Nord-Süd-Richtung. Der Umstieg zwischen dem Nord-Süd-Fernbahntunnel und der Stadtbahn erfolgt am Hauptbahnhof. Züge, die Berlin aus südlicher Richtung erreichen, fahren seitdem meist über die Nord-Süd-Trasse von Lichterfelde Ost über Südkreuz nach Gesundbrunnen oder Richtung Westen über Jungfernheide nach Spandau.

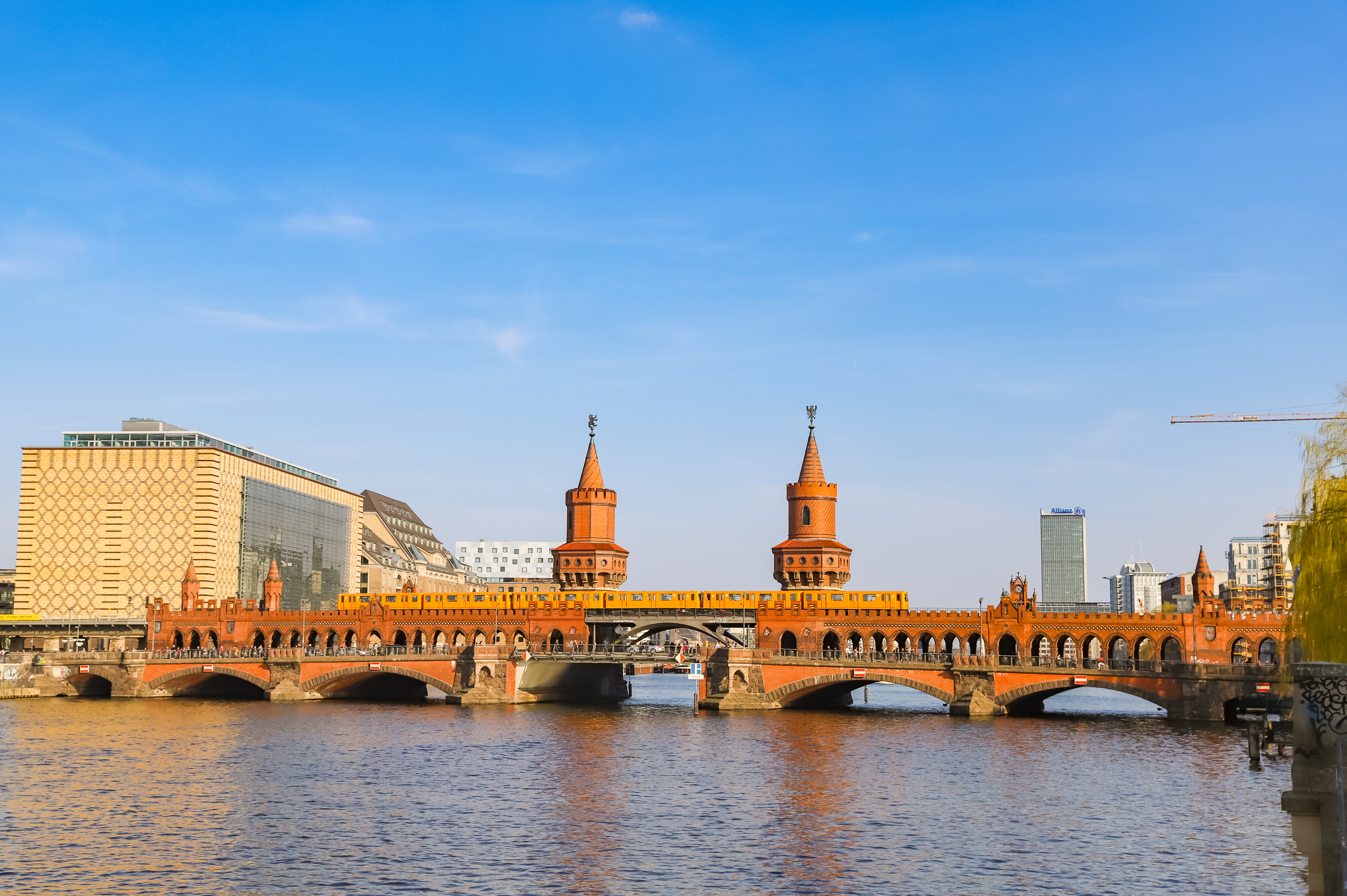
U-Bahn-Zug der Linie U1 auf der Oberbaumbrücke zwischen Friedrichshain und Kreuzberg

Dem innerstädtischen öffentlichen Personennahverkehr dienen 16 S-Bahn-Linien (betrieben von der S-Bahn Berlin GmbH) sowie neun U-Bahn-, 22 Straßenbahn-, 150 Bus- und sechs Fährlinien (alle betrieben von der BVG). Die Innenstadt wird in Ost-West-Richtung von der als Viaduktbahn angelegten Stadtbahn durchquert, die parallel von S-Bahn sowie Regional- und Fernverkehr befahren wird. Sie verbindet den Ostbahnhof mit dem Bahnhof Charlottenburg und passiert dabei unter anderem die Bahnhöfe Zoologischer Garten, Hauptbahnhof, Friedrichstraße und Alexanderplatz. In Nord-Süd-Richtung übernehmen die U-Bahn-Linien U9 und U6 den größten Teil des Fahrgastaufkommens, ergänzt durch die unterirdische Nord-Süd-Trasse der S-Bahn. Diese S-Bahn-Trasse kreuzt am Bahnhof Friedrichstraße die Stadtbahn. Vervollständigt wird der Bahnverkehr durch die Ringbahn, die die Innenstadt umschließt. Alle anderen Linien berühren diese Trassen. Die Barrierefreiheit der Bahnhöfe wird weitgehend gewährleistet.
Das Stadtbusnetz gliedert sich in Expressbusse (Buchstabe ‚X‘), MetroBusse (Buchstabe ‚M‘) und Omnibusse (mit dreistelliger Nummer). In gleicher Weise wird ein Teil der Straßenbahnlinien (zweistellige Nummer) durch Voranstellung eines ‚M‘ als MetroTram besonders herausgehoben. Nachtbusse haben als Linienbezeichnung ein ‚N‘ vor der Liniennummer, Metro-Linien (sowohl Busse als auch Straßenbahnen) fahren auch nachts. In den Nächten vor Sonnabenden, Sonn- und Feiertagen fahren zusätzlich fast alle S- und U-Bahn-Linien durchgehend, bei der S-Bahn teilweise mit veränderter Streckenführung. Der Fernbusverkehr zu deutschen und europäischen Zielen wird über den Zentralen Omnibus-Bahnhof am Funkturm (ZOB) abgewickelt. Die Berliner Nahverkehrsbusflotte soll bis 2030 elektrifiziert werden.
Im Berliner Taxigewerbe waren 2016 etwa 2900 Unternehmen tätig, rund 70 Prozent davon mit nur einem Fahrzeug. Berlin hatte im selben Jahr rund 8300 Taxis und ist damit die Stadt mit den meisten Taxis in Deutschland. In Berlin gibt es keine Farbfreigabe und keine Zulassungsbeschränkung der Konzessionen.

S- und U-Bahn-Linien in Berlin, zentral die Ringbahn
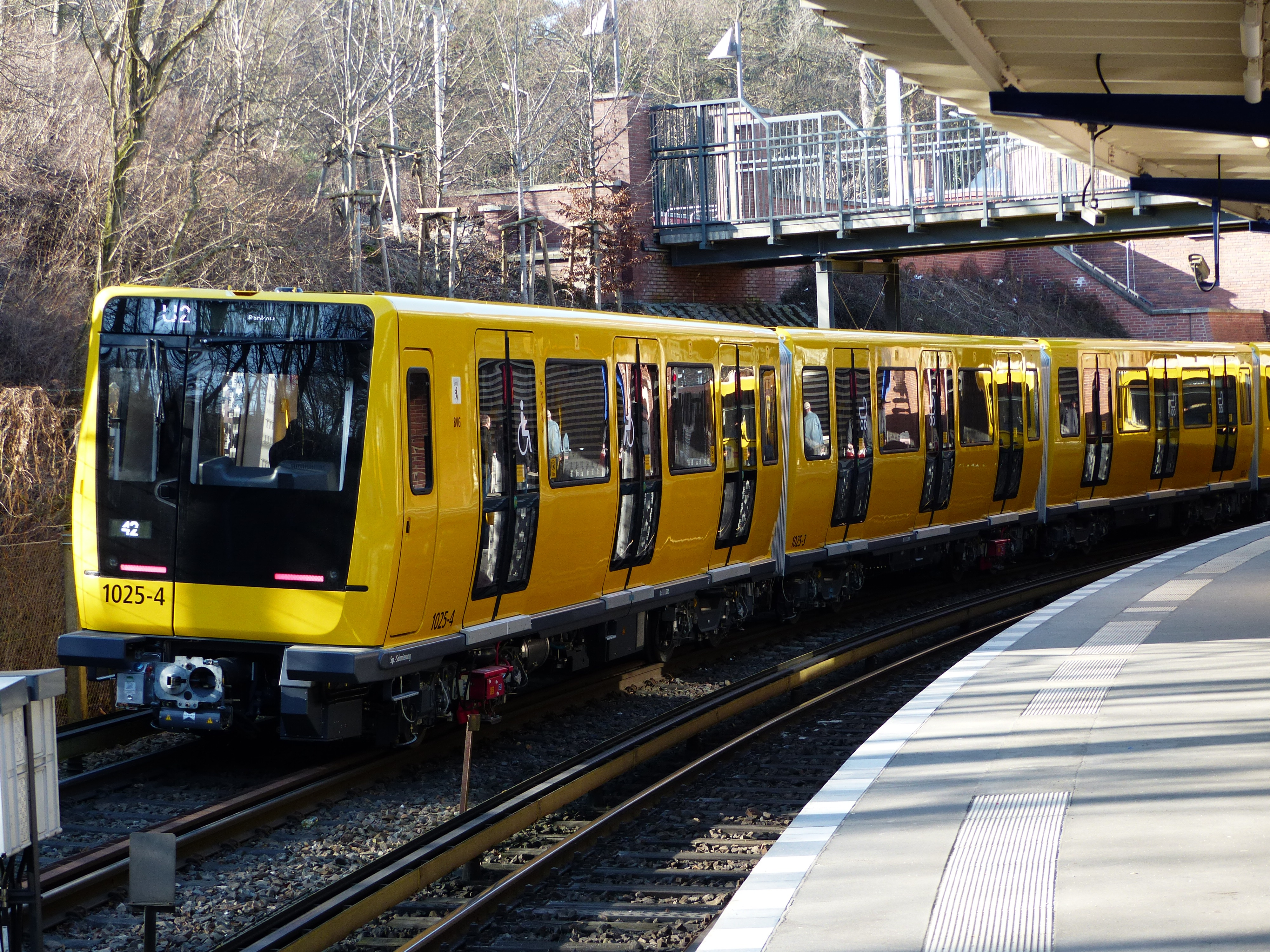
U-Bahn-Zug der neuesten Baureihe IK der Berliner Verkehrsbetriebe
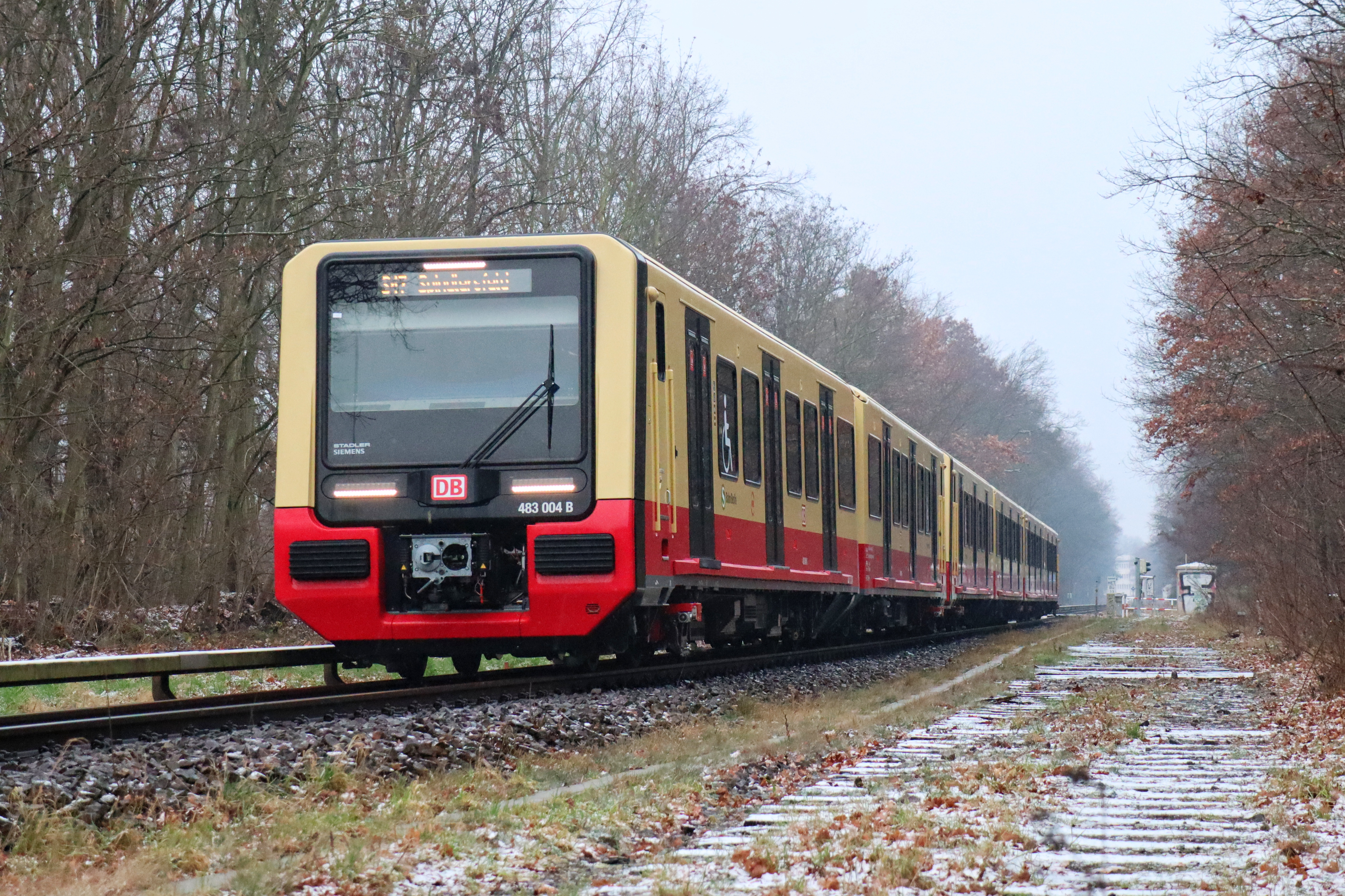
S-Bahn-Zug der neuesten Baureihe 483/484 der Deutschen Bahn

### Straßenverkehr
Die Berliner Straßen sind nach zwei verschiedenen Hausnummerierungssystemen nummeriert. Bis 1929 wurde die rundlaufende Hufeisennummerierung verwendet, für danach nummerierte Straßen die im Zickzack verlaufene Orientierungsnummerierung. Das öffentliche Straßennetz der Stadt ist 5.342 Kilometer lang (Stand: 2020).

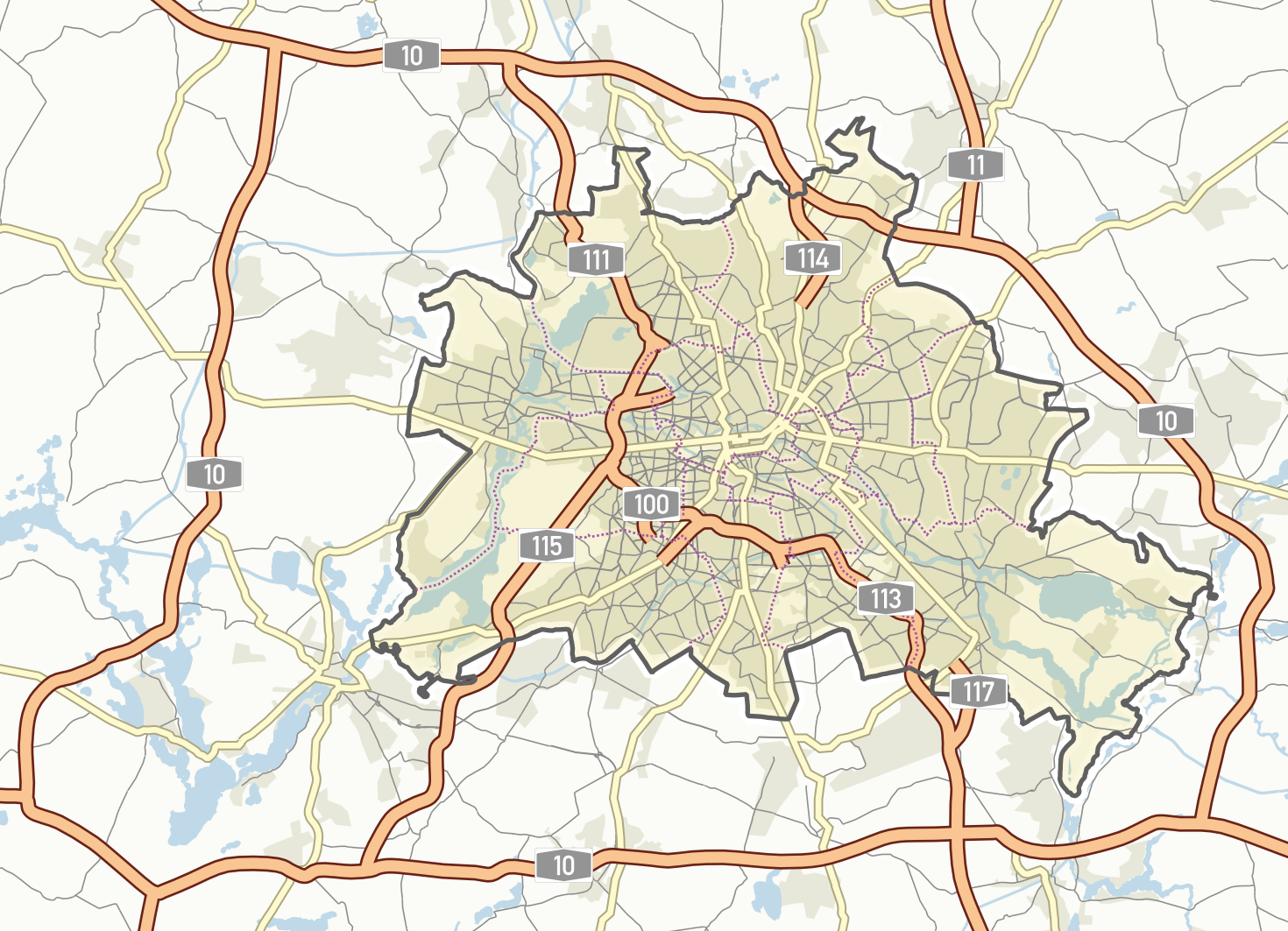
Übersichtskarte des Berliner Straßen- und Autobahnnetzes

Im Jahr 2019 waren 335 Personenkraftwagen auf 1000 Einwohner in Berlin zugelassen, 2012 waren es 324 gewesen, im Jahr 2008 319. Im Vergleich der deutschen Stadtstaaten in Deutschland hat Berlin (2023) die niedrigste Dichte an Personenkraftwagen im Verhältnis zur Einwohnerzahl, sowie auch unter allen deutschen Groß- und Mittelstädten.
Die Innenstadt wird von Westen und Süden her von der Berliner Stadtring-Autobahn A 100 umgeben, die eine reine Stadtautobahn darstellt. Diese wird an ihrem östlichen Ende erweitert – bis zum Spätsommer 2025 um den sog. Bauabschnitt BA 16, eine Teilstrecke von 3,2 Kilometern vom Autobahndreieck Neukölln bis zum Treptower Park. Die A 100 ist beim Dreieck Funkturm der meistbefahrene Autobahnabschnitt in Deutschland. Rund um Berlin verläuft die Berliner Ring-Autobahn A 10/E 55.
Von der A 100 aus führen innerhalb des Stadtgebietes mehrere Autobahnabschnitte in Richtung Berliner Ring. Die A 111 (E 26) führt in nach Nordwesten in Richtung Hamburg und Rostock. Die A 113 in Richtung Südosten (nach Dresden und Cottbus) beginnt am Dreieck Neukölln und führt zum Schönefelder Kreuz (A 10) und bindet den Flughafen Berlin Brandenburg an das Autobahnnetz an. Die A 115 (E 51) erstreckt sich nach Südwesten (Richtung Hannover und Leipzig). Deren nördliches, gerades Teilstück ist als AVUS bekannt.
Im Norden der Stadt führt die A 114 von der Prenzlauer Promenade im Bezirk Pankow zur A 10 in Richtung Stettin. Die nur wenige Kilometer lange ehemalige A 104, die im Südwesten der Stadt den Berliner Stadtring (A 100) nach Süden hin mit dem Ortsteil Steglitz verbindet, wurde zur Autostraße herabgestuft und die ehemalige A 105 zu einer Auffahrt der A 111. Die A 103 (Westtangente), auf der die Bundesstraße 1 verläuft, verbindet den Berliner Stadtring – von einem weiter östlich gelegenen Anschluss – nach Südwesten in Richtung Potsdam.
Außer in Spandau, in Friedrichshain-Kreuzberg und in Marzahn-Hellersdorf gibt es (Stand 2023) in allen Bezirken Autobahnstrecken, die A 100 endet nahe der Bezirksgrenze zu Mitte. Ferner verlaufen durch Berlin die Bundesstraßen B 1, B 2, B 5, B 96, B 96a, B 101, B 109 und B 158. Einige Stadtstraßen, die die historische Mitte Berlins umschließen, werden als Innenstadtring bezeichnet, ohne eine besonders hohe Verkehrsbedeutung zu haben.
Die Autobahn GmbH des Bundes mit Sitz in Berlin ist für Planung, Bau, Betrieb, Erhaltung, Finanzierung und vermögensmäßige Verwaltung der Autobahnen in Berlin und Deutschland zuständig.

### Fahrradverkehr

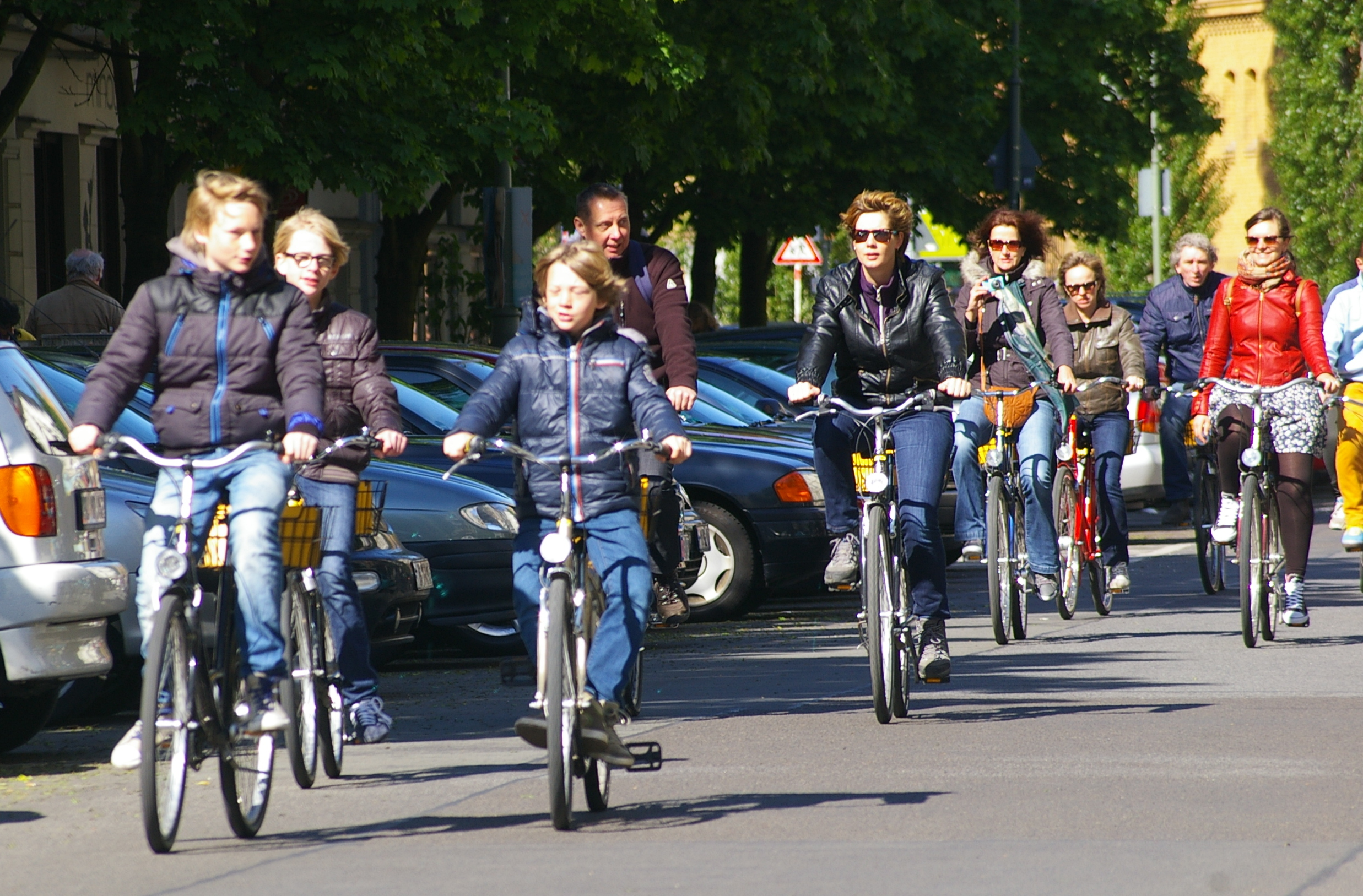
Fahrradfahrer in Berlin

In Berlin existieren an stark befahrenen Straßen auf insgesamt 850 Kilometern baulich angelegte Radwege und auf weiteren 270 km markierte Fahrradstreifen (Stand: 2020). Einige ruhigere Straßen sind als Fahrradstraßen gekennzeichnet.
Im Jahr 1992 wurden etwa sieben Prozent aller Wege mit dem Fahrrad zurückgelegt,
2013 wurden täglich etwa 1,5 Millionen Wege, rund 13 % des gesamten Personentransportaufkommens, gemessen in Wegen der Einwohner (Verkehrsmittelwahl), mit dem Fahrrad als Hauptverkehrsmittel zurückgelegt. Die durchschnittliche Entfernung einer mit dem Fahrrad zurückgelegten Strecke beträgt 3,7 Kilometer. Berlin zählt damit zu den Millionenmetropolen in Europa die sehr überdurchschnittlich viele Fahrradnutzer aufweisen.
Im Jahr 2016 erreichte die Initiative Volksentscheid Fahrrad mit einer ausreichenden Anzahl an Unterschriften einen Antrag auf ein Volksbegehren. 2018 wurde von der rot-rot-grünen Koalition das Berliner Mobilitätsgesetz beschlossen, das wesentliche Ziele der Initiative zugunsten des Radverkehrs übernahm. Seitdem wurden, jedenfalls bis zum Wechsel in der Regierung 2023, etliche Radfahrstreifen und sogenannte Pop-Up-Radwege neu angelegt, oft zu Lasten von vorherigen Parkstreifen am Fahrbahnrand oder auch unter Nutzung von nicht mehr erforderlichen Fahrstreifen.
Durch Berlin führen überregionale touristische Radfernwege wie der Radweg Berlin–Kopenhagen, der Radweg Berlin–Usedom, der Radweg Berlin–Leipzig, der Europaradweg R1, die D-Netz-Route D11 sowie die D-Netz-Route D3 (Europaroute). Entlang des früheren Verlaufs der Berliner Mauer führt der Berliner Mauerweg. Mehrere tausend Mietfahrräder können im Innenstadtbereich per Telefonanruf oder (mobilem) Internet (Apps) ausgeliehen werden, von verschiedenen Anbietern (u. a. Nextbike, CallBike, Bird). In touristisch geprägten Gebieten der Stadt verkehren zur touristischen Nutzung Fahrradtaxis.

### Flugverkehr

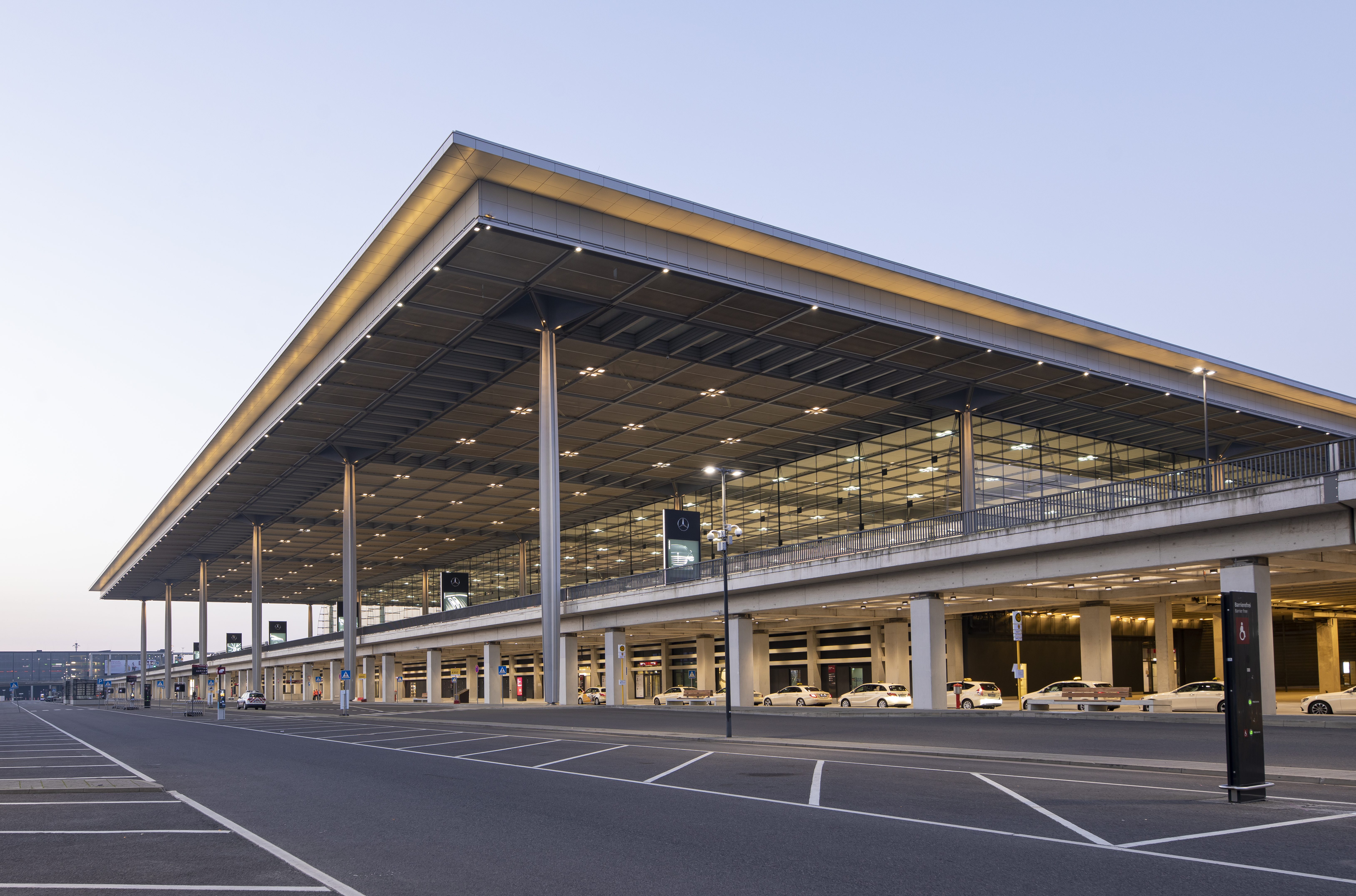
Flughafen Berlin Brandenburg (BER), Terminal 1

Der Berliner Flugverkehr wird mit dem direkt außerhalb der Stadtgrenze, in der Gemeinde Schönefeld liegenden Flughafen Berlin Brandenburg (BER) abgewickelt. Dieser ersetzt seit 2020 den auf Berliner Stadtgebiet gelegenen Flughafen Tegel und den Flughafen Schönefeld am selben, nach Süden erweiterten Standort.
Der BER ist mit S-Bahn, Autobahn, Bus und Regionalzug verkehrlich an die Metropolregion Berlin-Brandenburg und darüber hinaus angebunden. 2025, im Sommerflugplan, flogen vom BER aus 70 Fluglinien zu 150 Flugzielen in 50 Ländern. Gemessen am Fluggastaufkommen war er 2024 mit 25,5 Millionen Passagieren der drittgrößte deutsche Flughafen.

### Binnenschifffahrt

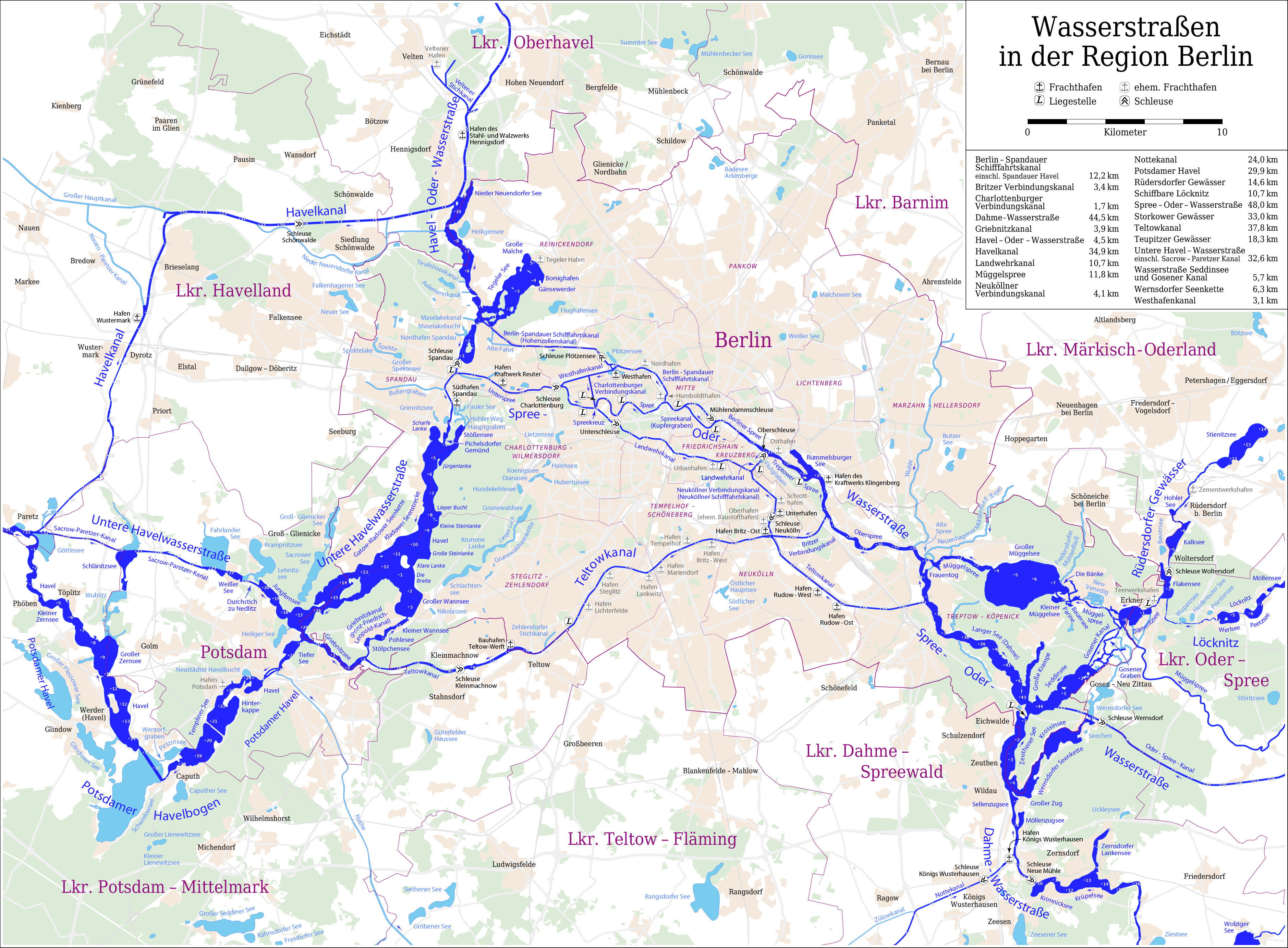
Binnenwasserstraßen in Berlin

Berlin liegt im Zentrum des Bundeswasserstraßengebietes Ost und wird wasserseitig auf mehreren Wegen erschlossen. Der Binnenschifffahrt stehen von und nach Berlin drei Wasserstraßen zur Verfügung. Dabei kommt der Verbindung über Havel, Elbe-Havel-Kanal und Mittellandkanal zu Elbe und Nordsee beziehungsweise Weser und Rhein die größte Bedeutung zu. Außerdem verbindet die Havel-Oder-Wasserstraße Berlin mit der unteren Oder und der Ostsee. Beschränkt ausgebaut ist auch die Spree-Oder-Wasserstraße als Verbindung über die Spree zur oberen Oder.
Zum Warenumschlag können drei öffentliche Hafenanlagen genutzt werden: der Hafen Neukölln, der Südhafen Spandau sowie der Westhafen. Letzterer liegt in Moabit am Nordrand der Berliner Innenstadt und ist von allen drei Häfen der größte und bedeutendste. Die Anlagen am Westhafen und am Südhafen Spandau ermöglichen auch den Warenumschlag zwischen Binnenschiff, Eisenbahn und Lastwagen. Betrieben werden die Häfen von der BEHALA.

### Brücken

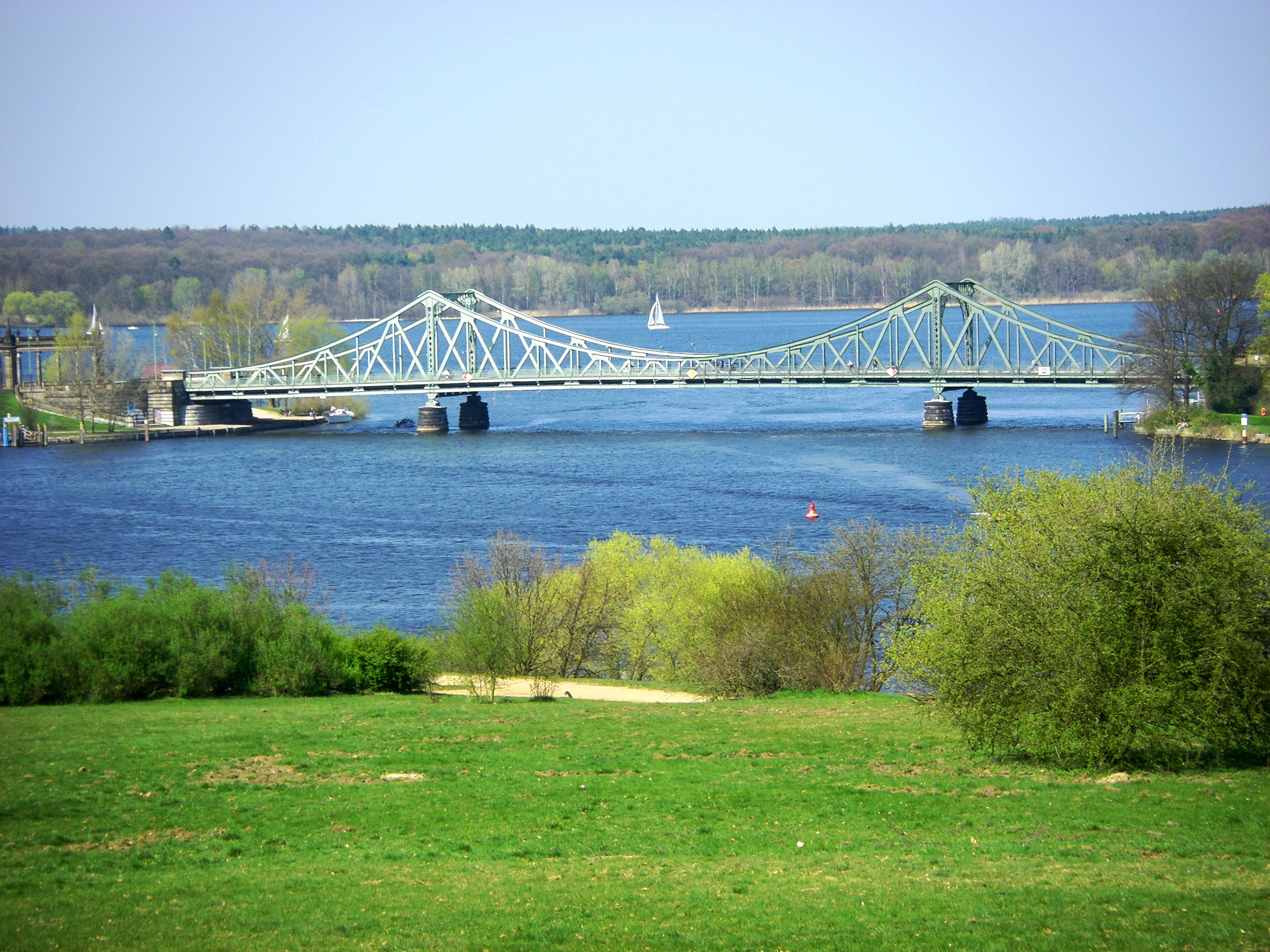
Glienicker Brücke, die Berlin (rechts) mit Potsdam (links) verbindet

Berlin hat durch seine exponierte Lage an Flussläufen und Kanälen und durch sein ungewöhnlich großes Territorium eine Vielzahl an Brücken und Überführungen in seinem Stadtgebiet. Offiziell gibt es 916 Brücken in Berlin. Davon verbinden 732 öffentliche Straßen, die restlichen 184 Wege und Straßen in Grünanlagen. Je nach Definition und Verständnis werden weitere Bauwerke in Berlin zu den Brücken gezählt. So gibt es 564 Brücken über Gewässer jeder Art und 300 Hochbahnviadukte der U-Bahn.
Die ältesten Berliner Spreequerungen sind Jungfern-, Mühlendamm-, Rathaus- und Roßstraßenbrücke, wobei die heutigen Bauwerke jeweils jüngeren Datums sind. Die längste Brücke der Stadt ist, mit über 930 Metern, die Rudolf-Wissell-Brücke, während die Oberbaumbrücke, als Wahrzeichen des Bezirks Friedrichshain-Kreuzberg, und die Glienicker Brücke als Verbindung nach Potsdam zu den bekanntesten Brücken Berlins zählen.

### Wasserversorgung
Die Wasserversorgung Berlins wird durch die neun Wasserwerke Beelitzhof, Friedrichshagen, Kaulsdorf, Kladow, Spandau, Stolpe, Tegel, Tiefwerder und Wuhlheide sichergestellt, die von der Berliner Wasserbetriebe (AöR) betrieben werden. Der Wasserverbrauch der Stadt ist nach 1990 deutlich zurückgegangen. Dank der geringeren Grundwasserentnahme kam es in weiten Teilen des Urstromtals zu einem deutlichen Anstieg des Grundwasserspiegels. Vor allem in der Nähe der Wasserwerke verursachte dies Vernässungsschäden an Gebäuden.
Pro Tag wurden 2018 durchschnittlich 546.000 m³ Trinkwasser für die Berliner Haushalte, Industrie und Gewerbe bereitgestellt und rund 624.000 m³ Abwasser durch die Klärwerke gereinigt. Über das rund 9500 km lange Kanalsystem gelangen die Abwasser in sechs Großklärwerke.

### Energieversorgung
Nach 1990 wurden zahlreiche zuvor unterbrochene Leitungen zur Energieversorgung mit dem Umland in Brandenburg wiederhergestellt. In den Westbezirken Berlins sind mit wenigen Ausnahmen alle Stromleitungen als Erdkabel ausgeführt. Die Erdkabelsektion der 380-kV-Kabeldiagonale zwischen den Umspannwerken Reuter und Marzahn ist das längste 380-kV-Erdkabel in Deutschland.
Bis 1997 hielt das Land Berlin die Mehrheit der Anteile an der Bewag, dem bis dahin größten kommunalen Energieversorgungsunternehmen der Stadt. 2003 wurden die Anteile vollständig vom Vattenfall-Konzern aufgekauft. Seitdem ist das Unternehmen zusammen mit der GASAG der umsatzstärkste Energieversorger in Berlin. Mit Gründung der Berliner Stadtwerke im Jahr 2014 verfügt Berlin wieder über einen eigenen kommunalen Energieversorger, der mit dem Bau eigener Solar- und Windkraftanlagen das Ziel der Klimaneutralität Berlins bis 2050 unterstützen soll.
| Buch |

| Charlottenb. |

| Klingenberg |

| Köpenick |

| Lichterfelde |

| Marzahn |

| Mitte |

| Moabit |

| Neukölln |

| Pankow |

| Reuter |

| Reuter West |

| Rudow |

| Ahrensfelde |

Die Stromerzeugung in Berlin fußt im Wesentlichen auf der Nutzung von Steinkohle und Erdgas. Der Beitrag der Steinkohlenutzung an der Nettostromerzeugung betrug 45 % im Jahr 2009 und lag damit weit über dem bundesweiten Durchschnitt von 18 %. Auch die Erdgasnutzung ist überdurchschnittlich: Ihr Anteil umfasste 42 % und befand sich damit ebenfalls über dem Bundesdurchschnitt von 13 %. Braunkohle trug mit 9 % zur Erzeugung bei und lag weit unter dem bundesweiten Durchschnitt von 24 %. Ebenfalls unterdurchschnittlich ist der Beitrag der erneuerbaren Energien: Ihr Anteil lag bei 3 % im Gegensatz zum deutschlandweiten Schnitt von 17 %.
Im Jahr 2017 beschloss das Land Berlin den Kohleausstieg und beendete im selben Jahr die Nutzung von Braunkohle. Gemäß Energiewendegesetz des Landes Berlin muss die Nutzung der Steinkohle spätestens bis zum Jahr 2030 beendet werden. Im Jahr 2021 wurde das Solargesetz Berlin mit dem Ziel beschlossen, im Rahmen des Masterplan Solarcity den Anteil der Solarenergie an der Stromerzeugung in Berlin auf 25 % zu erhöhen. Die Berliner Stadtwerke betreiben 13 Windräder (Stand: 2021).
Der Endenergieverbrauch umfasste im Jahr 2010 rund 267,8 Petajoule. Damit lag der Verbrauch gegenüber 1990 nur geringfügig um 2,4 % höher. Der Endenergieverbrauch pro Einwohner im Land betrug im Jahr 2010 somit 77,4 Gigajoule. Der Anstieg dieses Anteils fällt mit 1,3 % im Vergleich zu 1990 gering aus.
Nach dem Volksentscheid über die Rekommunalisierung der Berliner Energieversorgung im Jahr 2013 verhandelte der Berliner Senat mit Vattenfall über eine Rekommunalisierung der Energienetze und kaufte das Stromnetz Berlin im Jahr 2021 zurück.

### Kommunikation

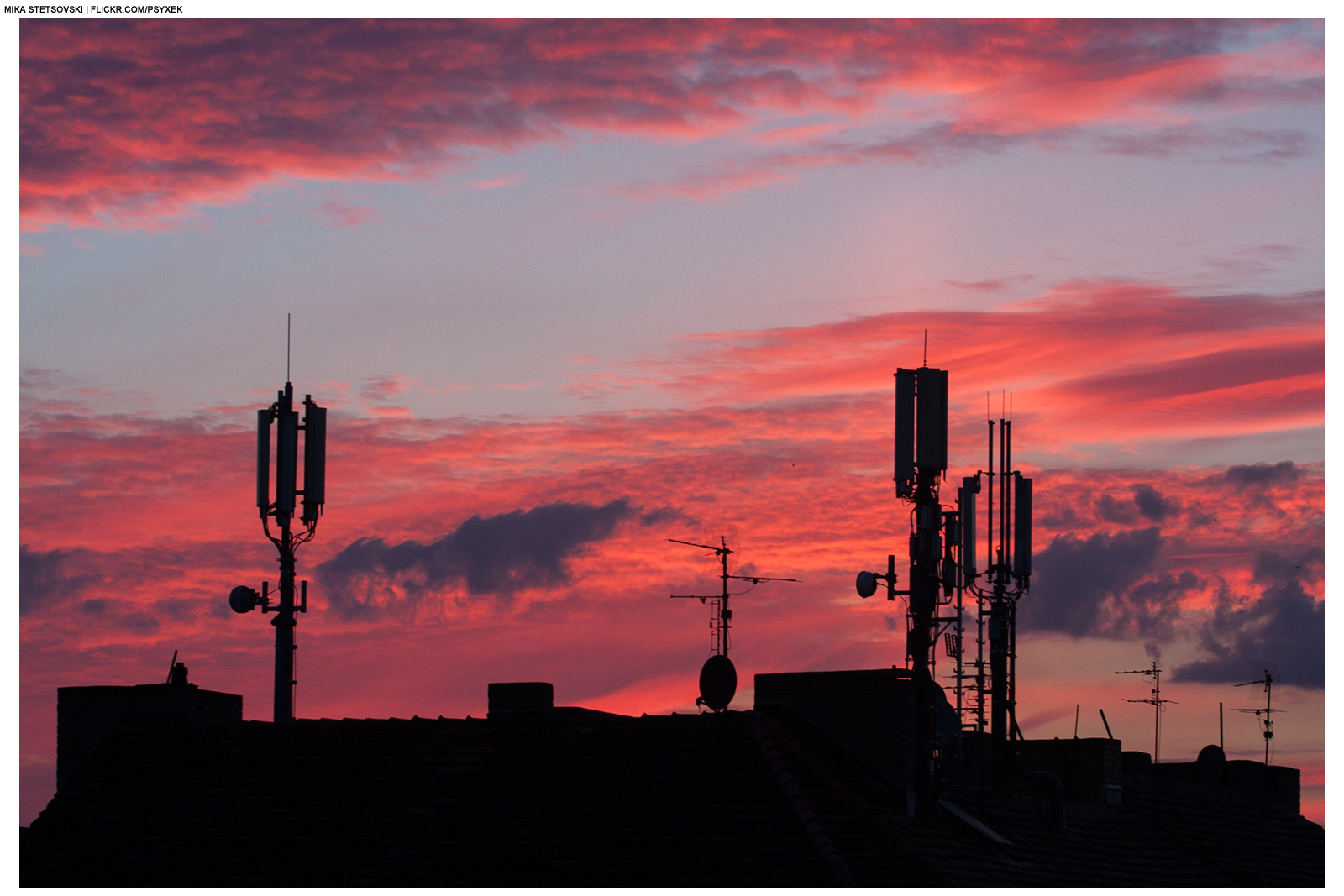
4G-Antennen auf einem Hausdach in Berlin, 2013

Das arbeitnehmerstärkste Postunternehmen im Raum Berlin ist die Deutsche Post DHL Group. Die drei größten Anbieter von Telekommunikationsdienstleistungen in der Region sind Telekom Deutschland, Telefónica Deutschland Holding und Vodafone.
Im Stadtgebiet von Berlin befinden sich zahlreiche Rundfunksendeanlagen für verschiedene Wellenbereiche. Neben dem 368 Meter hohen Berliner Fernsehturm, von dem aus die meisten Programme abgestrahlt werden, sind dies der 212 Meter hohe Fernmeldeturm Berlin-Schäferberg und der UKW- und TV-Sender Scholzplatz und die Sendeanlage in Britz.
500.000 Berliner Haushalte und Unternehmen in Berlin sind im Jahr 2024 fähig, einen Glasfaser-Anschluss zu erhalten, der Übertragungsgeschwindigkeiten von einem Gigabit pro Sekunde garantiert. Im Stadtgebiet sind mobile Breitbandanwendungen über UMTS- und LTE-Netze garantiert (Stand: 2020). Seit 2019 wird in der Stadt der Mobilfunkstandard 5G installiert.
Das ITDZ Berlin ist der zentrale IT-Dienstleister der Berliner Verwaltung und betreibt zwei Rechenzentren.

## Wissenschaft und Bildung

### Hochschulen
Berlin schaut auf eine mehr als 200-jährige Wissenschaftsgeschichte zurück. Über 40 Nobelpreisträger lehrten und arbeiteten an den Instituten und Hochschulen der Stadt. In Berlin konzentrieren sich gegenwärtig eine Vielzahl von international ausstrahlenden Wissenschafts- und Forschungseinrichtungen. Als Universitätsstadt zählt Berlin zu den weltweit angesehenen Bildungsstandorten.
Im Berliner Wintersemester 2021/22 waren an über 40 Universitäten und Hochschulen, darunter vier Kunsthochschulen, rund 200.000 Studenten eingeschrieben. Damit verzeichnete die Stadt die größte Anzahl an Studenten und Studentinnen im deutschsprachigen Raum. Im globalen Umfeld zählt Berlin zu den Weltstädten mit sehr vorteilhaften Studienbedingungen.
Die im Zuge der Preußischen Reformen durch Wilhelm von Humboldt gegründete und im Jahr 1809 eröffnete Humboldt-Universität zu Berlin (HU) hat gegenwärtig über 35.000 Studenten. Die Freie Universität Berlin (FU) hat mehr als 35.000, die Technische Universität Berlin (TU) über 35.000 und die Universität der Künste Berlin (UdK) etwa 4.500 Studenten (Stand: 2022). Die Berliner Hochschule für Technik zählt über 12.000 Studenten, die Hochschule für Technik und Wirtschaft Berlin hat über 14.000 Immatrikulierte und an der Charité sind rund 9.500 Studenten eingeschrieben.

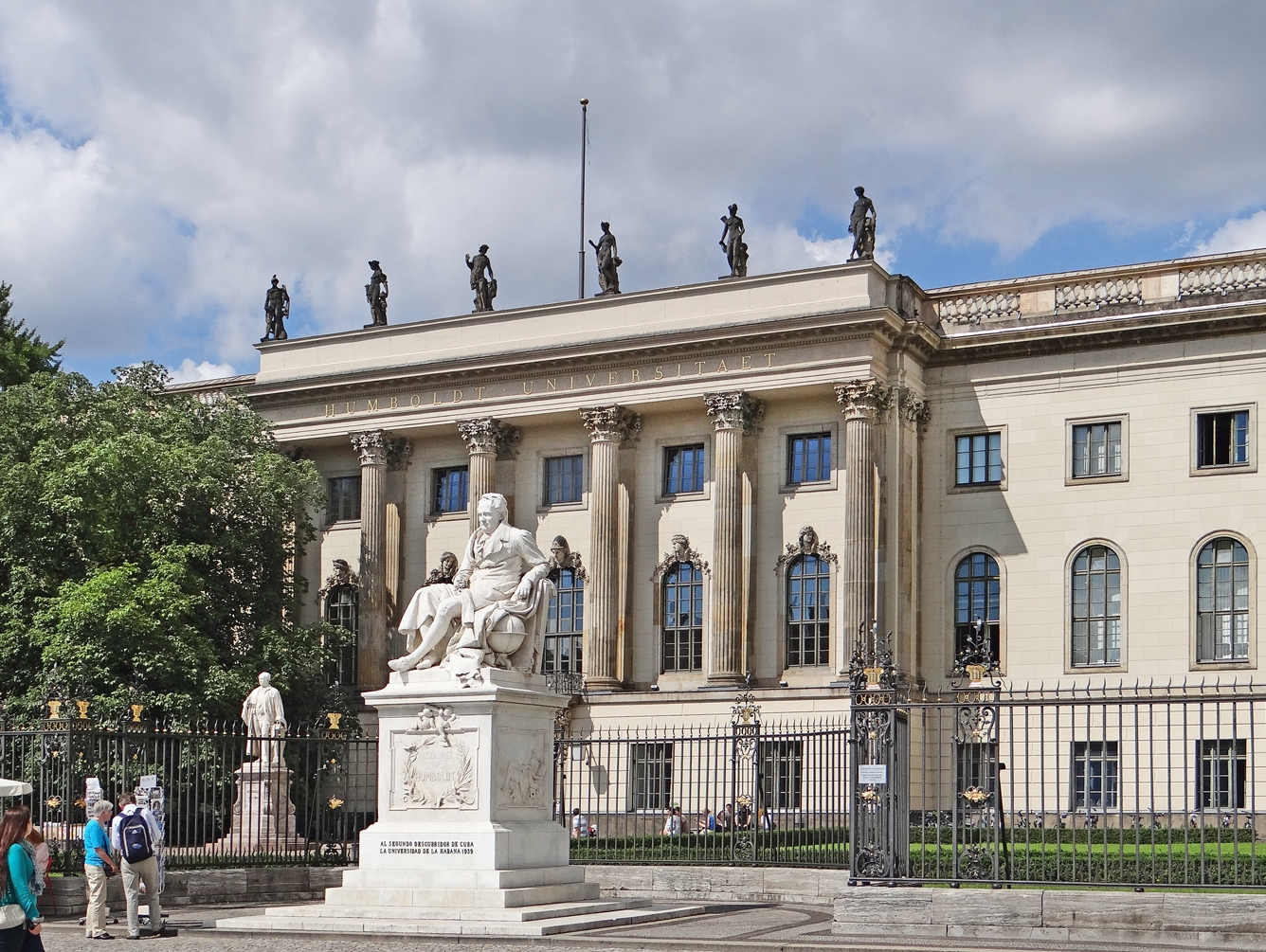
Humboldt-Universität zu Berlin in Mitte
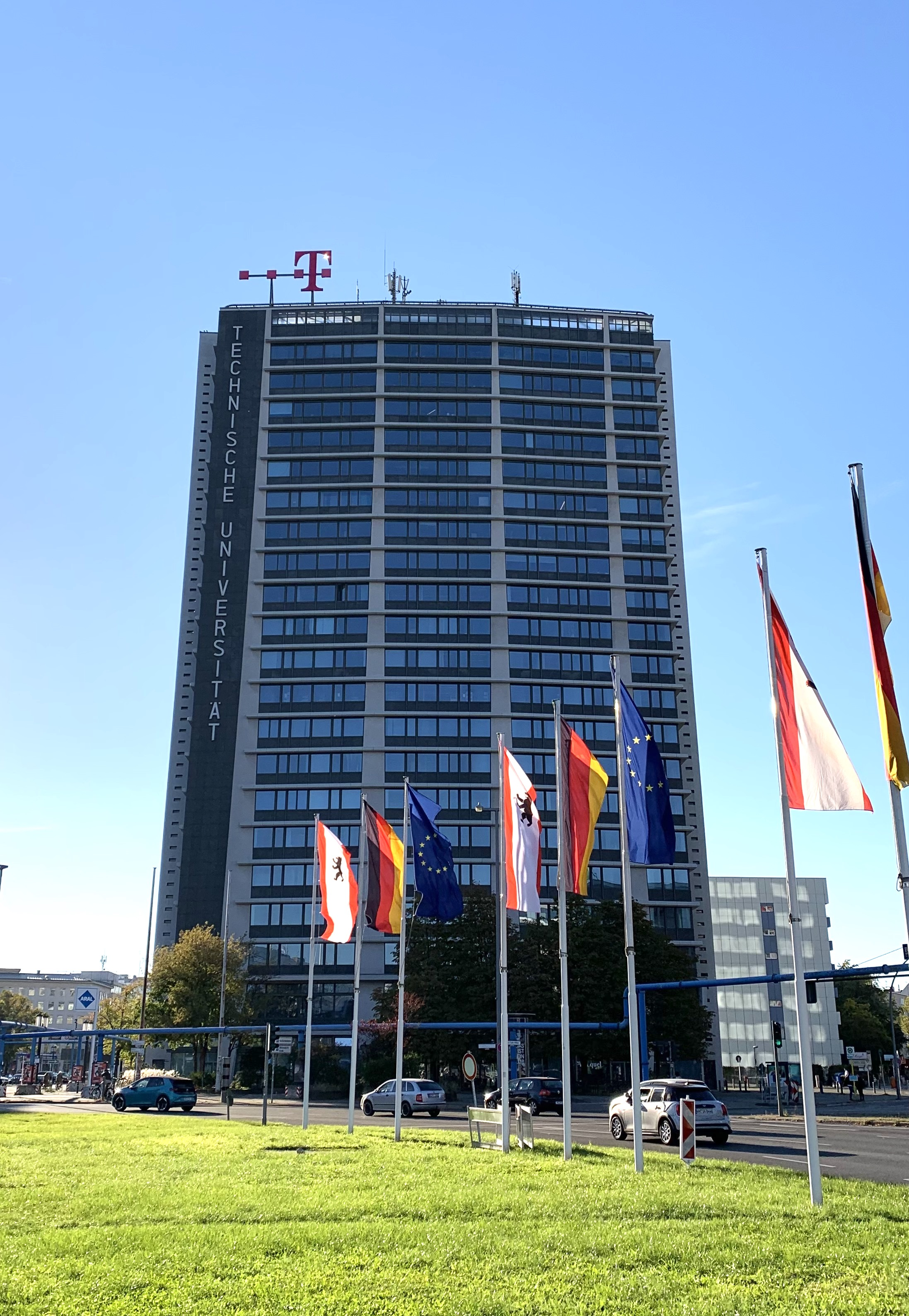
Hochhaus der TU Berlin
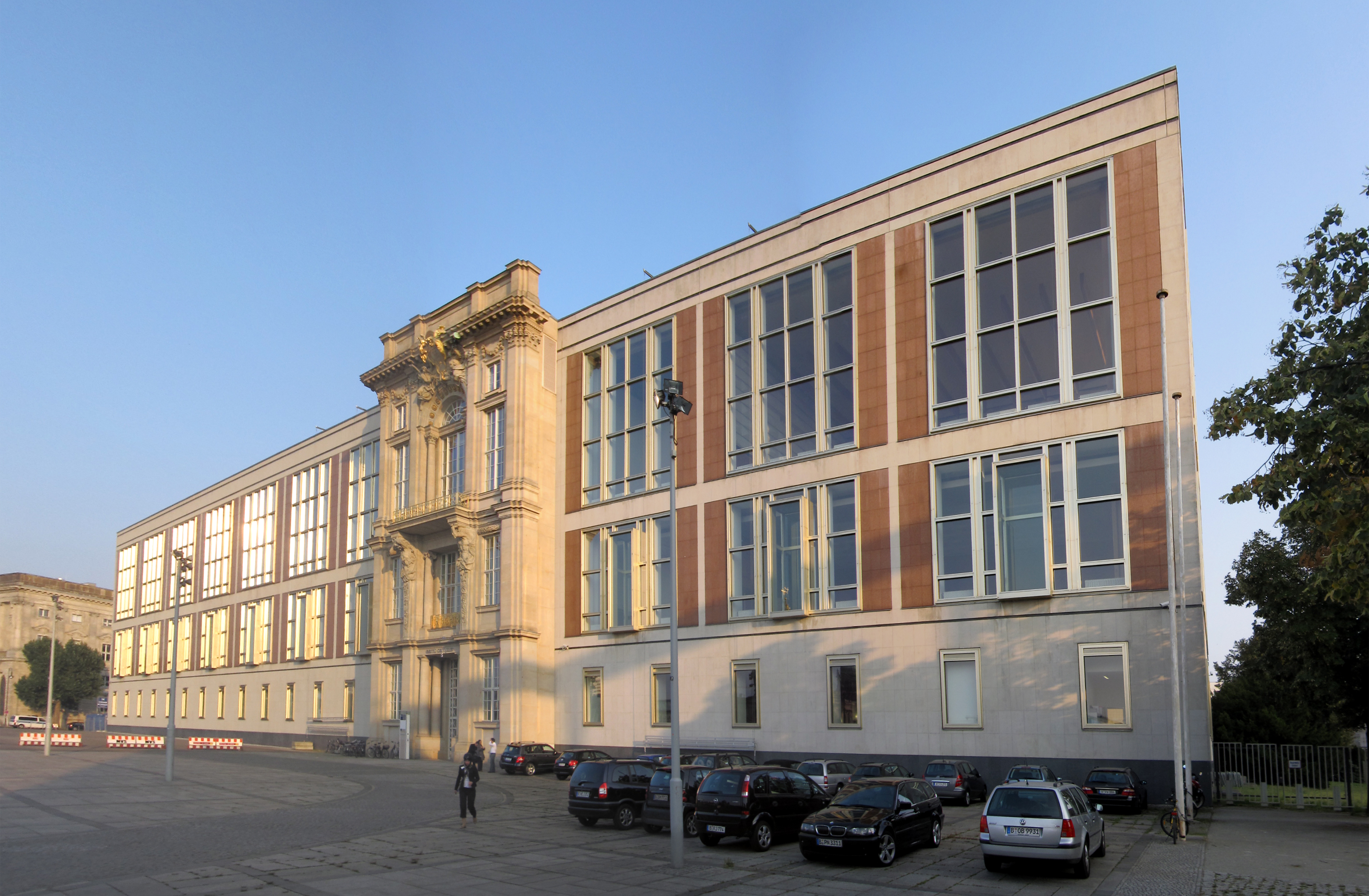
European School of Management and Technology
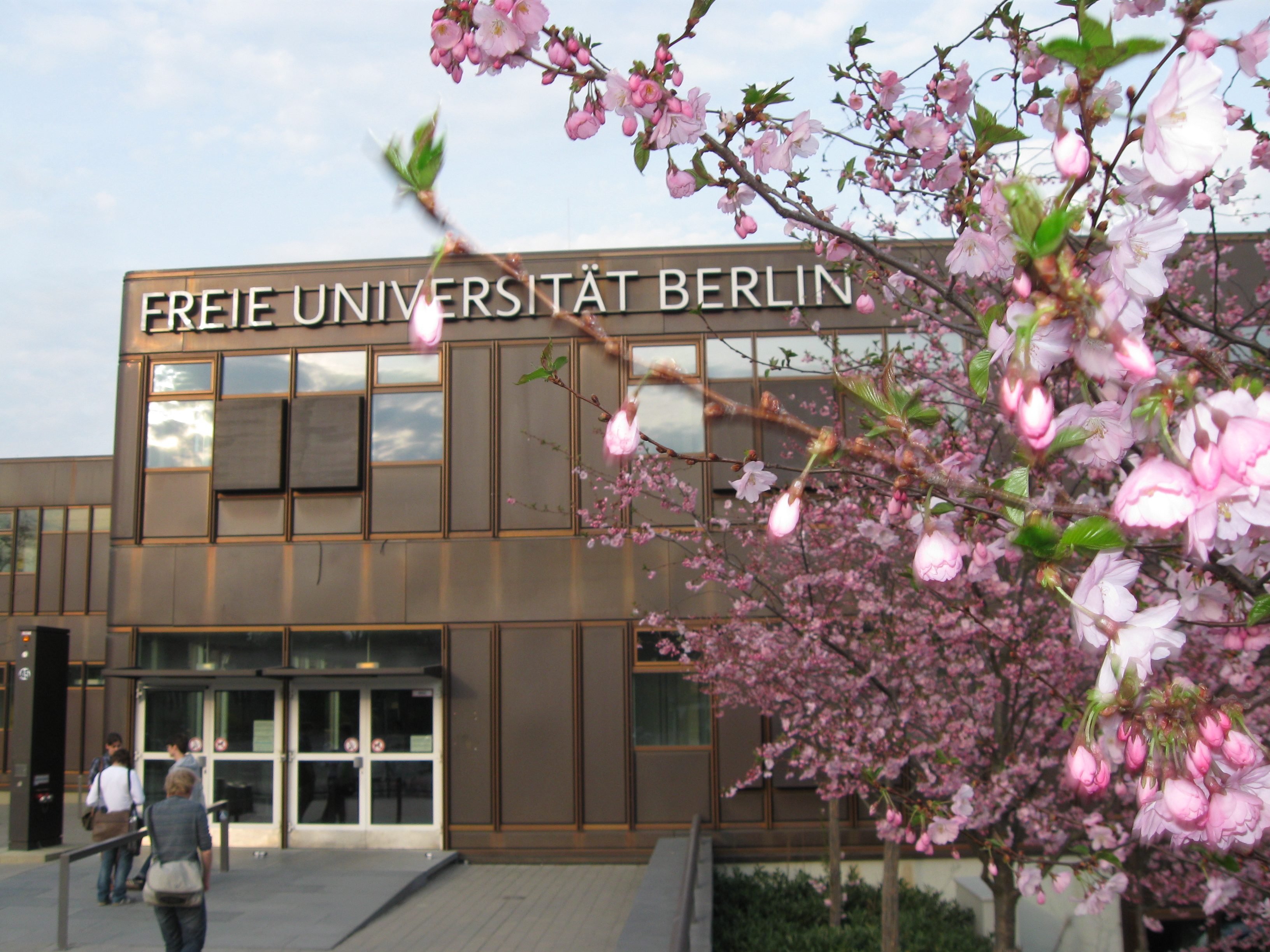
Die Freie Universität in Dahlem

Die Medizinischen Fakultäten der Freien Universität und der Humboldt-Universität wurden 2003 zur Charité – Universitätsmedizin Berlin zusammengefasst. Seitdem ist diese mit ihren vier Standorten die größte medizinische Fakultät Europas.
Im Rahmen der Exzellenzinitiative wurden die FU Berlin und die HU zu Berlin in der dritten Förderlinie positiv begutachtet. Das bereits 2007 ausgezeichnete Konzept der Freien Universität wurde in der Evaluation 2012 bestätigt. Die Humboldt-Universität war mit ihrem Konzept 2012 erfolgreich. Damit zählen beide Hochschulen zu den elf deutschen Eliteuniversitäten. Mit der Bekanntgabe des Ergebnisses der Exzellenzstrategie 2019 gehören die FU, die HU, die TU und die Universitätsmedizin der Charité als Einrichtungen der Berlin University Alliance gemeinsam zu den insgesamt elf deutschen Exzellenzuniversitäten.
Die European School of Management and Technology besitzt Promotionsrecht und gehört zu den führenden Wirtschaftshochschulen in Deutschland und Europa. In Berlin beheimatet ist auch die staatlich anerkannte private Hertie School, die zu den führenden Hochschulen im Bereich der Staatswissenschaften gehört. Die Deutsche Film- und Fernsehakademie Berlin und die Hochschule für Schauspielkunst Ernst Busch sind europaweit renommierte Kunsthochschulen. Niederlassungen weiterer Hochschulen sind u. a. ESCP Europe Campus Berlin, die Mediadesign Hochschule und die Code University.

### Forschung

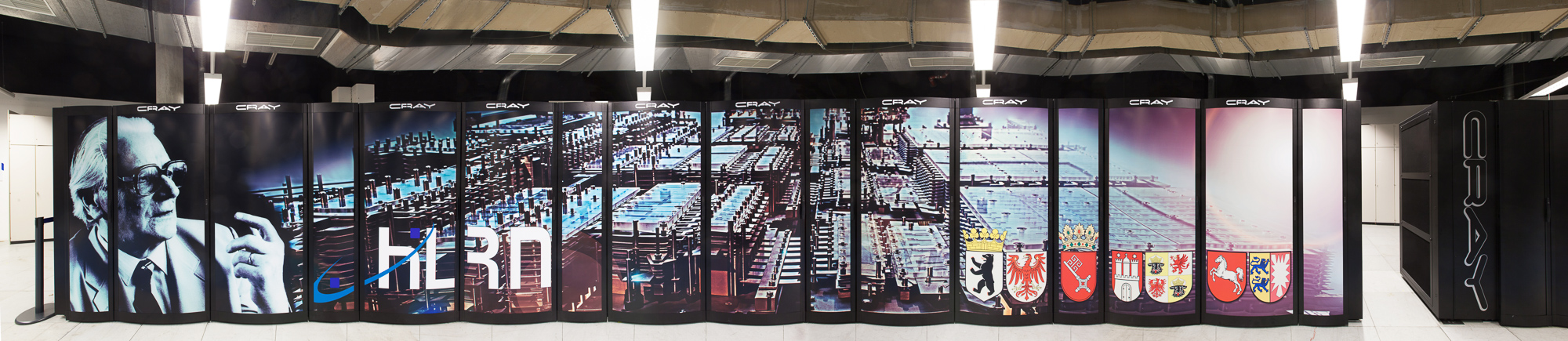
Supercomputer im Konrad Zuse-Institut

Berlin ist seit 2012 die forschungsstärkste Region in Deutschland. 2020 wurden rund 4,1 Milliarden Euro öffentliche und private Mittel in die Berliner Hochschulstandorte und deren Forschung investiert.
Über 60.000 Beschäftigte lehren, forschen und arbeiten an den über 70 außeruniversitären öffentlich finanzierten Forschungseinrichtungen. Die Berlin-Brandenburgische Akademie der Wissenschaften, die
Leibniz-Gemeinschaft und die Max-Planck-Gesellschaft haben ihren Sitz in Berlin.
Die nationalen Forschungsorganisationen Fraunhofer-Gesellschaft, Helmholtz-Gemeinschaft, Leibniz-Gemeinschaft und Max-Planck-Gesellschaft sind mit mehreren Instituten vertreten, ebenso verschiedene Bundesministerien mit insgesamt acht Forschungsinstituten. Die meisten Einrichtungen der Wissenschaft konzentrieren sich an den Standorten in Buch, Charlottenburg, Dahlem, Mitte sowie am Wissenschafts- und Wirtschaftsstandort Adlershof.
Die Internationale Mathematische Union, ein Mathematik-Weltverband, der alle vier Jahre die global renommierte Fields-Medaille verleiht, hat ihren Sitz in Berlin.

### Kinderbetreuung und Schulsystem

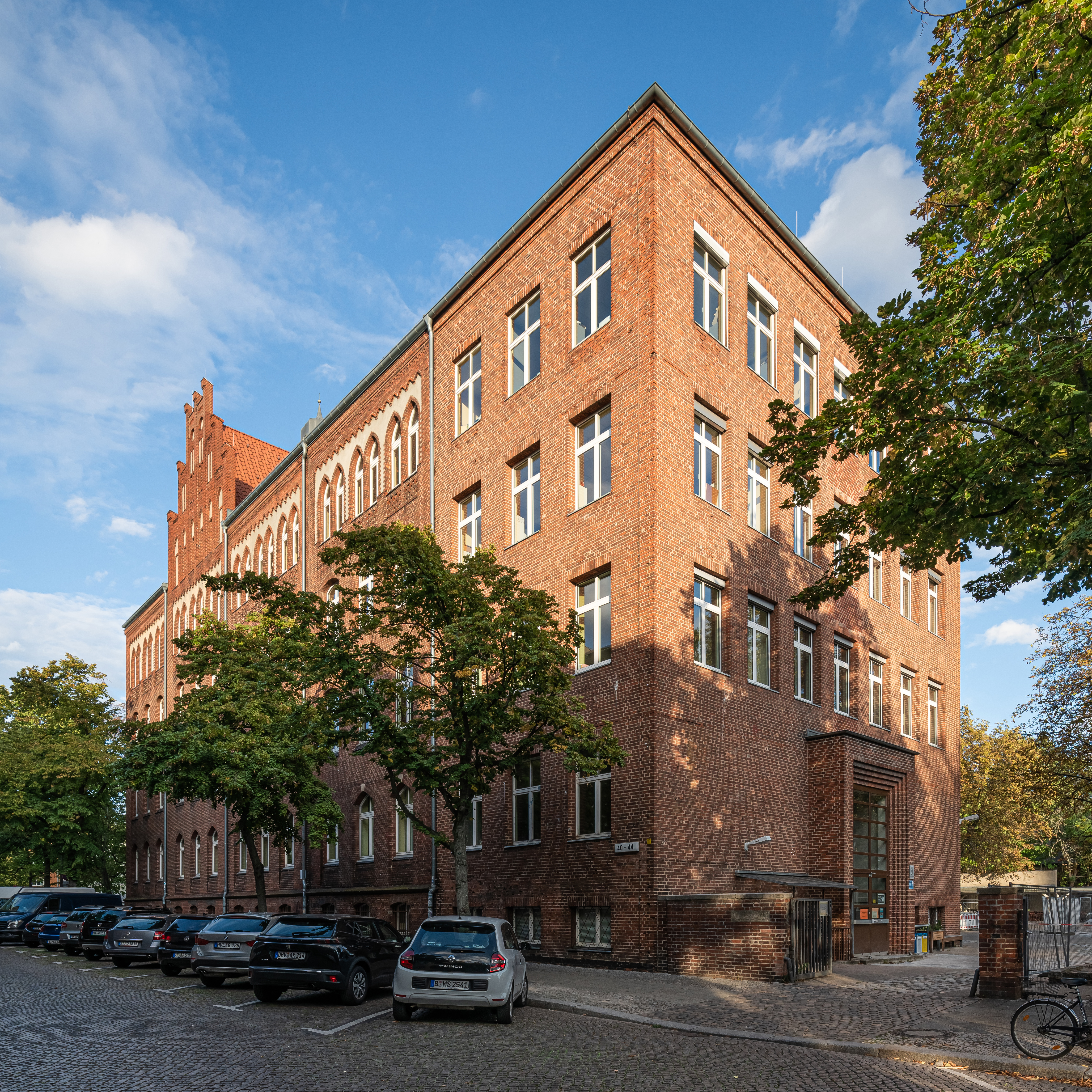
Freiherr-vom-Stein-Gymnasium in Spandau

In Berlin besteht ab dem vollendeten ersten Lebensjahr für jedes Kind ein Rechtsanspruch auf eine tägliche Halbtagsförderung von bis zu sieben Stunden in einer Kindertagesstätte bzw. in der Kindertagespflege. Krippenplätze sind seit 2018 beitragsfrei. Etwa 46 % der unter Dreijährigen in der Stadt und etwa 95 % der Drei- bis Sechsjährigen wurden im Jahr 2016 in Kitas betreut.
Berlin hat eine vier- bis sechsjährige Grundschule und seit 2010 ein sich anschließendes zweigliedriges Oberschulsystem mit Integrierten Sekundarschulen und Gymnasien. Im Schuljahr 2024/25 gab es in Berlin über 400.000 Schüler an mehr als 840 allgemeinbildenden Schulen, darunter mehr als 130 Privatschulen. Das Land verfügte 2016 über 433 Grund- und 165 integrierte Sekundarschulen, des Weiteren 113 Gymnasien, 10 Waldorf- und 77 Sonderschulen.
2004 verabschiedete das Abgeordnetenhaus ein neues Schulgesetz mit folgenden wesentlichen Reformen. Eine Verkürzung der Schulzeit bis zum Abitur von dreizehn auf zwölf Jahre. Diese Prüfung wird auch an den Gymnasien abgelegt. Das Zentralabitur wurde in den Fächern Deutsch, Mathematik und den Fremdsprachen eingeführt. An einigen Gymnasien mit „Schnellläuferprogramm“ ist es möglich, das Abitur nach elf Jahren abzulegen.
Insgesamt 38.633 Lehrlinge befanden sich 2016 in einer Berufsausbildung, darunter 9.355 im Handwerk. Die am stärksten besetzten Ausbildungsberufe in Berlin waren in dem Jahr Kauffrau/Kaufmann für Büromanagement (2.572) gefolgt von Kauffrau/Kaufmann im Einzelhandel (2.251). 18.273 Azubis erwarben einen Berufsabschluss.

### Bibliotheken

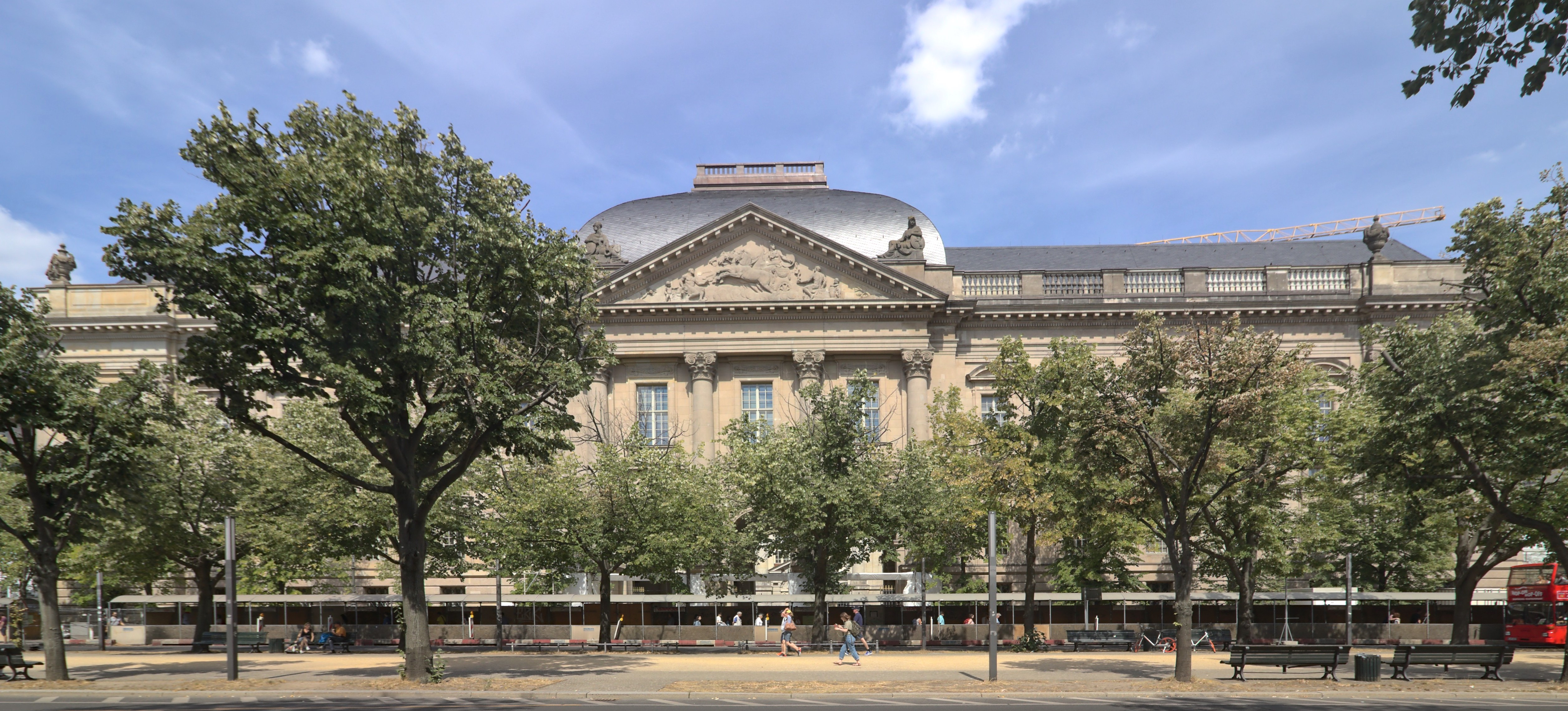
Staatsbibliothek Unter den Linden

Die Staatsbibliothek zu Berlin mit einem Bestand von 25 Millionen Werken ist die größte wissenschaftliche Universalbibliothek im deutschen Sprachraum und eine der bedeutendsten in der Europäischen Union.
Weitere große wissenschaftliche Bibliotheken sind die Universitätsbibliothek der Freien Universität, die Universitätsbibliothek der Humboldt-Universität und die Zentralbibliothek der TU und UdK. Die Zentral- und Landesbibliothek Berlin ist die öffentliche Zentralbibliothek des Landes Berlin.
Die Berliner Kunstbibliothek der Staatlichen Museen zu Berlin stellt mit ihrem Bestand (ca. 400.000 Bände zur europäischen Kunstgeschichte und rund 1400 internationale Zeitschriften) eine der bedeutendsten kunstwissenschaftlichen Spezialbibliotheken in Deutschland dar.
In jedem Berliner Bezirk gibt es mindestens eine Bezirksbibliothek, weitere Filialen sind in den Ortsteilen angesiedelt. Im Jahr 2014 zählten die Berliner Bibliotheken mehr als neun Millionen Besucher, die rund 23 Millionen Entleihungen vornahmen.

## Kultur
Berlin ist ein international herausragendes Zentrum der Künste und genießt den Ruf einer europäischen Weltstadt. Als Produktionsstätte verschiedener Zweige der Kreativwirtschaft ist die Metropole Anziehungspunkt für Kulturschaffende. Erstmals zu überregionaler Bedeutung gelangte das Kulturleben der Stadt in der auch als Berliner Klassik bezeichneten Bürgerkultur um 1800.
Renommierte Einrichtungen, täglich stattfindende Ereignisse der populären Künste und ein sich stetig im Wandel befindendes Szeneleben prägen die kulturelle Landschaft Berlins.
Zu den bedeutenden Institutionen der Stadt zählt u. a. die Deutsche Filmakademie, die jährlich den Deutschen Filmpreis in Berlin verleiht. Die Europäische Filmakademie, gegründet 1988, hat ihren Sitz ebenfalls in Berlin.

### Musik
In Berlin bestehen mehrere Orchester: Die international renommierten Berliner Philharmoniker, die Staatskapelle Berlin, das Konzerthausorchester Berlin, das Deutsche Symphonie-Orchester Berlin, das Rundfunk-Sinfonieorchester Berlin, der Rundfunkchor Berlin und der RIAS Kammerchor. Diese Ensembles treten im Konzerthaus Berlin, der Berliner Philharmonie und in anderen Sälen in Deutschland oder auf Tourneen auf der ganzen Welt auf.

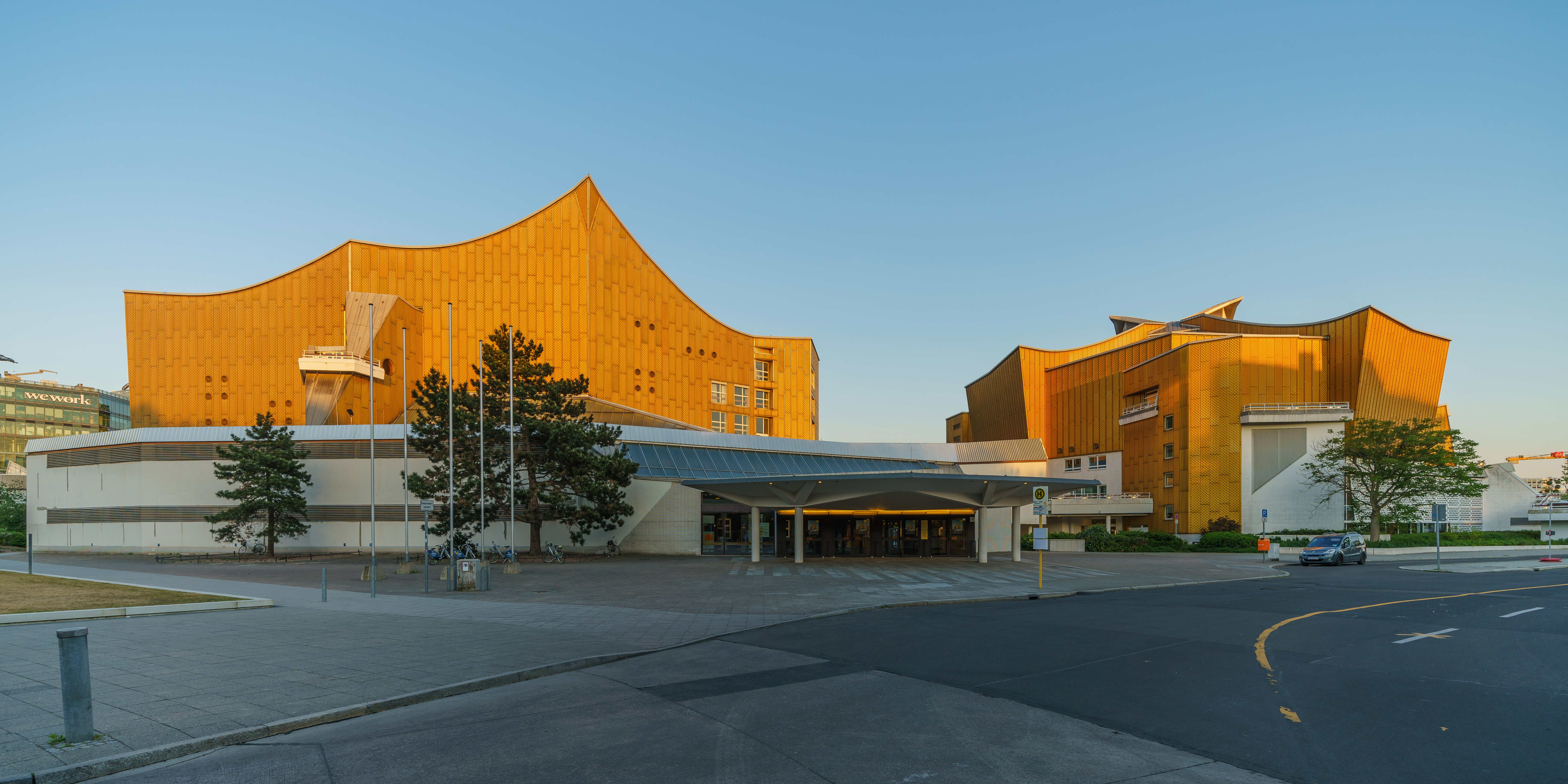
Berliner Philharmonie

Daneben verfügt Berlin über drei Opernhäuser: die Staatsoper Unter den Linden, die Deutsche Oper und die Komische Oper. Mit der Berliner Waldbühne und der Parkbühne Wuhlheide werden zwei Freiluftbühnen regelmäßig für Musikveranstaltungen genutzt.
Im Chorverband Berlin sind 236 Laienchöre mit über 10.000 Mitgliedern vereinigt. Die Sing-Akademie zu Berlin besteht als Wiege der bürgerlichen Musikpflege in Berlin seit dem Jahre 1791.
Zu den berühmten Komponisten und Dirigenten Berlins zählen Paul Lincke, Walter Kollo, Wilhelm Furtwängler, Herbert von Karajan, Daniel Barenboim, Simon Rattle und Kurt Sanderling.

### Festspiele

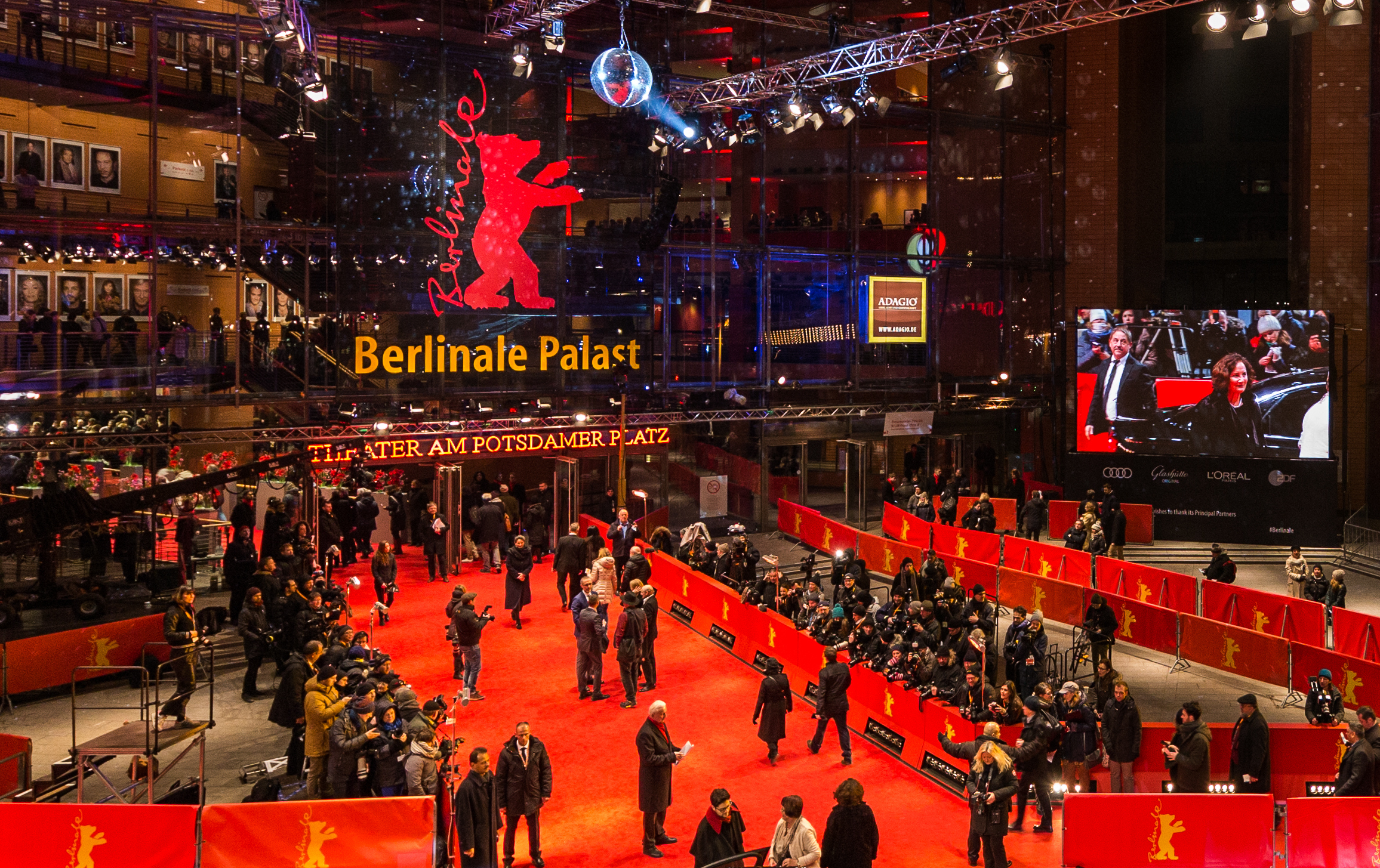
Berlinale, jährliche Filmfestspiele im Februar

Mehrere tausend Veranstaltungen mit den unterschiedlichsten kulturellen Ausrichtungen finden jeden Monat in Berlin statt. Im Februar werden die Internationalen Filmfestspiele abgehalten. Die auch Berlinale genannte Festlichkeit gilt als die größte Publikumsveranstaltung der Welt. Der Wettbewerb schließt mit der Verleihung des Goldenen und der Silbernen Bären.

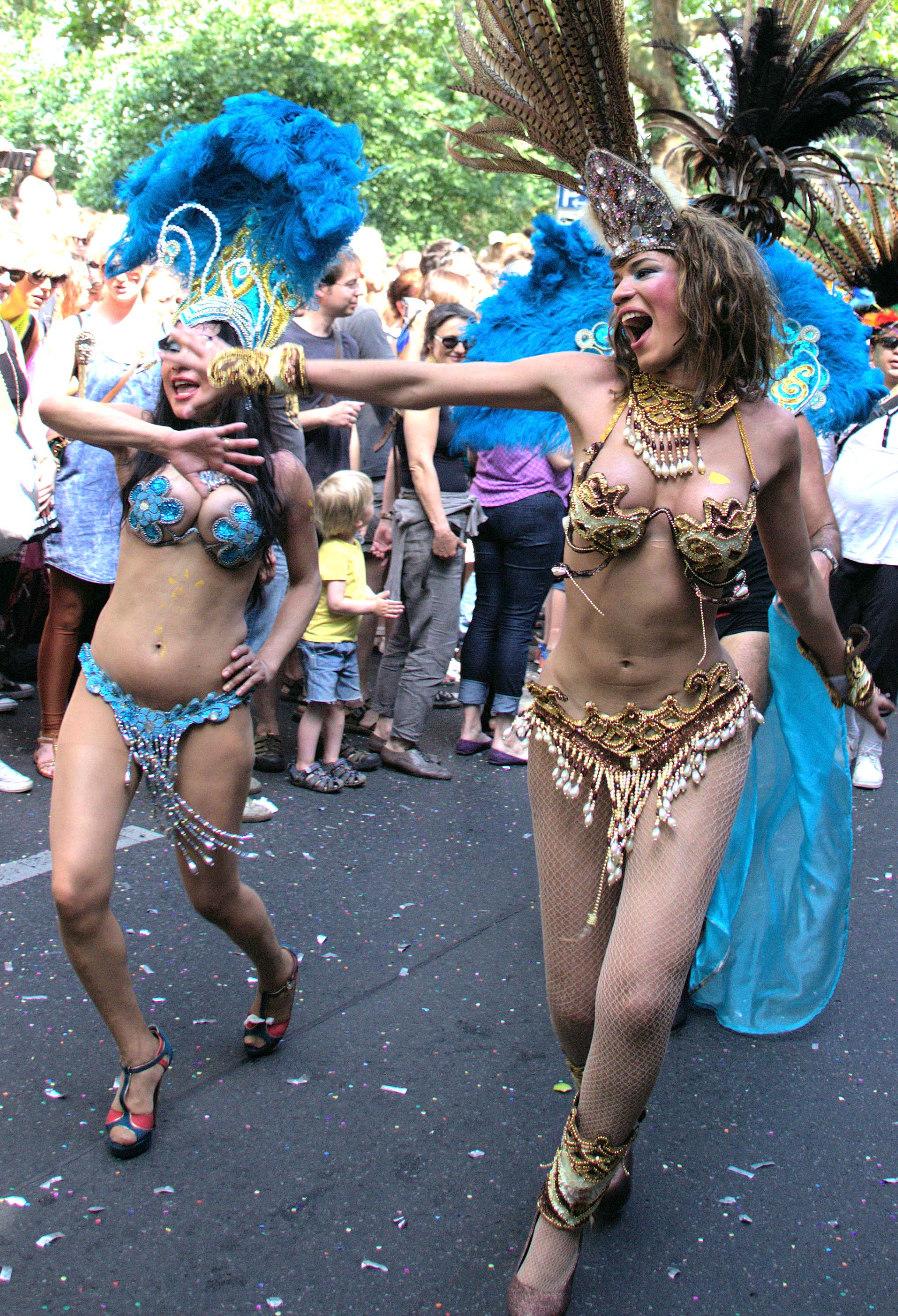
Karneval der Kulturen

Während des gesamten Jahres ist Berlin Spielstätte weiterer internationaler Festlichkeiten, von denen einige unter dem organisatorischen Dach der Berliner Festspiele stattfinden. Beim Berliner Theatertreffen werden die bemerkenswertesten deutschsprachigen Theaterinszenierungen einer Saison präsentiert. Weitere Festlichkeiten sind das Literaturfestival, Tanztage Berlin, Tanz im August, Young Euro Classic und die Berlin Biennale.
Umzüge, Paraden, Rummel und Freiluftkonzerte sind ebenfalls feststehende Ereignisse im Veranstaltungskalender der Stadt. Der Karneval der Kulturen, der Christopher Street Day Berlin und das Berliner Frühlingsfest gehören zu den bekanntesten.
Das Jazzfest Berlin wird seit 1964 veranstaltet. Die Veranstaltungsreihe Pop-Kultur präsentiert alternative Musikstile. Seit 2015 findet das Lollapalooza in Berlin statt. Das Festival of Lights Berlin gehört zu den bekanntesten Lichtkunstveranstaltungen weltweit.
In keiner anderen europäischen Metropole werden zur Weihnachtszeit vergleichbar viele Weihnachtsmärkte eingerichtet. Mehr als 80 Weihnachtsmärkte fanden in Berlin jedes Jahr bis 2019 statt. Die Silvesterfeier am Brandenburger Tor zählt zu den bestbesuchten des Kontinents.

### Theater

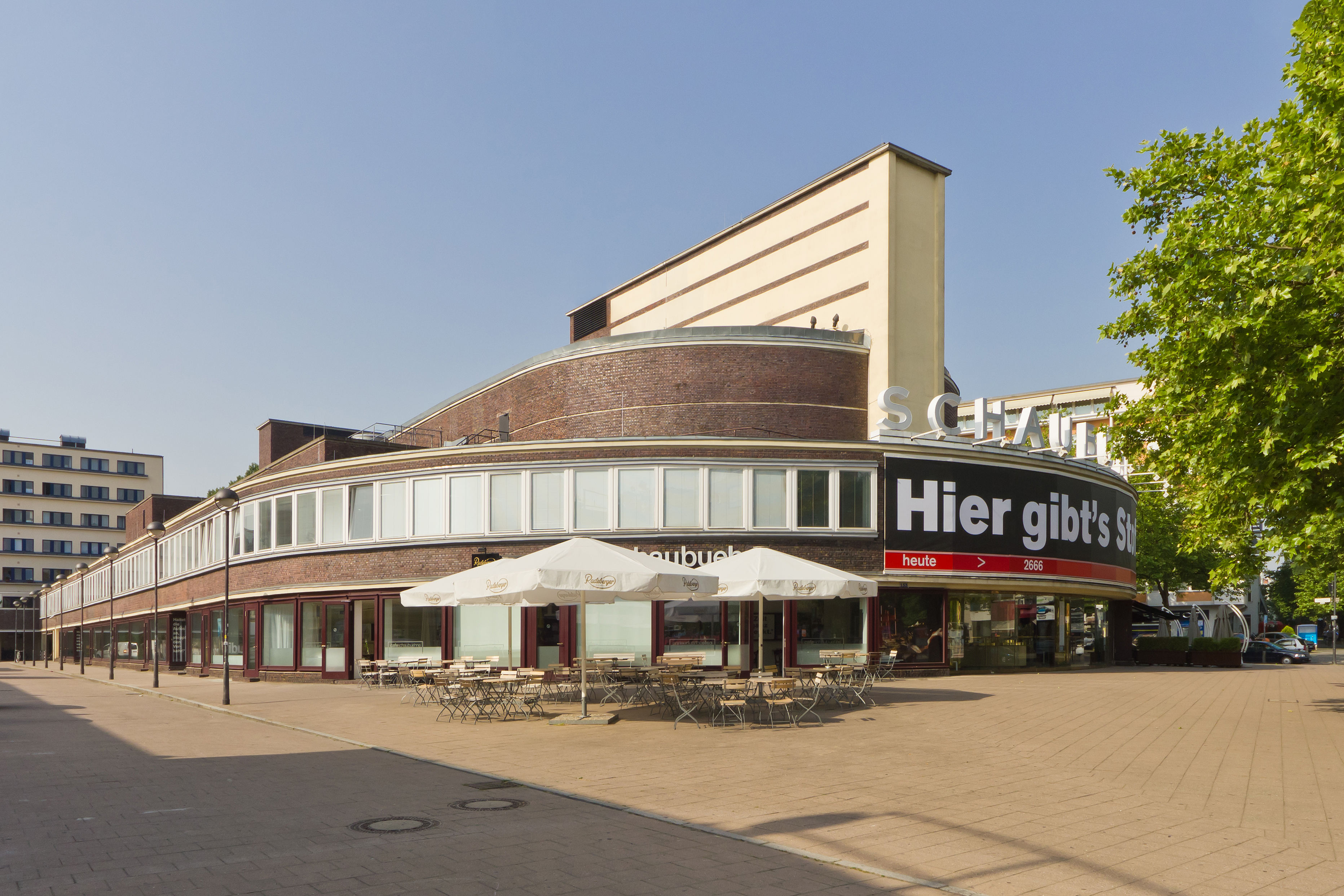
Schaubühne am Lehniner Platz in Wilmersdorf

Zahlreiche Theaterbühnen prägen die kulturelle Landschaft der Metropole. Die bekanntesten sind das Berliner Ensemble, die Volksbühne am Rosa-Luxemburg-Platz, die Schaubühne am Lehniner Platz, das Deutsche Theater, das Maxim-Gorki-Theater, das Renaissance-Theater sowie die Jugendtheater Grips-Theater und Theater an der Parkaue.
Groß inszenierte Revuen werden im Friedrichstadt-Palast gezeigt. Der „Palast“ beherbergt eine der größten Bühnen der Welt und ist das meistbesuchte Theater Deutschlands.
Das Theater des Westens und das Theater am Potsdamer Platz bieten in erster Linie Musicals. Der Wintergarten, in dem jährlich das International Burlesque Festival stattfindet, und das Chamäleon sind für ihr Varieté berühmt.
Bühnen wie die Wühlmäuse, die Distel oder der Quatsch Comedy Club sind für Kabarett und satirische Unterhaltungsprogramme bekannt. In der Stadt hat sich nach 2010 eine international geprägte Komikerszene entwickelt, die auf kleineren Bühnen auftritt. Das Radialsystem V hat sich mit Tanz- und Performancestücken einen Namen gemacht.

### Museen

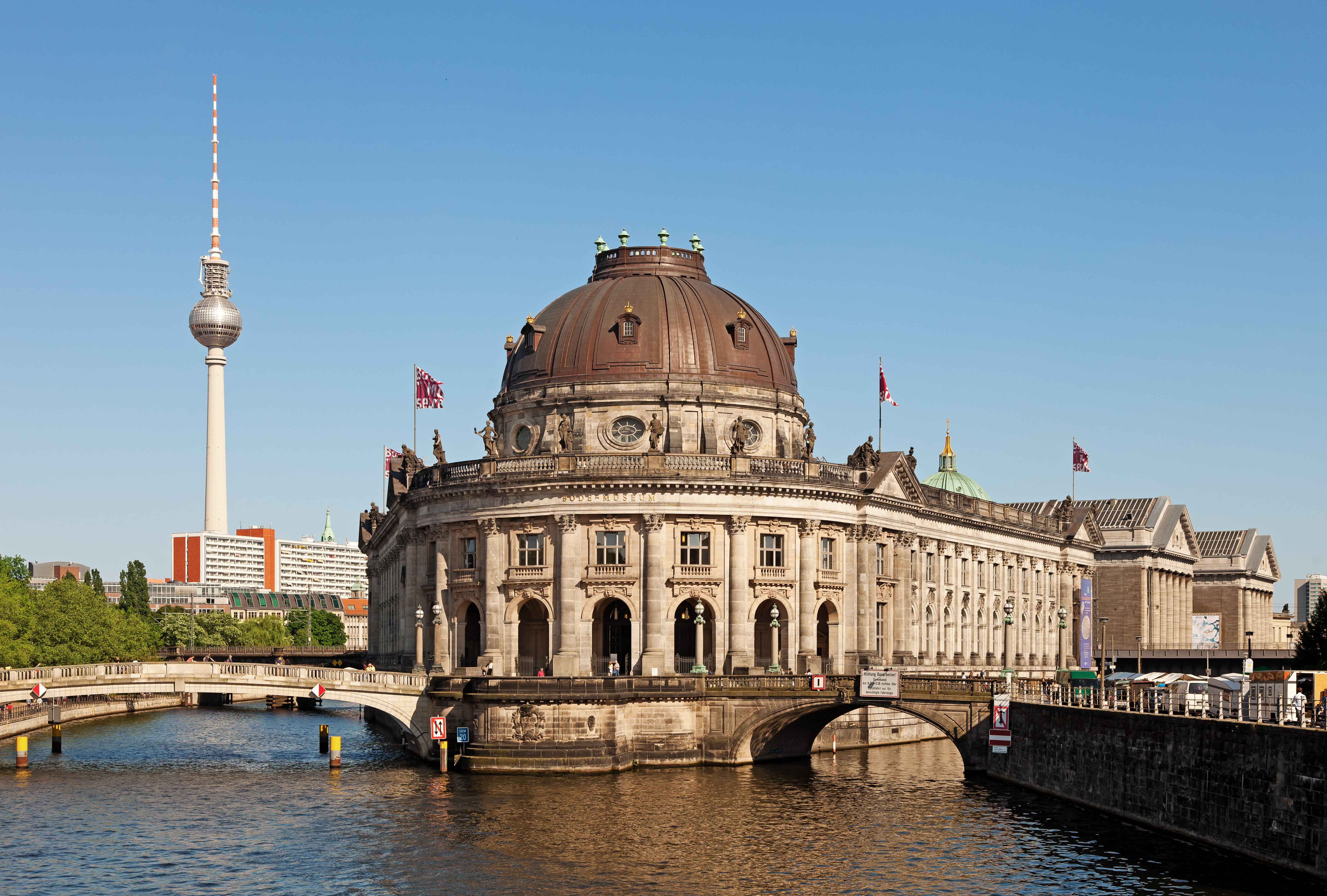
Bode-Museum auf der Museumsinsel in Mitte

Berlin verfügt über eine Vielzahl von Museen. Im Jahr 1841 bestimmte eine königliche Order, die von Spree und Kupfergraben umflossene Museumsinsel im nördlichen Teil der Spreeinsel zu einem „der Kunst und der Altertumswissenschaft geweihten Bezirk“. Schon zuvor war dort das Alte Museum am Lustgarten entstanden, dem mehrere Museen, wie das Neue Museum, die Alte Nationalgalerie, das heutige Bode-Museum und das Pergamonmuseum folgten. Diese Museen sind in erster Linie durch ihre Exponate aus der Zeit der Antike berühmt. 1999 wurde die Museumsinsel in die UNESCO-Liste des Weltkulturerbes aufgenommen.
Das Naturkundemuseum ist mit über 30 Millionen Objekten und dem höchsten Dinosaurierskelett der Welt eines der bedeutendsten Naturkundemuseen weltweit. Im Deutschen Technikmuseum Berlin werden auf 25.000 m² Exponate und Experimente rund ums Thema Technik ausgestellt. Die Gemäldegalerie und Neue Nationalgalerie sind Kunstmuseen im Kulturforum, das Bauhaus-Archiv ist ein Architekturmuseum. Das Deutsche Historische Museum im Zeughaus Unter den Linden veranschaulicht deutsche Geschichte aus 2000 Jahren. Einen ähnlich langen Zeitraum jüdisch-deutscher Geschichte zeigt das Jüdische Museum.

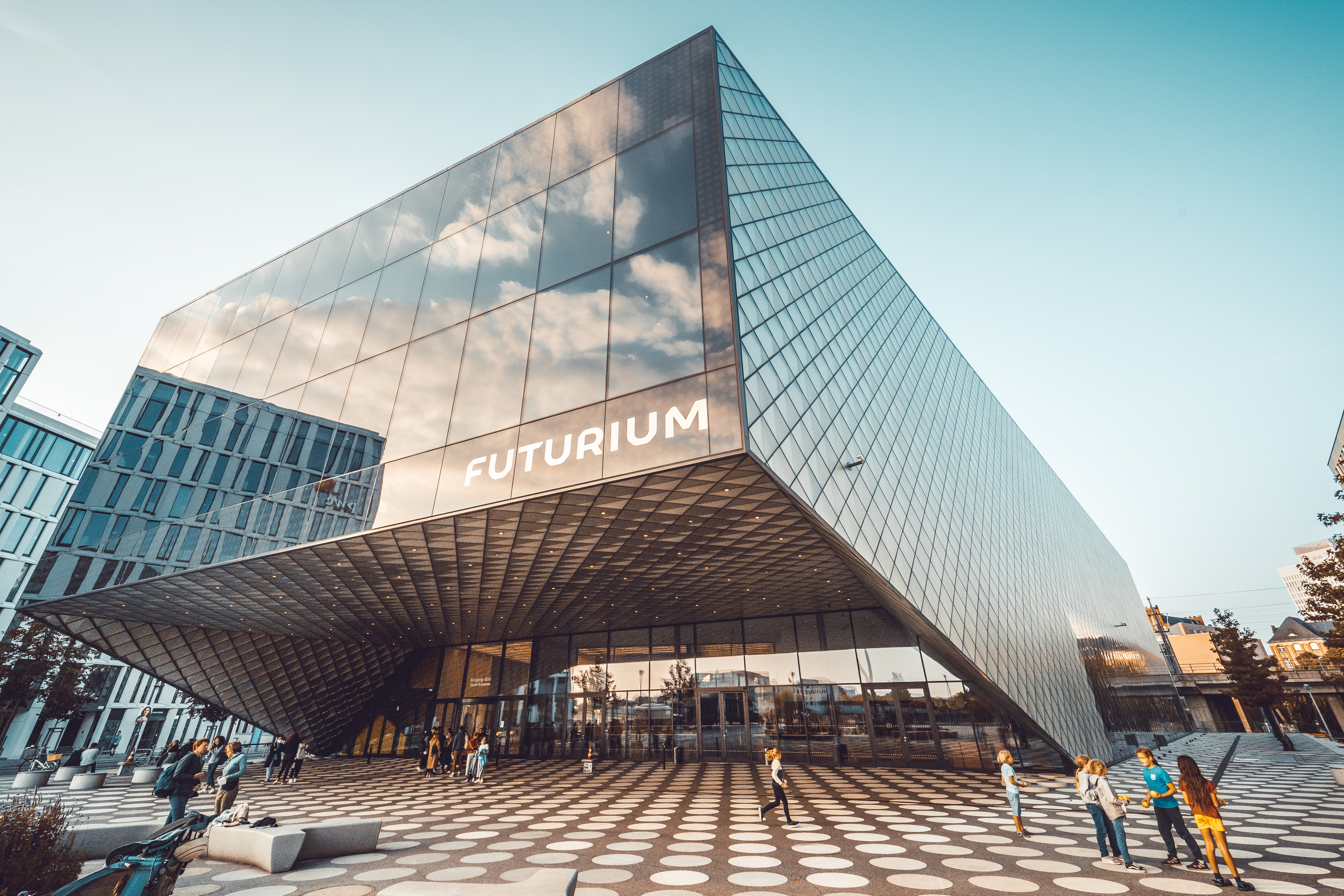
Das Futurium, Haus der Zukünfte

Das Jagdschloss Grunewald beherbergt eine Gemäldesammlung aus dem 15. bis 19. Jahrhundert. In Lichtenberg befinden sich auf Arealen des früheren Ministeriums für Staatssicherheit der DDR die Forschungs- und Gedenkstätte Normannenstraße und die Gedenkstätte Berlin-Hohenschönhausen. Das Mauermuseum am Checkpoint Charlie zeigt Geschichten und Geschehnisse über die Berliner Mauer. In der Nähe des Potsdamer Platzes steht das Denkmal für die ermordeten Juden Europas.
In Berlin hat die vom Bund und allen Bundesländern gemeinsam getragene Stiftung Preußischer Kulturbesitz ihren Hauptsitz. Auch die Stiftung Preußische Schlösser und Gärten Berlin-Brandenburg unterhält hier wichtige Standorte. Beide verwalten, bewahren, pflegen und ergänzen in ihren international bedeutenden Einrichtungen die Kulturgüter des ehemaligen Staates Preußen.
Die Stiftung Stadtmuseum Berlin vereinigt die landeskundlichen Museen Berlins. Als Landesmuseum für Kultur und Geschichte Berlins ist es in seinem Kern aus der Vereinigung von Märkischem Museum (1874 gegründet) und Berlin Museum (1962 gegründet) entstanden. Die breite Palette der verschiedenen Sammlungen dokumentieren in großer Vielfalt die Entwicklung Berlins. Das Futurium ist der einzige Ausstellungsraum in Europa, der sich zukünftigen Lebensszenarien widmet.

### Architektur

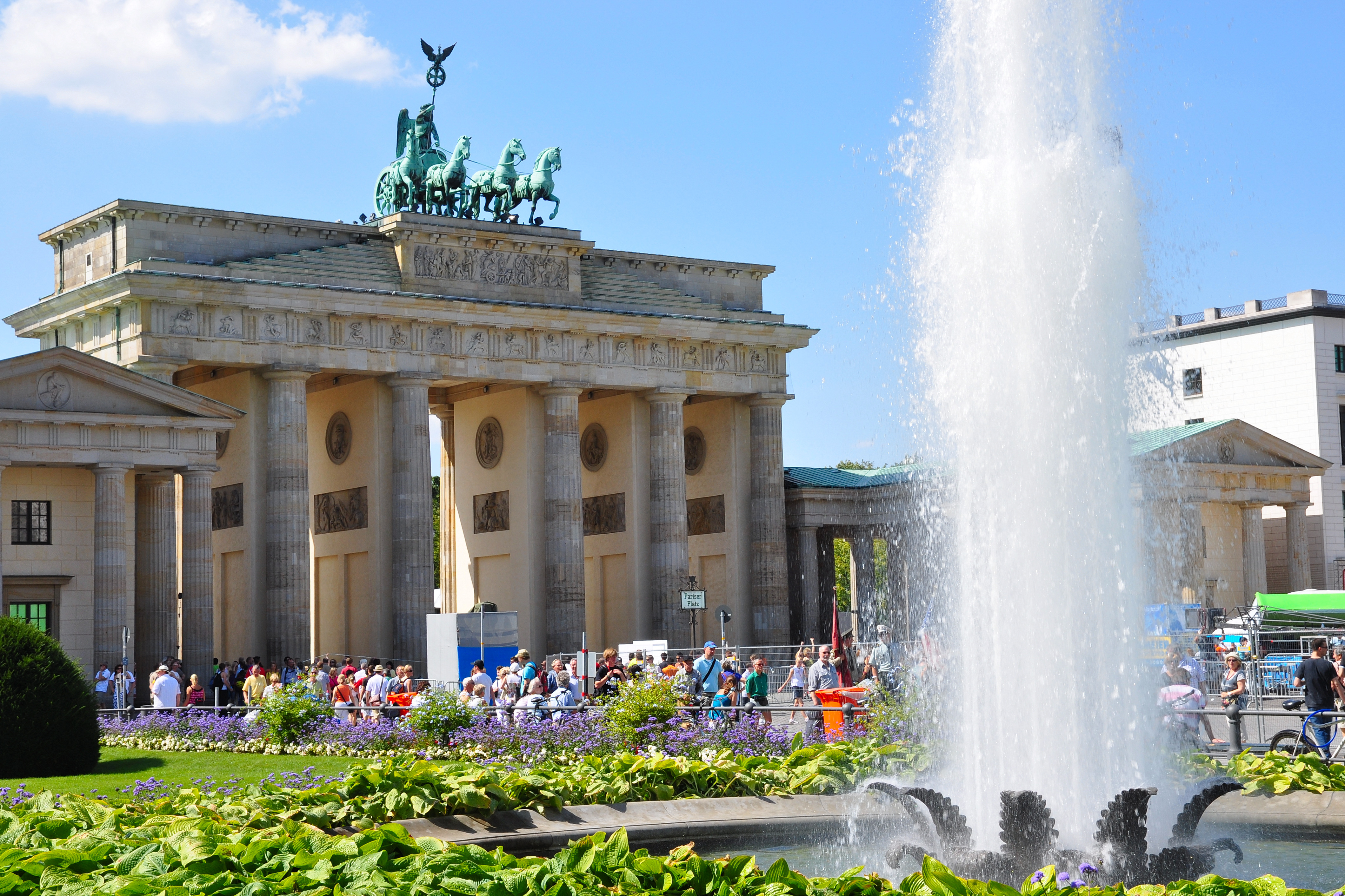
Brandenburger Tor am Pariser Platz in Mitte

Das 1791 errichtete Brandenburger Tor ist eines der bedeutendsten Berliner Wahrzeichen und wird von einer Quadriga mit der Siegesgöttin Victoria gekrönt. Das Tor ist das westliche Ende des Boulevards Unter den Linden, der sich bis zu der über den Spreekanal führenden Schloßbrücke zieht. Jenseits der Brücke, auf der Spreeinsel, befinden sich unter anderem der Lustgarten, die Museumsinsel, der Berliner Dom und das Humboldt Forum, für das drei Fassaden und die Kuppel des ehemaligen Stadtschlosses rekonstruiert wurden. Das Gebäude wird als Museum genutzt.

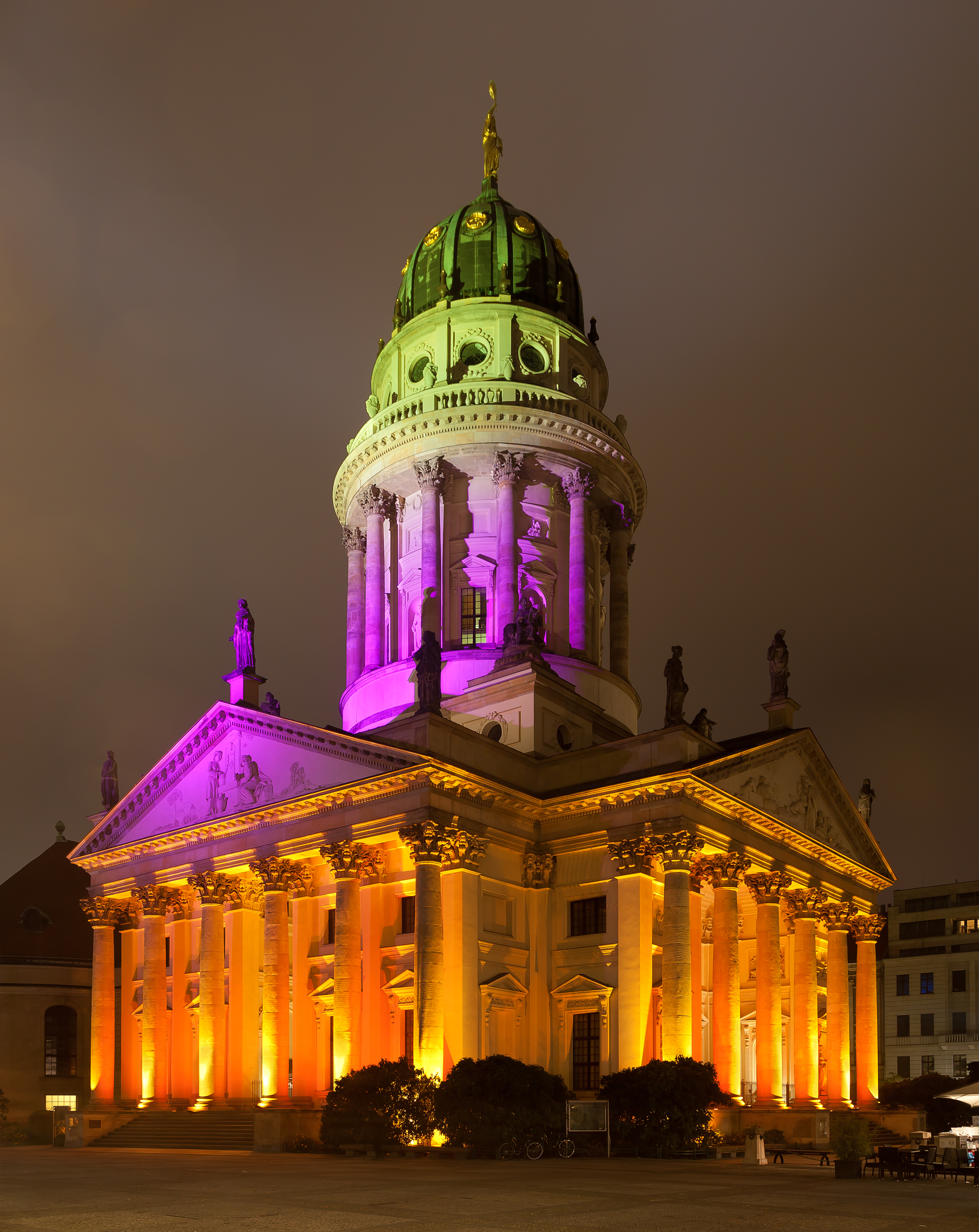
Französischer Dom am Gendarmenmarkt während des Festival of Lights

In diesem Areal liegen mit der im Jahr 1743 im Stil des Palladianismus erbauten Staatsoper Unter den Linden, dem Kronprinzen- und dem Prinzessinnenpalais, der 1780 errichteten, Alten Bibliothek, sowie dem 1706 nach Plänen von Andreas Schlüter vollendeten barocken Zeughaus fünf Prachtbauten aus dem 18. Jahrhundert direkt am Boulevard Unter den Linden. Dazu kommt das ebenfalls damals entstandene und heute der Humboldt-Universität dienende Palais des Prinzen Heinrich. Südlich an die Oper angrenzend liegt die 1773 errichtete St.-Hedwigs-Kathedrale, die Hauptkirche des katholischen Erzbistums Berlin. Der Französische Dom am Gendarmenmarkt war im 17. Jahrhundert Mittelpunkt des französischen Viertels. Auf dem Gendarmenmarkt befinden sich auch das heute als Konzerthaus genutzte Schauspielhaus von Karl Friedrich Schinkel sowie der Deutsche Dom als Pendant zum Französischen Dom, ebenfalls von Carl von Gontard.

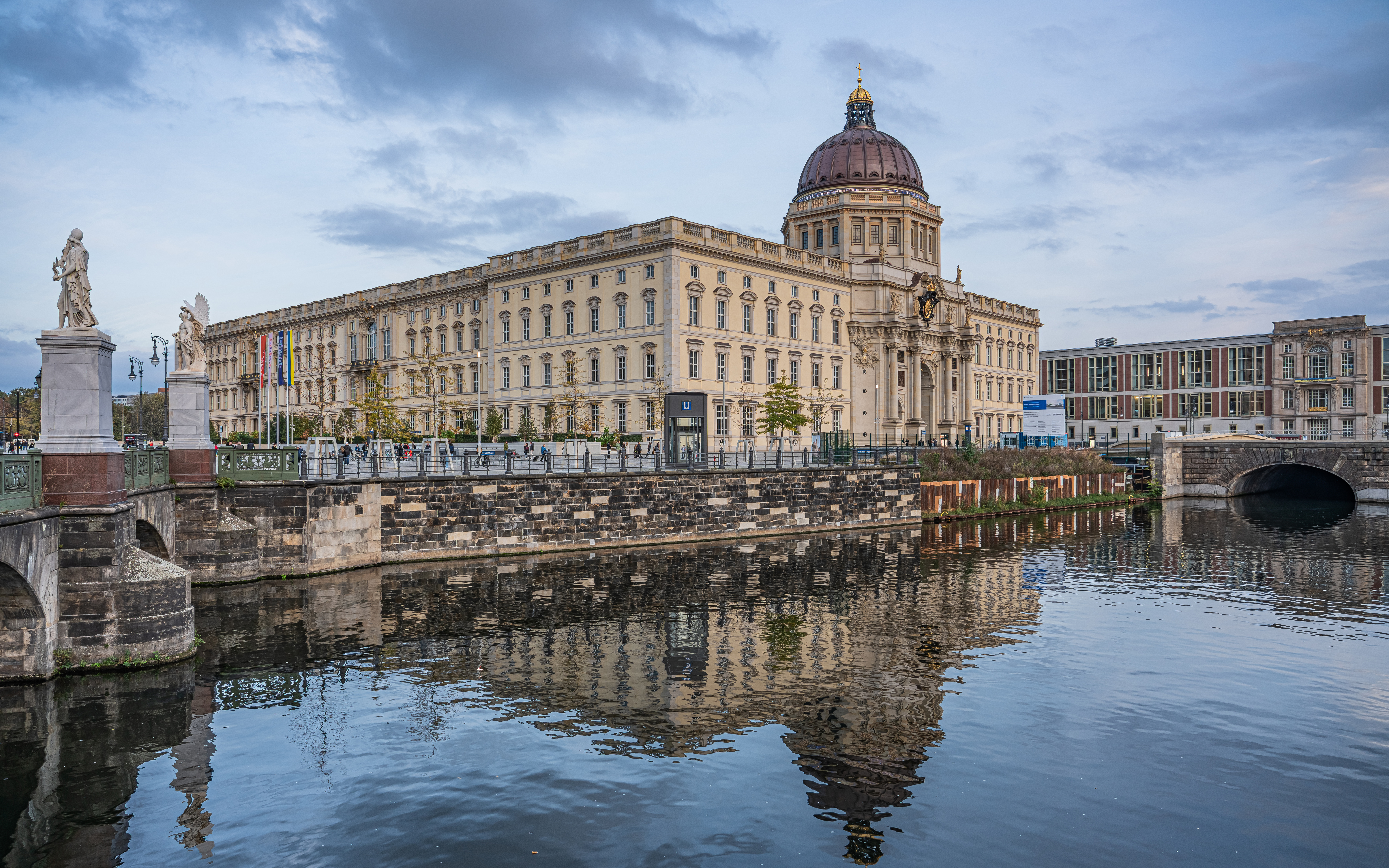
Humboldt Forum im wiederaufgebauten Berliner Schloss

Östlich der beiden Spreearme, die die Spreeinsel umfließen, liegt der Alexanderplatz mit vielen Geschäften, ganz in der Nähe davon der 368 Meter hohe Fernsehturm – das höchste Bauwerk Deutschlands –, die gotische
Marienkirche sowie das Rote Rathaus.
1987 wurde das Nikolaiviertel in Anlehnung an seine historische Gestalt wiedererrichtet. Die Nikolaikirche im Zentrum ist die älteste Kirche Berlins. Die teils wiederaufgebaute Neuen Synagoge in der Spandauer Vorstadt dient heute als Mittelpunkt für das Studium und die Erhaltung jüdischer Kultur.
Der Potsdamer Platz ist eine Verkehrsdrehscheibe im Zentrum Berlins. Er hatte sich im 19. Jahrhundert vor dem Potsdamer Tor, an dem eine Ausfallstraße ausging, entwickelt. Bis 1940 war der Potsdamer Platz einer der verkehrsreichsten Plätze Europas. Durch die Neubebauung des Potsdamer Platzes nach 1990, die einer großen Anzahl an Geschäften und Restaurants Raum gibt, wurde der Platz wieder zu einem belebten Wirtschaftsstandort.

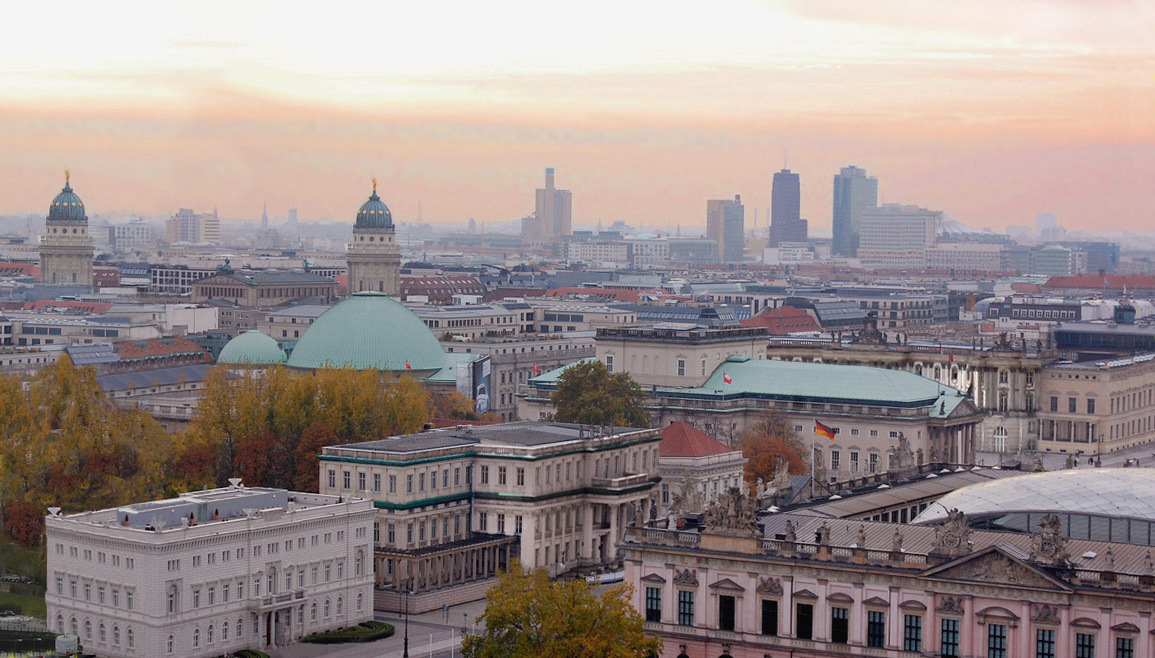
Blick über den Boulevard Unter den Linden zum Potsdamer Platz

Nördlich in der Nähe des Brandenburger Tors befindet sich das 1894 erbaute Reichstagsgebäude. Seit 1973 wird das Gebäude vom Deutschen Bundestag genutzt und ist seit 1999 sein Sitz. Jährlich wandeln rund zwei Millionen Menschen durch seine gläserne Kuppel. Der Reichstag ist der zweitstärkste Touristenmagnet der Republik.
Das Schloss Bellevue liegt weiter westlich am Nordrand des Großen Tiergartens zwischen der Spree und der Siegessäule. Die klassizistische Dreiflügelanlage wurde 1786 erbaut und dient heute dem Bundespräsidenten als Amtssitz. Die bekannteste Einkaufspromenade in Berlin ist der Kurfürstendamm mit seinen zahlreichen Hotels, Geschäften und Restaurants. Die im Zweiten Weltkrieg zerstörte Kaiser-Wilhelm-Gedächtniskirche wurde 1895 erbaut. Ihre Turmruine blieb als Mahnmal erhalten.

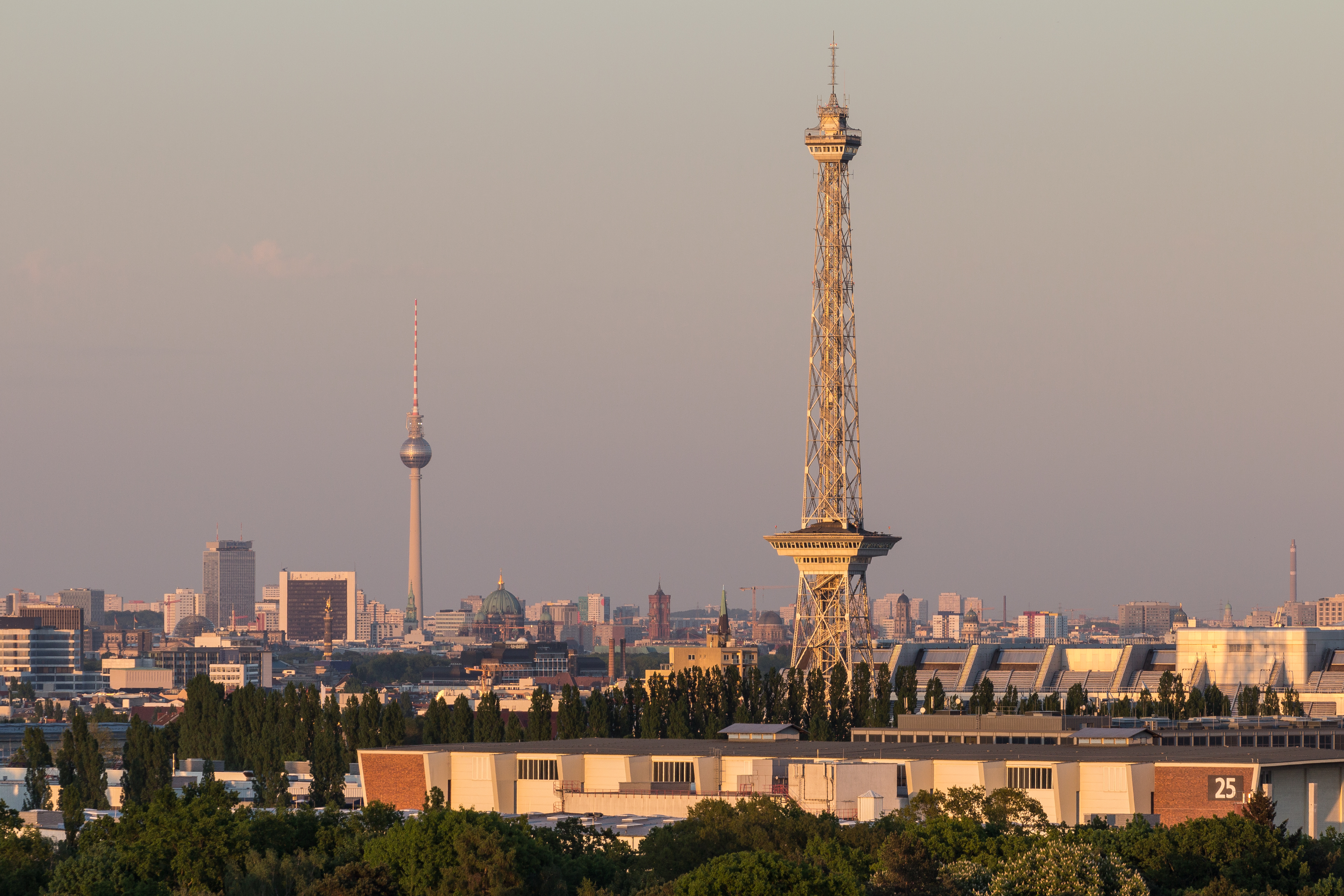
Der Berliner Funkturm von 1926 (rechts, vorne) und der Berliner Fernsehturm von 1969 (links, hinten) in der Stadtlandschaft (um 2020)

In Charlottenburg steht der 150 Meter hohe Funkturm, der 1926 anlässlich der 3. Deutschen Funkausstellung entstand und sehr schnell zu einem der Wahrzeichen Berlins avancierte. Weitere Bauwerke sind das Schloss Charlottenburg (Baubeginn 1695), ein barocker Repräsentationsbau der Hohenzollern und die Zitadelle Spandau. In dem durch Karl Friedrich Schinkel umgebauten Schloss Tegel sind die Brüder Wilhelm und Alexander von Humboldt aufgewachsen. Im Ortsteil Prenzlauer Berg befinden sich viele Wohnbauten aus der Gründerzeit und belebte Straßen wie die Kastanienallee.
Die heutige Karl-Marx-Allee wurde im repräsentativen Stil des sozialistischen Klassizismus erbaut. Sie verläuft vom Alexanderplatz bis zum Frankfurter Tor. Die beiden Türme entstanden in Anlehnung an die doppelten Kuppeln des Gendarmenmarktes unter dem deutschen Architekten Hermann Henselmann.
Berlin gehört zu den Städten mit den meisten UNESCO-Weltkulturerbestätten weltweit. In das Weltkulturerbe-Liste aufgenommen wurden: (1.) „Schlösser und Parks von Potsdam und Berlin“ (1990), (2.) die „Museumsinsel Berlin“ (1999) sowie (3.) die „Siedlungen der Berliner Moderne“ (2008).
Der Berliner Bereich von (1.) umfasst: Schloss und Park Glienicke, Jagdschloss und Jagdschlosspark Glienicke, Böttcherberg mit Loggia Alexandra, Nikolskoe (St. Peter und Paul, Blockhaus, Forsthaus, Schulhaus und Forsthaus Moorlake) und die Pfaueninsel. Zum UNESCO-Weltkulturerbe im Bereich von (2.) zählen: Das Alte Museum, das Neue Museum, die Alte Nationalgalerie, der Kolonnadenhof, das Bode-Museum und das Pergamonmuseum. Dem Weltkulturerbe gehören im Rahmen von (3.) folgende sechs Siedlungen an: Die Gartenstadt Falkenberg, die Siedlung Schillerpark, die Großsiedlung Britz, die Wohnstadt Carl Legien, die Weiße Stadt und die Großsiedlung Siemensstadt.

### Sport
Im gesellschaftlichen Leben der Metropole spielt der Sport eine wichtige Rolle. In Berlin gab es im Jahr 2025 etwa 2300 Sportvereine, in denen sich rund 810.000 Aktive dem Breitensport widmeten. 2022 waren 75 Berliner Mannschaften in den verschiedenen ersten deutschen Bundesligen sowie 55 Mannschaften in den zweiten Bundesligen vertreten. Einige Vereine sind dabei im Bereich des professionellen Sports tätig. Zu den prominentesten Vertretern zählen hier Hertha BSC und der 1. FC Union Berlin (Fußball), Alba Berlin (Basketball), die Eisbären Berlin (Eishockey), die Füchse Berlin (Handball), die Berlin Recycling Volleys (Volleyball). und die Wasserfreunde Spandau 04 (Wasserball). Der mitgliederreichste Klub in der Stadt im Jahr 2023 ist der 1. FC Union Berlin. Zu den langlebigsten Vereinen gehört die im 19. Jahrhundert gegründete Berliner Schachgesellschaft 1827 Eckbauer.
Berlin war in der Geschichte mehrfach Austragungsort internationaler Sportwettkämpfe. 1936 wurden die Olympischen Sommerspiele in der Stadt abgehalten. Während der Fußball-Weltmeisterschaft 1974 wurden drei Spiele der ersten Finalrunde in Berlin ausgetragen. 2006 fanden Vorrunden-, ein Viertelfinal- und das Finalspiel der Fußball-Weltmeisterschaft im Olympiastadion statt. 2009 wurden auch die Leichtathletik-Weltmeisterschaften dort ausgetragen. Berlin wurde zum Austragungsort der Fußball-Europameisterschaft 2024 und deren Endspiels bestimmt.

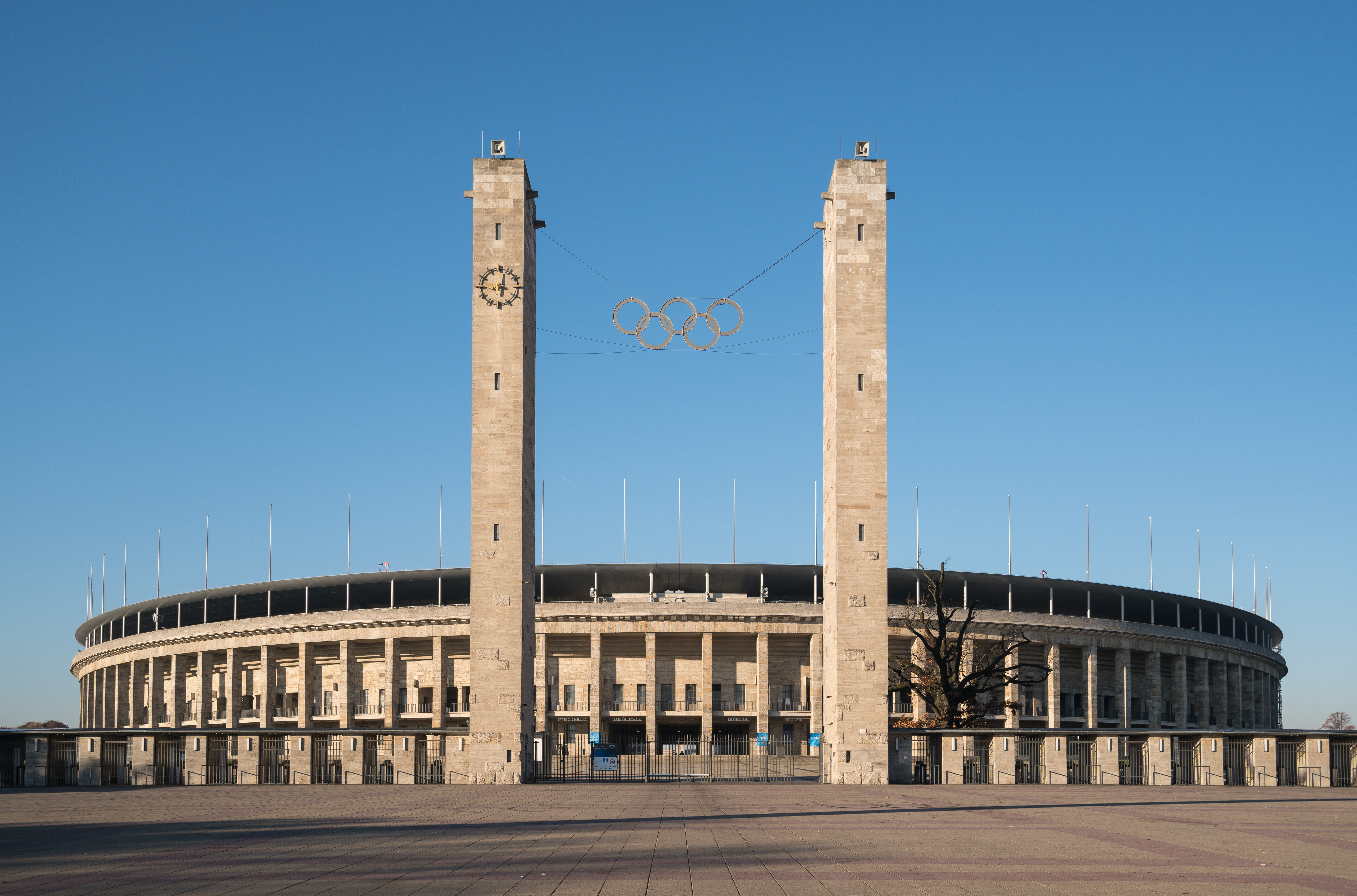
Olympiastadion in Westend
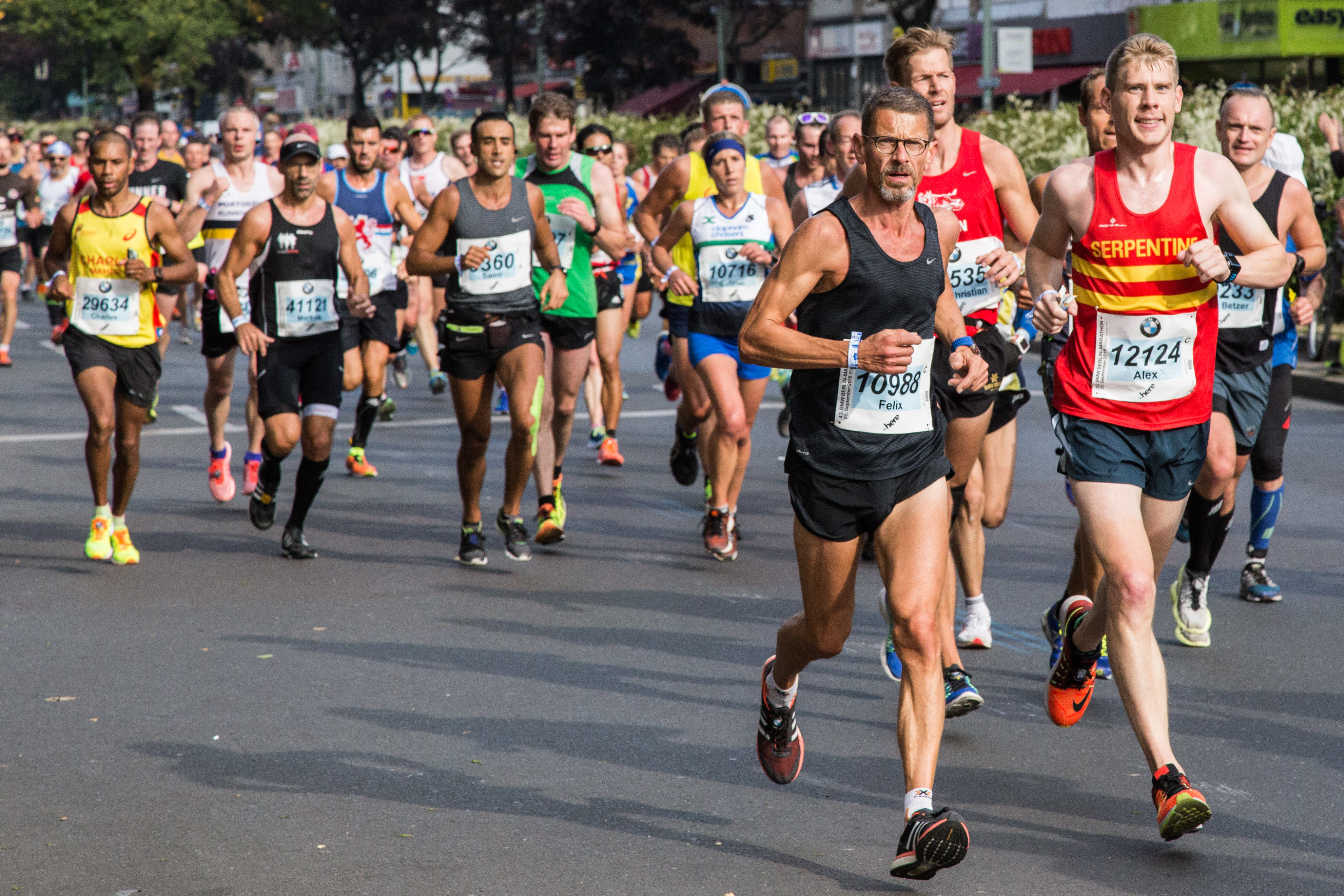
Berlin-Marathon
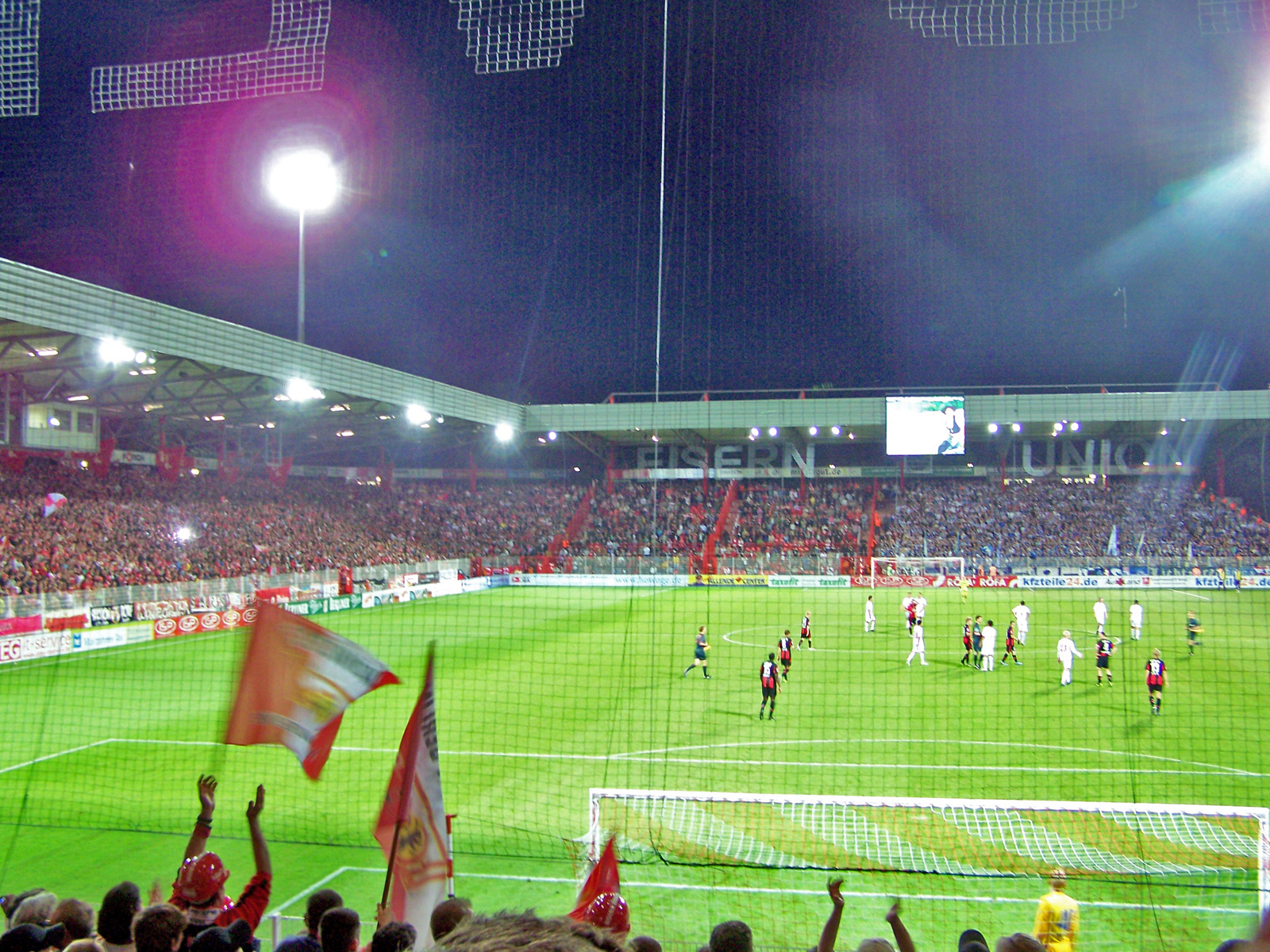
Stadion An der Alten Försterei
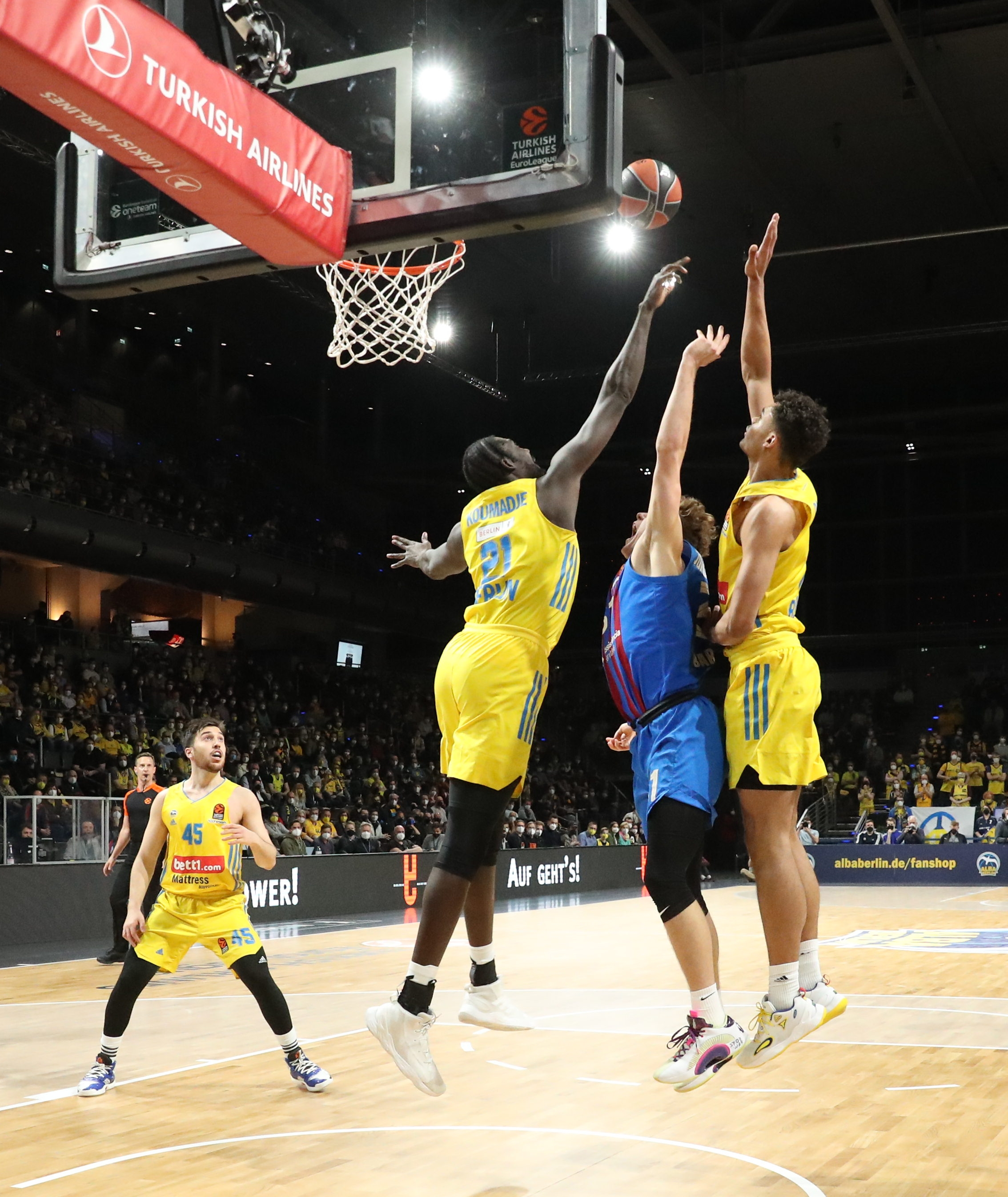
Alba Berlin

Jedes Jahr findet einer der weltgrößten Marathonläufe, das Finale des DFB-Pokals sowie die Leichtathletik-Veranstaltung ISTAF in Berlin statt. Seit 2015 wird der Berlin E-Prix, ein Automobilrennen der FIA-Formel-E-Meisterschaft, in Berlin ausgetragen. Das WTA-Berlin, ein hochdotiertes Tennis-Turnier der Damen, findet im Steffi-Graf-Stadion statt.
In Berlin gab es im Jahr 2021 über 400 Fitnessstudios. Zahlreiche Anlagen für Kraftsport bestehen im öffentlichen Raum. Darüber hinaus befindet sich der Verwaltungssitz der RSG Group in Berlin. Das Unternehmen ist eine der weltweit umsatz- und mitgliederstärksten Firmen im Bereich des Krafttrainings und Fitnesssports.
In Berlin wurden die aktuellen Weltrekorde (Stand: 2025) im Marathon- (Tigist Assefa), im 100- und 200-Meter-Lauf (beide Usain Bolt) aufgestellt.
Der Deutsche Olympische Sportbund betreibt mit dem Olympiastützpunkt Berlin einen von 19 Olympiastützpunkten. Rund 500 Bundeskaderathleten aus über 30 olympischen Sportarten bilden das leistungssportliche Kontingent. Bekannte Berliner oder in Berlin lebende Olympioniken sind Franziska van Almsick, Christoph und Robert Harting, Katarina Witt sowie Claudia Pechstein.
Zu den größten Sportstätten der Stadt gehören das Olympiastadion mit 73.856 Plätzen, das Stadion An der Alten Försterei mit rund 22.000 Plätzen, die Uber Arena mit maximal 17.000 Plätzen, das Velodrom mit maximal 12.000 Plätzen und die Max-Schmeling-Halle mit bis zu 11.900 Plätzen.

### Freizeit

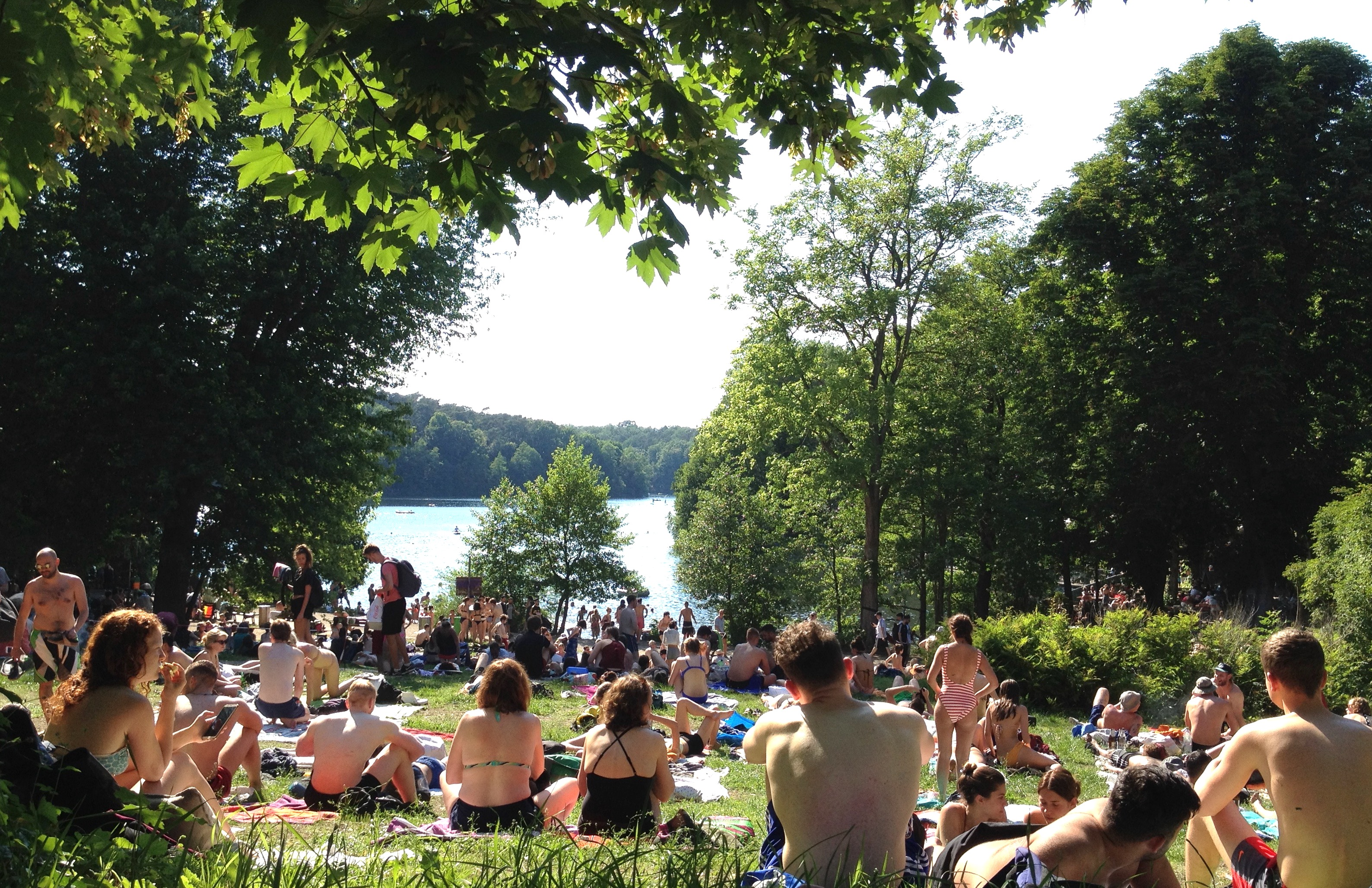
Badewiese am Schlachtensee

Etwa 18 Prozent der Berliner Stadtfläche ist bewaldet. Die Stadtforstverwaltung Berliner Forsten betreut mit rund 29.000 Hektar die größte Stadtwaldfläche Deutschlands. Zu den größten Wäldern gehört der Grunewald, der von der Grunewaldseenkette durchzogen und im Westen von der Havel begrenzt wird, sowie der Spandauer Forst im äußersten Nordwesten. Mit dem Wannsee liegt in Zehlendorf ein viel besuchtes Naherholungsgebiet, das vor allem durch das Strandbad bekannt ist.
Im Südosten Berlins bildet der Müggelsee mit den Müggelbergen und dem Strandbad Müggelsee in Rahnsdorf ein großes Erholungsgebiet. Am Westhang des Kleinen Müggelbergs wurde der Müggelturm errichtet. Er bietet einen Ausblick über die Seen und Wälder der Umgebung. Unweit davon befindet sich die Wuhlheide, ein Waldgebiet mit dem ehemaligen Volkspark Wuhlheide und dem Freizeit- und Erholungszentrum sowie dem Modellpark Berlin-Brandenburg.
In den städtischeren Bereichen der Stadt haben sich an den Fluss- und Seenlandschaften der Spree und Havel einige Strandbars etabliert. Die 20 grünen Hauptwege vernetzen als Wanderwege einen großen Teil der Parks, Grünanlagen, umliegenden Regionalparks und Berliner Wasserläufe.
Berlin ist außerdem weltweit für sein Nachtleben bekannt. Die hohe Zahl an Studenten in der Stadt, eine große kreative Musikszene, viele junge feiernde Touristen und der besonders nach dem Mauerfall verbreitete Leerstand waren für die Entstehung der Clublandschaft mitverantwortlich. Besondere Bekanntheit genießen in diesem Zusammenhang Clubs wie der Tresor, der Klunkerkranich, der Frannz Club, der KitKatClub, der Club der Visionaere, das Berghain, die Renate, das Metropol, und das Kater Blau (Stand: 2025).

### Küche

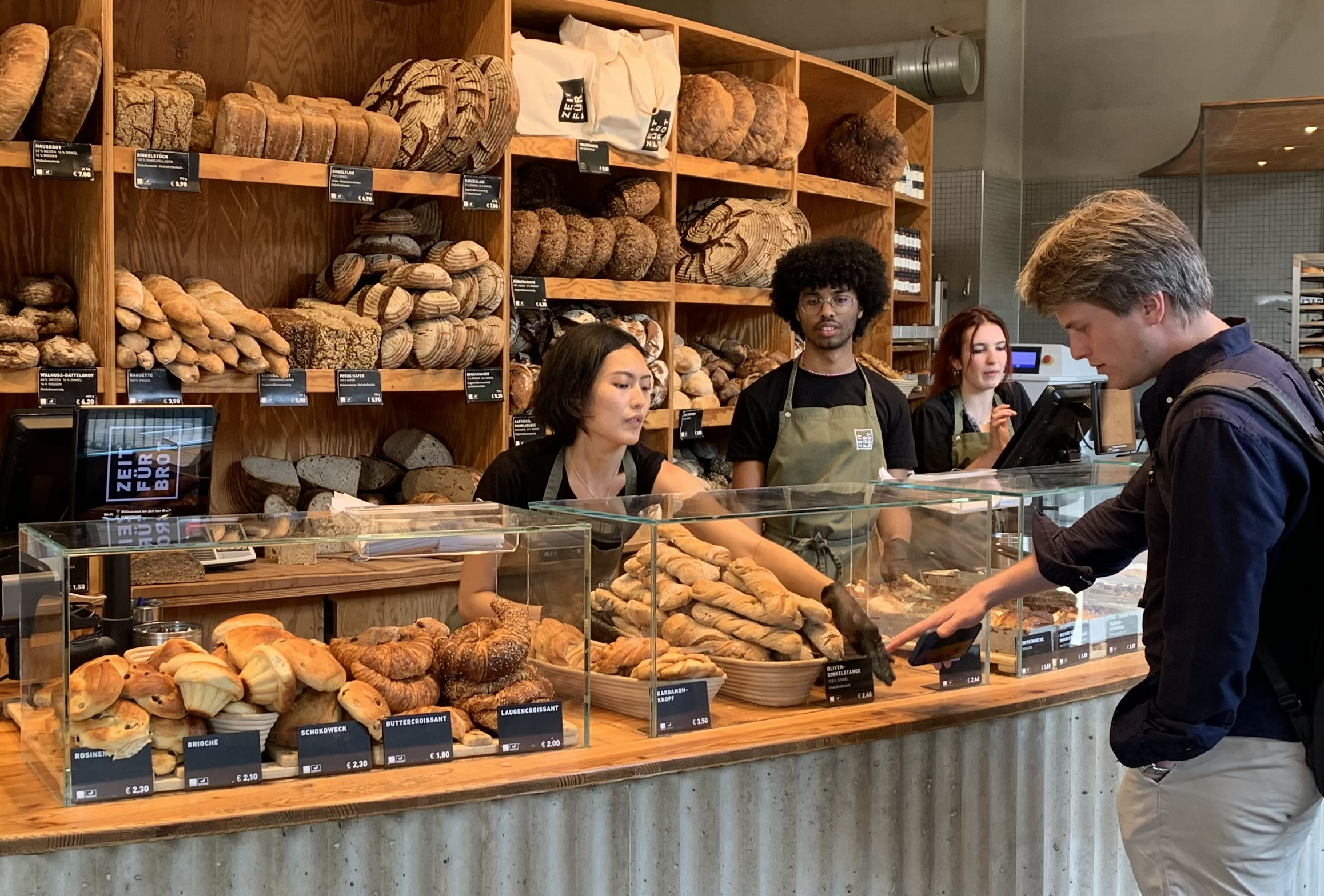
Bäckerei in Prenzlauer Berg

In Berlin existieren rund 5000 Cafés, Bars und Restaurants (Stand: 2018). Die Spitzengastronomie in Berlin hat sich seit Beginn der 2000er Jahre erfolgreich entwickelt. Im Jahr 2020 verzeichnete der Guide Michelin mit dem Rutz ein Restaurant mit drei Michelin-Sternen, fünf Restaurants mit zwei und 17 Restaurants mit einem Stern. Berlin zählte damit zu den europäischen Städten mit den meisten Sterne-Restaurants.
Als typische Berliner Speisen gelten beispielsweise Kasseler, Bulette und Leber nach „Berliner Art“. Die Kartoffel ist in deutschsprachigen Haushalten in ihren diversen Zubereitungsformen eine allgegenwärtige Essensbeilage. Die Schrippe, Splitterbrötchen und der Berliner Pfannkuchen sind berlintypische Gebäcke. Das Deutsche Brotinstitut hat seinen Sitz in Berlin.
Die am häufigsten verkauften Imbissgerichte in der Stadt sind Currywurst (häufig mit Pommes frites) und verschiedenste Varianten des Döner Kebabs. Daneben besaß Berlin bis Ende des 20. Jahrhunderts eine Brautradition. Die gängigste Biersorte ist das Pilsener. Als traditionelles Mixgetränk gilt der Futschi.

### Berlin in der Kunst
Film
Berlin spielte als Produktionsstandort in der Filmgeschichte eine besondere Rolle. Zur Blütezeit, in den Jahren nach 1920, war die Berliner Filmindustrie für ihre stil- und genreprägenden Kinofilme berühmt. Viele Produktionen entstanden in den Studios von Babelsberg. Nach 1945 und 1990 manifestierte sich allerdings eine schwach ausgeprägte Stellung des Films innerhalb des deutschen Kulturfördersystems. Seit 2004 besteht das Medienboard Berlin-Brandenburg.

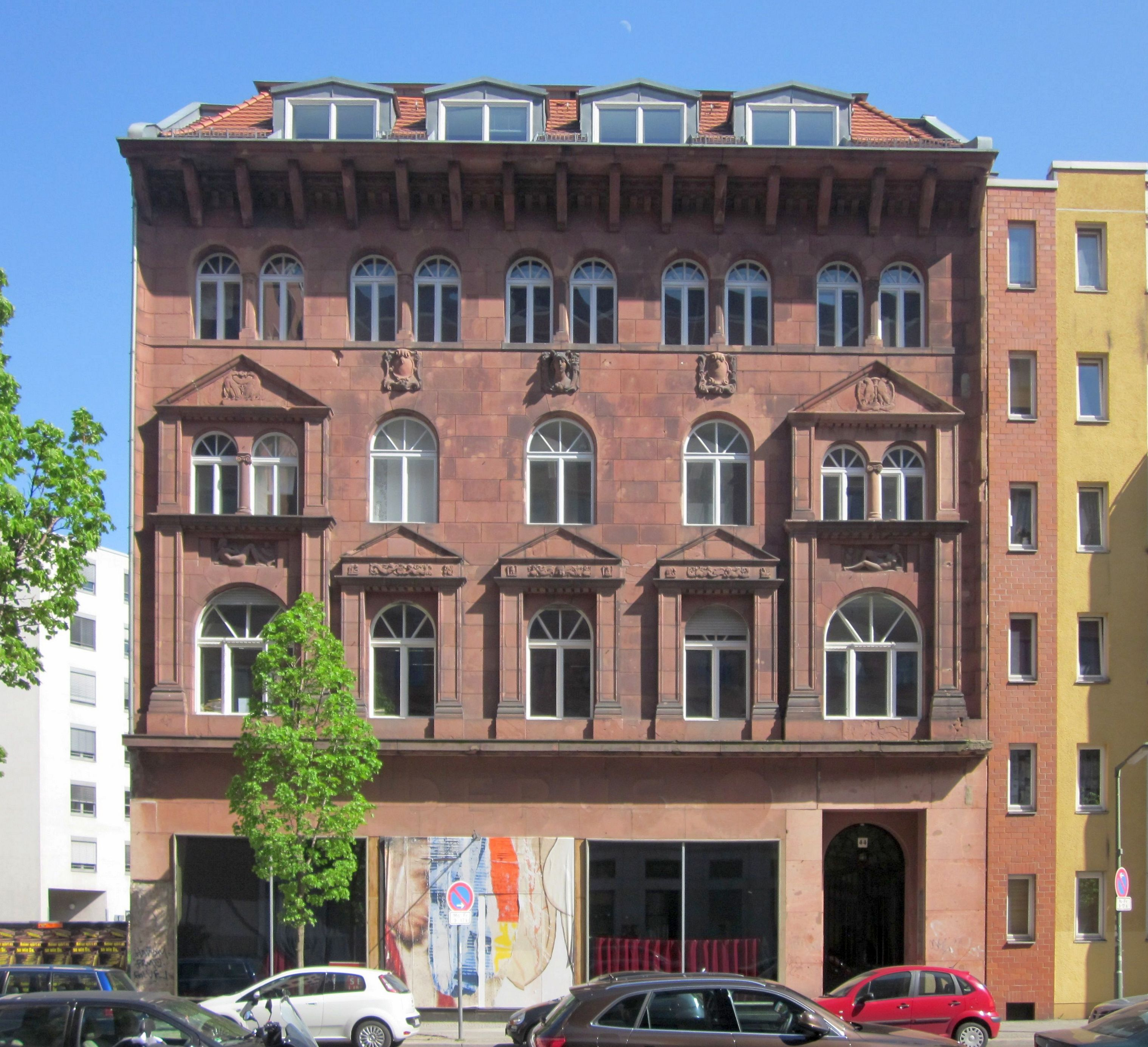
Deutsche Filmakademie in Kreuzberg

Folgende Auswahl von Berliner Filmproduktionen spielen in Berlin oder handeln von der Metropole: Berlin – Die Sinfonie der Großstadt (1927), M (1931), Der Hauptmann von Köpenick (1956), Die Legende von Paul und Paula (1973), Taxi zum Klo (1980), Christiane F. – Wir Kinder vom Bahnhof Zoo (1981), Der Himmel über Berlin (1987), Linie 1 (1988), Lola rennt (1998), Sonnenallee (1999), Good Bye, Lenin! (2003), Das Leben der Anderen (2006) und Who Am I – Kein System ist sicher (2014).
Neben deutschen Produktionen fanden seit den 1950er-Jahren auch immer wieder internationale Film- und Serienproduktionen in Berlin statt. U. a. waren das Eins, Zwei, Drei, Cabaret, James Bond 007: Octopussy, Æon Flux, die Jason-Bourne-Reihe, Bridge of Spies – Der Unterhändler, Homeland, Die Tribute von Panem und Das Damengambit.
Seit Jahrzehnten gibt es auch viele deutsche Serien die in Berlin spielen und/oder Berlin thematisieren. Darunter waren u. a. Drei Damen vom Grill, Ich heirate eine Familie, Liebling Kreuzberg, Verliebt in Berlin, Gute Zeiten, schlechte Zeiten, Berlin, Berlin, Charité, Deutschland 83, 4 Blocks, Babylon Berlin, Beat, Ku'damm 56 und Unorthodox.
Malerei

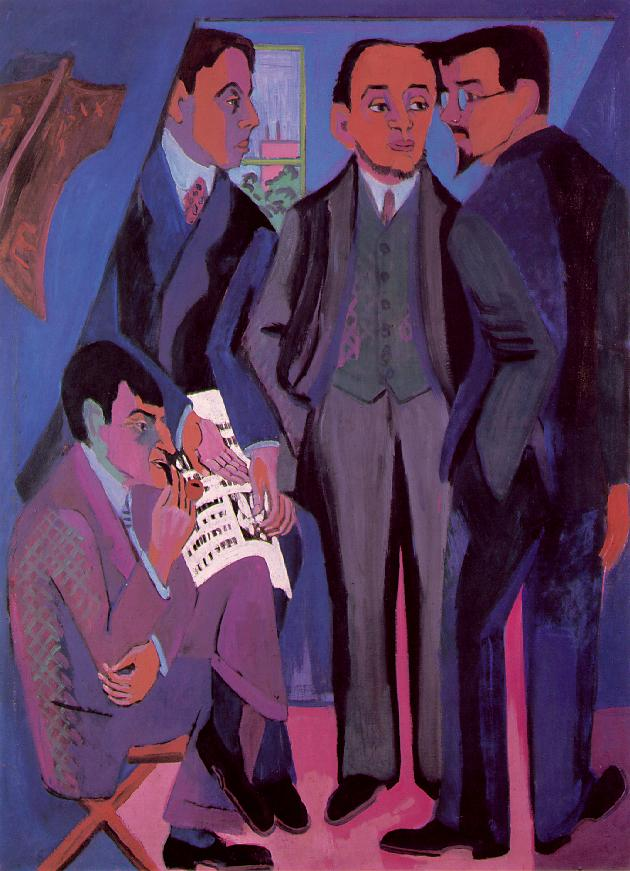
Eine Künstlergemeinschaft von E. L. Kirchner, 1926

Ab 1893 fand jährlich die überregional bedeutende Große Berliner Kunstausstellung statt. Mit dem Aufkommen der Berliner Secession 1898, die den Impressionismus in der Malerei prägte, entwickelte sich Berlin als herausragendes Zentrum der bildenden Kunst in Deutschland.
Durch den Umzug der expressionistisch arbeitenden Künstlergruppe „Brücke“ nach Berlin erlangte die Kunstszene der Metropole Weltgeltung. Nach 1933 und 1945 gelang der Anschluss an die internationale Kunstwelt jedoch nicht mehr.
Erst mit Beginn des 21. Jahrhunderts hat die Bedeutung der Stadt für die bildenden Künste wieder wesentlich zugenommen. Seitdem leben und arbeiten eine Vielzahl anerkannter Kunstschaffender in der Stadt. Durch die im internationalen Vergleich sehr hohe Anzahl von über 300 ansässigen Galerien spielt der Standort innerhalb Deutschlands auch auf dem Kunstmarkt eine wichtige Rolle.
Literatur
Zahlreiche erfolgreiche Schriftsteller, Philosophen, Dramaturgen, Historiker, Kritiker, Humoristen und Drehbuchautoren leben und arbeiten in Berlin. Zu den in der Vergangenheit und Gegenwart anerkanntesten Literaten zählen u. a. Moses Mendelssohn, Wilhelm von Humboldt, Georg Wilhelm Friedrich Hegel, Theodor Mommsen, Georg Simmel, Alfred Kerr, Alfred Döblin, Christian Morgenstern, Joachim Ringelnatz, Kurt Tucholsky, Walter Benjamin, Bertolt Brecht, Vladimir Nabokov, Erich Kästner, Christopher Isherwood, Robert Jungk, Günter Grass, Heiner Müller, Christa Wolf, Wolfgang Kohlhaase, Heinrich August Winkler, Herta Müller, Max Goldt, Jonathan Franzen und Maxim Biller.
Musik
Seit der Entwicklung Berlins zur Millionenmetropole Ende des 19. Jahrhunderts entstanden in der Popkultur eine Vielzahl von Liedern, die den Berliner Zeitgeist und das Leben in der Stadt widerspiegeln.
Eines der frühen Musikstücke ist Berliner Luft (1899), das mitunter als inoffizielle Landeshymne gespielt wird. Weitere bekannte Lieder sind u. a. Pack die Badehose ein (1951), Heimweh nach dem Kurfürstendamm (1963) und Berlin (1980). Das Musical Linie 1 (1986) zählt zu den international gefeierten Musiktheaterstücken.
Zu den erfolgreichsten Künstlern, Sängern und Bands, die in Berlin geboren wurden oder langjährig gewirkt haben oder wirken, gehören u. a. Comedian Harmonists, Marlene Dietrich, Hildegard Knef, Conny Froboess, Rio Reiser, Gebrüder Blattschuss, Ideal, City, Nina Hagen, Thomas Quasthoff, Tangerine Dream, Max Raabe, Harald Juhnke, Ton Steine Scherben, Reinhard Mey, Roland Kaiser, Helga Hahnemann, Frank Zander, Die Ärzte, Rammstein, Seeed, Bushido,  Paul und Fritz Kalkbrenner sowie Paul van Dyk.
Internationale Musiker wie Leonard Cohen, David Bowie, Iggy Pop, Lou Reed oder die Band U2 sangen über Berlin oder produzierten ihre Alben in der Stadt. Die Hansa-Tonstudios waren dabei für viele Künstler eine wichtige Anlaufstelle um ihre Musikaufnahmen zu realisieren. Durch die große und vielseitige Musikszene Berlins zählt die Metropole zu den meistbesungenen Städten der Welt.